# Personaggi di Assassin's Creed

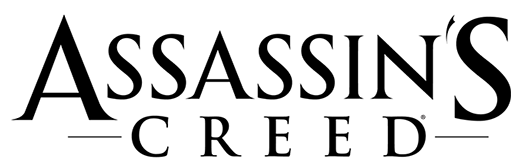
Logo della serie

Questa voce raggruppa tutti i personaggi della serie di videogiochi Assassin's Creed, creata e sviluppata da Ubisoft Montreal.

## Fazioni
La serie di Assassin's Creed è incentrata su una guerra millenaria tra gli Assassini e i Templari. Entrambi gli ordini affondano le proprie radici dal periodo della Prima Civilizzazione ed entrambi mirano ad entrare in possesso dei cosiddetti "Frutti dell'Eden". Tutti e due si nascondono alla vista dei più: i primi "rimangono nell'ombra per servire la luce" mentre i secondi, che de iure sono stati distrutti con l'esecuzione di Jacques de Molay, si nascondono dietro l'Abstergo, una potente multinazionale farmaceutica.

### Isu
Gli Isu sono un'antica ed importante civiltà di esseri antropomorfi che abitò il pianeta Terra. Il loro vero nome fu sconosciuto per secoli e così per molto tempo gli diedero molti nomi tra cui Prima Civilizzazione, Coloro Che Vennero Prima e Precursori. Gli Isu sono originari della Terra e grazie ad un'evoluzione molto veloce divennero molto intelligenti sviluppando una tecnologia avanzata al punto da creare oggetti mistici e creare forme di vita. Gli Isu un giorno decisero di creare altre forme di vita identiche a loro, ovvero, l'Homo Sapiens. Gli Isu di fatto sono conosciuti come Homo Sapiens Divinus. Gli Homo Sapiens non sapevano chi fossero realmente gli Isu, ma sapevano che erano stati loro a crearli, infatti cominciarono ad adorarli come divinità. Infatti in realtà le divinità delle antiche religioni sono gli Isu, che vennero chiamati con diversi nomi in base alla zona geografica. Un giorno l'uomo decise di ribellarsi agli Isu e scoppiò la Guerra Umani-Isu che durò per anni, tuttavia il conflitto terminò per cause esterne: il Sole emanò delle radiazioni solari talmente forti che raggiunsero la Terra causando morte e distruzione sul pianeta. Gli effetti del cataclisma furono talmente devastanti che portarono all'estinzione gli Isu lasciando in vita solamente pochissimi di loro, mentre gli umani riuscirono a sopravvivere in gran numero diventando di fatto loro la razza dominante sul pianeta. Gli umani e gli Isu sopravvissuti decisero di ricostruire il pianeta da zero collaborando e insieme diedero vita all'inizio della storia dell'uomo. Gli Isu per supportare la ricostruzione crearono degli oggetti mistici chiamati "Frutti dell'Eden" in grado di facilitare il lavoro. Gli umani furono sedotti dai frutti dell'eden cominciando a lottare fra di loro. Nel mentre gli Isu rimasti morirono uno ad uno, ma riuscirono a mantenere intatta la loro coscienza all'interno di templi sparsi nel mondo.

#### Frutti dell'Eden
Gli Isu sono conosciuti principalmente per la creazione dei loro oggetti mistici chiamati "Frutti dell'Eden". Fin dagli albori della storia, l'uomo ha utilizzato questi manufatti per scrivere la storia che viene raccontata nei libri. Nei libri di storia non viene accennato ai frutti dell'eden, tuttavia gli Assassini e Templari conoscono la verità e sanno che i più grandi avvenimenti della storia sono stati fatti da uomini e donne che possedevano tali oggetti. Gli Isu ne hanno creati talmente tanti che molti si sono persi nei secoli e non si conosce nemmeno l'esatto numero di quanti ne abbiano realmente costruiti. Ogni frutto dell'eden possiede dei poteri magici e si differenzia dagli altri, tuttavia i frutti della medesima categoria posseggono gli stessi poteri.

#### Progetto Olimpo
Il Progetto Olimpo è un esperimento scientifico fatto dagli Isu per creare dei mostri ibridi utilizzando i Frutti dell'Eden. L'esperimento riuscì e vennero create delle creature terrificanti che assunsero sembianze di veri e propri mostri. Tali esseri sopravvissero per secoli e si rifugiarono in cripte nascoste; tuttavia, tali creature vennero scoperte dagli umani e vedendo la loro mostruosità vennero inseriti all'interno delle antiche religioni o poemi epici. Alcuni esempi di ibridi dell'esperimento si trovavano in Grecia e da essi nacquero i miti dei Ciclopi, delle Gorgoni e delle Sfingi.

#### Saggi
Prima della distruzione del pianeta, Aita provò a trasferire i suoi ricordi all'interno degli umani, creando i Saggi. Sono esseri umani assolutamente normali, la cui differenza sta nel fatto che possiedono i ricordi e l'aspetto fisico degli Isu di cui sono le reincarnazioni. Questi ricordi, che di solito si manifestano come visioni durante l'età adulta, possono far impazzire l'individuo, difatti la maggior parte dei Saggi è psicologicamente instabile. Solamente nei tempi antichi i Saggi riuscivano a mantenere un certo equilibrio mentale, credendo di parlare con gli Dei.

### Ordine degli Assassini
(Motto degli Assassini)
Gli Assassini, conosciuti anche come Ordine degli Assassini o Confraternita degli Assassini, sono i membri di un'organizzazione che combatte una guerra segreta contro i Templari. Mentre essi si sforzano di creare un mondo pacifico, ordinato e sotto il loro conto, gli Assassini lottano per garantire la sopravvivenza del libero arbitrio dell'umanità, in quanto è ciò che permette la progressione e la crescita delle individualità.
Gli Assassini esistono dall'inizio dell'indipendenza dell'uomo dalla Prima Civilizzazione.
L'Ordine crede in una serie di forti valori che disciplinano il loro stile di vita, ed essi si possono riassumere in 3 principi:
- «Trattieni la lama dalla carne degli innocenti»: era severamente proibita l'uccisione ingiustificata di civili innocenti;
- «Nasconditi in piena vista, sii un tutt'uno con la folla»: la furtività era di grande importanza per i membri dell'ordine, che erano portati a "nascondersi in piena luce";
- «Non compromettere la Confraternita»: ovviamente gli Assassini dovevano celare la propria identità e quella degli altri membri o alleati esterni.

Questi principi guidano ogni aspetto della vita quotidiana degli Assassini. Essi uccidono nella speranza che uccidere un determinato individuo possa portare alla salvezza di migliaia di persone. Gli Assassini credono di combattere in nome di coloro che non possiedono le capacità, le risorse, o le conoscenze per combattere contro i potenti. Nella quarta pagina del suo Codice, Altaïr Ibn-La'Ahad evidenzia le contraddizioni dell'Ordine:
- Gli Assassini vogliono instaurare la pace, ma per farlo uccidono.
- Gli Assassini vogliono allargare la mente degli uomini, ma impongono l'ubbidienza ad un maestro e regole ferree.
- Gli Assassini vogliono rendere noto a tutti quanto sia pericolosa la fede cieca, eppure loro stessi la praticano.

#### Gli Occulti
Gli Occulti furono fondati nel 47 a.C. da Bayek e Aya durante il Regno di Cleopatra, e vengono considerati come i precursori degli Assassini. Le sedi principali erano a Menfi e a Roma. Furono proprio Bayek e Aya a creare le regole del Credo degli Assassini e a rendere la Lama Celata l'arma iconica dell'ordine nonché l'amputazione dell'anulare. Il simbolo degli Occulti è il classico simbolo dell'ordine degli assassini, con la differenza che al centro del disegno c'è un occhio egiziano. Bayek creò tale simbolo dopo che il teschio di un'aquila cade sulla sabbia lasciando il simbolo sulla superficie per poi dargli spunto a renderlo lo stemma ufficiale degli Occulti e dei futuri Assassini. L'ordine fu sciolto ufficialmente nel 1050 quando l'Occulto Hassan-i Sabbāh decise di trasferire l'intero ordine a Masyaf e a cambiare il nome in "Ordine degli Assassini".

### Ordine dei Templari
(Motto templare)
I Cavalieri Templari (anche Ordine dei Templari o semplicemente Templari), sono un ordine segreto formatosi durante la preistoria e fondato da Caino, anche se ufficialmente l'ordine cavalleresco fu fondato pubblicamente da Hugues de Payns solo nel 1118 per contrastare la crescente minaccia dei Saraceni e per proteggere le vie dei pellegrini verso Gerusalemme. Nonostante la loro distruzione pubblica con l'esecuzione di Jacques de Molay, voluta dal re francese Filippo il Bello e da papa Clemente V, i Templari continuano ad agire per creare un mondo pacifico fondato su regole, ordine e controllo, avendo consapevolezza della debolezza dell'umanità. Per questo motivo, sono i nemici giurati dell'Ordine degli Assassini, che perseguono ideali come la libertà dell'individuo e il libero arbitrio. Con queste ideologie contrastanti, i due gruppi hanno combattuto nel corso dei millenni forgiando il destino dell'umanità. Al giorno d'oggi si nascondono dietro ad una multinazionale farmaceutica di nome Abstergo Industries, fondata nel 1937 da Henry Ford e Ransom Eli Olds. Prima che l'ordine venisse fondato, nei secoli passati si formarono diverse organizzazioni segrete che seguivano le ideologie del futuro ordine Templare. Tali sette segrete sono considerate dei precursori dei Templari. Alcune di queste sono "I Figli di Caino", "l'Ordine degli Antichi" e "La Setta di Cosmos".
Come gli Assassini, L'Ordine Templare ha un proprio credo, apparso per la prima volta in Assassin's creed III. Il credo consiste in tre giuramenti che la persona deve accettare per essere ammessa nell'Ordine:
1. Difendere i principi del nostro Ordine e tutto ciò per cui lottiamo.
2. Mai divulgare i nostri segreti né la vera natura della nostra opera.
3. Farlo fino alla morte a ogni costo.

#### Figli di Caino
Sono considerati i più antichi precursori dei Templari. Sono un gruppo di uomini che seguivano le ideologie di Caino che infatti è la fonte d'ispirazione all'interno dei Templari. Quando Caino uccise suo fratello Abele per impossessarsi della Mela dell'Eden, fu marchiato sulla fronte con una croce rossa. Millenni dopo la croce rossa divenne il simbolo dell'Ordine dei Templari.

#### Ordine degli Antichi
Un altro gruppo che secoli prima ha cominciato a seguire quelli che sarebbero diventati gli ideali Templari fu l'Ordine degli Antichi. L'ordine venne fondato dal faraone Smenkhara nel 1334 a.C. diffondendosi in tutto l'Egitto per poi in tutta la Persia e nei secoli successivi ha cominciato ad espandersi in tutta l'Europa. I membri di solito indossano delle maschere per coprire il loro volto durante le riunioni e ognuno di loro gli viene dato un soprannome. Il simbolo dell'ordine è un serpente e infatti tale organizzazione è conosciuta anche come "Il Serpente". Nel V secolo a.C. l'ordine controllava praticamente tutto l'impero e si alleò con un'altra organizzazione segreta che però operava solamente in Grecia, ovvero la Setta di Cosmos. Gli ideali dell'Ordine degli Antichi sono quelli che si avvicinano di più agli ideali Templari e quando l'ordine venne sconfitto nel 878 i membri rimasti decisero di fondare un nuovo ordine con principi più saldi e fu così che nacque l'Ordine dei Templari.

#### Setta di Cosmos
Ancora prima dell'Ordine degli Antichi, gli ideali templari sono stati incarnati e portati avanti dalla Setta di Cosmos, un ordine che ha controllato la Grecia attraverso la Pizia di Delfi, scatenando la Guerra del Peloponneso. Il culto venne fondato poco dopo che Pitagora ed Ermete Trismegisto fondarono il gruppo chiamato "Ermetisti". Alcuni dei loro adepti non erano contenti delle regole della setta e decisero di fondarne una tutta loro, ovvero la "Setta di Cosmos". Come l'Ordine degli Antichi, anche la Setta di Cosmos possiede un simbolo legato ai serpenti: La testa di Medusa. L'ultima leader del gruppo fu Aspasia di Mileto, moglie di Pericle. Tale setta era talmente grande da essere suddivisa in diversi rami con nomi specifici, operanti in un medesimo settore. Ogni ramo della setta è guidato da un capo chiamato "Anziano", i membri più alti nella gerarchia della setta, nonché gli unici a conoscere l'identità del loro leader, ovvero lo "Spettro della Setta". La setta era in contatto con un'altra organizzazione segreta con i medesimi principi, l'Ordine degli Antichi. Quest'ultimo operava in molti territori, dall'Egitto fino a tutto l'impero persiano, a differenza della Setta di Cosmos che operava solamente nell'antica Grecia.

#### Abstergo Industries
Se stai ascoltando questa registrazione, vuol dire che ho lasciato nelle tue mani questo mondo e questa grande impresa, la Abstergo Industries, la grande speranza dell'umanità. Non fidarti dei consiglieri attorno a te. Sono troppo innamorati delle apparenze, del modo di vivere. Abbiamo creato il capitalismo, ma non siamo capitalisti, il nostro scopo è nobile. Il brutale sistema di controllo che mettiamo in atto attraverso il denaro è solo una benda su una ferita, medicare la quale è lo scopo delle nostre vite. Le persone di questo mondo sono confuse, smarrite, spaventate e incapaci di produrre in modo indipendente. Senza di noi sarebbero solo animali, schiavi degli Altri, che non meritavano una simile responsabilità. Li abbiamo salvati, ricordatelo. Ma basta con il passato. Devo ammonirti riguardo alla grande crisi che sta per sopraggiungere. Anche se quelli attorno a te lo negano, presto non saremmo più in grado di dare vita a nuovi mercati. La nostra economia e le nostre forme di intrattenimento non avranno più presa sulla gente. Quando morirà il libero mercato, si rivolteranno tutti contro di noi. Per cui non rimandare: quello che hai visto è riservato ai Grandi Maestri del nostro Ordine. Ora conosci le ragioni profonde dell'Abstergo e di tutto questo... E ora sai quello che devi fare. Segui il corso degli eventi. Daremo loro la libertà. Libertà dalla paura, libertà dalla pornografia, dalle ripugnanti ed elementari pulsioni animali. Libertà dalla democrazia. L'umanità ci ringrazierà alla fine.
In hoc signo vinces.

Dal Cluster 10 di Assassin's Creed: Brotherhood
(Warren Vidic a Desmond Miles in Assassin's Creed)
La Abstergo Industries è una delle più grandi e importanti multinazionali dell'era moderna, di cui ben poco è noto pubblicamente e il cui vero scopo è quello di coprire le azioni dell'Ordine dei Templari. Pur essendo una società farmaceutica, l'Abstergo è stata responsabile di ogni risultato scientifico ed è stata coinvolta in ogni movimento di massa nel corso degli anni passati, anche se Abstergo sceglie chi ottiene l'incarico di causarle molto attentamente. Desmond Miles viene tenuto in uno dei suoi enormi laboratori di ricerca, situato in Italia.
Fondata ufficialmente nel 1937, la Abstergo Industries è in realtà una piccola parte del disegno dei Templari, il cui obiettivo è di controllare il mondo attraverso il capitalismo e il progresso scientifico. Nonostante il contributo dato allo sviluppo tecnologico della società, la missione primaria della Abstergo Industries è infatti "la distruzione dell'Ordine degli Assassini, l'acquisizione di tecnologie avanzate originariamente creati dalla Prima Civilizzazione e l'istituzione di un Nuovo ordine mondiale".
Le origini della Abstergo discendono dalla perfezione della catena di montaggio di Henry Ford e Ransom Eli Olds, entrambi leader dei Templari all'inizio del XX secolo. La catena di montaggio è stato un mezzo per controllare sia i lavoratori che i capitalisti e rappresenta il primo passo dei Templari per soggiogare il mondo attraverso l'economia. Nel 1910, i leader dei Templari, tra cui Ford e Olds, hanno formulato il "Piano": uno schema che attraverso l'economia, la politica e il conflitto militare mira a rendere il mondo sicuro per i Templari. La sconfitta del comunismo è stata una parte fondamentale del Piano, in quanto rappresenta una minaccia sia ideologica che economica per il successo della visione del mondo dei Templari.
Desmond scopre l'identità dell'Abstergo dopo aver letto alcune e-mail tra Alan Rikkin e Warren Vidic, dove il primo scrive: "Il Padre della Comprensione ci guida verso il successo", una frase utilizzata nei secoli dall'Ordine dei Templari.
Secondo un enigma audio trovato nei cluster delle brecce del Soggetto 16 in Assassin's Creed: Brotherhood, i televisori a circuito chiuso prodotti dall'Abstergo sono utilizzati per spiare i civili. Un menù segreto si trova tra i canali 172 e 173, e contiene il nome del proprietario e della sua famiglia, la lista delle loro preferenze, il numero della carta di credito e gli acquisti fatti con essa, i prestiti, i viaggi. Nel mese di aprile 2011, un uomo di nome Jameson lo scoprì e chiese spiegazioni alla Comstatic. In risposta, l'Abstergo mandò un sicario ad ucciderlo insieme a suo figlio Paul (di soli dodici anni).
L'Abstergo ha anche dato la caccia agli Assassini nel mondo, sperando di mettere la parola fine sui loro nemici, eliminando così ogni possibilità di loro fallimento. L'indirizzo e-mail di Vidic rivela che l'Abstergo era coinvolta in molti eventi nel corso della storia, come l'esplosione di Tunguska. Le e-mail parlano anche dell'Esperimento di Filadelfia, in cui la USS Eldridge fu presumibilmente resa invisibile per alcuni secondi, andando avanti nel tempo. Gli esperimenti con i Frutti dell'Eden collegati a questo incidente furono bloccati, poiché si aveva il timore di creare paradossi temporali.
L'Abstergo è quindi la facciata pubblica dei Templari, il cui obiettivo ultimo è il controllo del mondo (notare che il verbo «abstergo» in latino significa "ripulire"). A questo scopo, essi progettano di lanciare nello spazio il satellite Eye-Abstergo il 21 dicembre 2012 (il lancio è anche significativo, in quanto il 21/12/2012 segna la fine di un'era Maya, il baktun 13 - data fissata da molti come la fine del mondo) con a bordo la Mela dell'Eden per poter controllare l'umanità. Pare che l'Abstergo avesse tentato già altre volte una simile operazione, tutte terminate a causa di incidenti: in un primo caso, il satellite esplose in orbita, e la Mela - se resistette - si perse nello spazio e nell'aeroporto di Denver, copertura di una struttura di lancio dei Templari: un'esplosione devastò l'area.

##### Abstergo Entertainment
La Abstergo Entertainment è una sussidiaria dell'Abstergo Industries impegnata nello sviluppo di prodotti multimediali per l'intrattenimento. Il principale prodotto è una versione console dell'Animus, venduta su scala mondiale. Il prodotto permette alle Abstergo Industries di influenzare l'opinione pubblica facendo rivivere agli utenti ricordi genetici montati appositamente e strutturati in forma videoludica. Tuttavia, il progetto ha incontrato l'opposizione di un gruppo di hacker noto come il Collettivo Erudito, che ha mostrato agli utenti della versione console dell'Animus ciò che si cela dietro le false verità inserite dalle Abstergo Industries nei loro prodotti. Tra il 2012 e il 2013, alcuni dipendenti di Abstergo Entertainment vennero incaricati di esplorare le memorie genetiche di Aveline de Grandpré ed Edward Kenway grazie ai progressi della tecnologia dell'Animus che permetteva di analizzare ricordi estratti da altre persone.

## Assassin's Creed

### Assassini
- Altaïr Ibn-La'Ahad: (in arabo: الطائر إبن لا أحد) protagonista del primo gioco della serie Assassin's Creed, nonché di vari spinoff della serie come Assassin's Creed: Altaïr's Chronicles e Assassin's Creed: Bloodlines, compare inoltre in Assassin's Creed: Revelations e in molti fumetti e romanzi inerenti alla serie. Fu un membro dell'Ordine degli Assassini e, dal 1191 fino alla morte, il loro Mentore. Cresciuto per diventare un Assassino, Altaïr ottenne il rango di Maestro Assassino a venticinque anni[1]. Tuttavia, dopo non esser riuscito ad ottenere la Mela dell'Eden da Roberto di Sable all'inizio del 1191, e la successiva invasione dei Templari di Masyaf, sede dell'Ordine degli Assassini, fu declassato al rango di novizio e inviato alla ricerca di redenzione. Con il compito di uccidere nove persone, che, a sua insaputa, componevano i ranghi dell'Ordine dei Templari in Terra Santa, Altaïr iniziò una missione per cambiare i suoi modi di agire e liberare il regno dalla corruzione dei nove. Durante la sua ricerca però venne a sapere di un complotto ben più sinistro di quanto originariamente creduto. Completata la sua missione di uccidere i nove bersagli, e liberato l'Ordine dal suo infimo Mentore Al Mualim, Altaïr salì al rango di Mentore, portando gli Assassini ad agire con molta più discrezione. Grazie alla Mela modificò lo stile di vita dell'Ordine, scrivendo nel frattempo il suo leggendario Codice per le generazioni successive. Nel 1227, mentre Altair è lontano da Masyaf, Abbas prende il potere e lo esilia. Dopo un tentativo fallito nel 1228, Altair torna finalmente mentore nel 1247, a 82 anni, uccidendo Abbas e ricopre il ruolo fino alla morte dieci anni dopo. Il suo nome continuerà ad essere ricordato nell'Ordine, influenzando notevolmente la vita dei suoi discendenti. La sua discendenza contiene una figura importante all'interno dell'Ordine degli Assassini: Desmond Miles. Doppiato da Paolo De Santis.
- Al Mualim: pseudonimo di Rashid ad-Din Sinan, è il maestro di Altaïr, signore di Masyaf e Mentore degli Assassini nel Levante. Viene simultaneamente temuto, adorato, ingiuriato e amato, i suoi guerrieri sono noti per uccidere a sangue freddo, ed attrarre la sua attenzione significa accelerare la morte di qualcuno, ma in lui si nasconde una forte sete di potere. Desidera apparire imprevedibile e misterioso, meno si sa di lui (e dei suoi seguaci) e meglio è, rendendo più facile creare timore e riverenza. Rivela solo ciò che vuole che altri vedano, nulla di più, nulla di meno. Ha buone ragioni per stare in guardia, nasconde qualcosa. Inizialmente assume il ruolo di un padre duro ma giusto per Altaïr: il fallimento è brutalmente punito, ma il successo altamente ricompensato. Alla fine del primo capitolo di Assassin's Creed, Altaïr ucciderà Al Mualim, che si scoprirà condividere le ideologie e l'ambizione di dominio del mondo dei Templari con la sola differenza che lui non è disposto a condividere il potere con altri. Doppiato da Riccardo Rovatti.

(Al Mualim)
- Abbas Sofian: Assassino siriano vissuto durante il Medioevo, fu Mentore de facto degli Assassini nel Levante dal 1227 fino alla sua morte. Il periodo in cui comandò l'Ordine segnò un periodo di corruzione per gli Assassini, inoltre Abbas era profondamente disprezzato da diversi membri dell'Ordine. Durante la sua vita odiò continuamente il suo più grande amico, Altaïr. Dopo la partenza di quest'ultimo, decise di organizzare un colpo di Stato all'interno dell'Ordine, che riuscì: fece uccidere Sef Ibn-La'Ahad, secondogenito di Altaïr, e imprigionare Malik Al-Sayf. Venne ucciso da Altaïr, che riconquistò la guida degli Assassini. Doppiato da Domenico Brioschi.
- Malik Al-Sayf: Assassino, compagno e coetaneo di Altaïr, invidia quest'ultimo poiché pur avendo la sua stessa età era riuscito ad ottenere il titolo di Maestro Assassino all'interno della Confraternita cosa che lo costringeva a sottostare ai suoi ordini. Malik era in particolar modo geloso dell'ammirazione e del rispetto che suo fratello minore, Kadar, provava nei confronti di Altaïr. Dopo il fallimento al Tempio di Salomone, dove Malik perse il braccio sinistro ed il fratello Kadar, riesce a trasformare il fallimento di Altaïr in un suo successo personale, riuscendo a portare l'artefatto a Masyaf. Dopo quest'evento, e dopo la sua nomina a Rafiq di Gerusalemme, i rapporti tra Malik e Altaïr si incrinano terribilmente, e lui lo aiuterà solo su ordine di Al Mualim. Tuttavia, ad un certo punto del gioco, Altaïr chiederà formalmente perdono a Malik, riconoscendo che le sue azioni gli hanno causato la perdita di un braccio e del fratello, ma Malik non accetterà le scuse sostenendo di averlo già perdonato. Prima della fine del gioco, Malik tornerà al Tempio di Salomone dove ritroverà il diario di Roberto di Sable. Da qui scoprirà tutta la verità su Al Mualim, e deciderà di recarsi a Masyaf con i suoi uomini per aiutare Altaïr a sconfiggere il maestro. Dopo la morte di Al Mualim divenne assistente di Altaïr, aiutandolo nel progetto di rinnovamento dell'Ordine. Doppiato da Francesco Mei.
- Kadar Al-Sayf: fratello più giovane di Malik, è anche lui un Assassino, seppure più inesperto di Malik e Altaïr. Assiste con ammirazione alle gesta di Altaïr nel Tempio di Salomone, porgendogli un gran rispetto, cosa che suo fratello Malik non vedrà di buon occhio. Perderà la vita proprio nel Tempio di Salomone, all'inizio del gioco. Doppiato da Ruggero Andreozzi.
- Rauf: membro dell'Ordine degli Assassini vissuto a Masyaf nel XII secolo, era l'istruttore delle reclute. Rauf era amico di Altair e infatti durante la sua assenza fu uno dei pochi che gli erano ancora fedeli. Venne ucciso da Swami su ordine di Abbas. Doppiato da Luigi Rosa.
- Lucy Stillman: doppiata da Kristen Bell, è un'assistente del Dottor Warren Vidic al progetto Animus. Possiede diversi dottorati, ma è specializzata in scienze neuro-cognitive e genetica comportamentale. Si scoprirà che Lucy è un'Assassina infiltrata all'interno dell'Abstergo. È lei che salva la vita di Desmond, adducendo che può ancora essere utile al progetto. Nel secondo capitolo lo farà evadere dal laboratorio, accompagnandolo in un rifugio segreto, spiegandogli che dev'essere addestrato come Assassino tramite l'Animus. Viene uccisa da Desmond, controllato da Giunone, alla fine di Assassin's Creed: Brotherhood. In Assassin's Creed: Revelations viene detto che è stata seppellita in un cimitero poco fuori Roma. Nel DLC L'Archivio Perduto di Revelations, si scopre che Lucy aveva tradito l'ordine degli Assassini per allearsi con i Templari. Più tardi, nel terzo capitolo della saga, Desmond spiega di essere stato comunque lui ad aver voluto uccidere Lucy, dopo aver visto i suoi piani per riportare la Mela all'Abstergo. Doppiata da Beatrice Caggiula.
- Desmond Miles: doppiato da Francisco Randez e nato a Rapid City il 13 marzo 1987, si è trasferito a New York dove lavora come barista. Ha passato gli ultimi 9 anni a scappare e nascondersi, dopo aver vissuto con i genitori in una comunità chiamata "La Fattoria". Dopo tutti questi anni viene rapito e tenuto prigioniero dall'Abstergo Industries, poiché è discendente di Adamo, Altaïr, Ezio Auditore e dei Kenway. Alla fine di Assassin's Creed II scoprirà, grazie a Minerva, olografica rappresentazione di un'appartenente a Coloro che Vennero Prima (o Prima Civilizzazione) di essere colui che salverà il mondo dalla distruzione a causa del ripetersi del disastro solare che aveva decimato sia la Prima Civilizzazione che l'umanità stessa. Dopo aver ucciso Lucy, Desmond cade in coma, riuscendo però a risvegliarsi. Il 21 dicembre 2012 si sacrifica per salvare il mondo dalla distruzione, come Minerva gli aveva preannunciato. Doppiato da Alessandro Rigotti.

### Templari
- Abu'l Nouqoud: considerato il re dei mercanti e un grande finanziatore della guerra, sarà ucciso nel quartiere ricco di Damasco durante un banchetto nel suo maestoso palazzo. Durante questo banchetto tiene un discorso dove accusa gli invitati di falsità e ipocrisia e li avvelena, ordinando alle guardie di non lasciare nessuno in vita. Doppiato da Andrea De Nisco.[2]
- Adam Rikkin: ex dirigente dell'Abstergo Industries, è il padre di Alan Rikkin. Uomo senza scrupoli e pronto a fare qualsiasi cosa per ottenere i suoi scopi, appare in Assassin's Creed: Brotherhood in modalità online nei profili dei personaggi.
- Alan Rikkin: nuovo dirigente dell'Abstergo Industries e figlio di Adam Rikkin, ha 35 anni ed è molto capace di prevedere tutte le mosse degli Assassini, motivo per cui i Templari lo avevano messo al posto del suo stesso padre. Alan riesce a rintracciare e ad eliminare tutti i capi degli Assassini, ad eccezione del padre di Desmond, William, che invece riesce a sfuggirgli. Alan però, stufo di essere trascurato dagli altri Templari, decide di ribellarsi e con l'aiuto di Richard progetta un finto incidente per eliminare Leila Marino (assistente di Vidic) in modo da far subentrare al suo posto l'infiltrata Lucy Stillman. La Stillman dopo aver progettato l'Animus rischia di rimanere uccisa per mano di Richard, ormai convinto della sua inutilità, ma verrà salvata da Vidic, dietro suggerimento di Alan stesso. Doppiato da Claudio Moneta (videogioco) e da Mario Cordova (film).
- Garniero di Naplusa: membro dell'Ordine dei Cavalieri Ospitalieri, verrà ucciso ad Acri nel suo ospedale, dove tiene prigionieri prostitute, lebbrosi, ecc., dopo aver spezzato le gambe ad un uomo rinchiuso nel suo ospedale, poiché aveva tentato di scappare (tutto al fine di creare la pace cercando di controllare le menti dei suoi "pazienti"). Doppiato da Gianni Quillico.[2]
- Guglielmo del Monferrato: reggente di Acri al posto di Re Riccardo, tenta di far uccidere quest'ultimo per consegnare la città ai Templari, d'accordo con Abu'l Nouquoud e Majid Addin. Ogni volta che viene redarguito dal re sfoga la sua frustrazione sui soldati, e proprio durante una delle sue sfuriate verrà ucciso da Altaïr. Doppiato da Gianni Gaude.[2]
- Jubair al Hakim: probabilmente ispirato a Ibn Jubayr, è il Gran Sapiente di Damasco. È un integralista e un fanatico che vede i libri pieni di menzogne per gli uomini, che in essi confidano più che nelle loro conoscenze. Verrà ucciso mentre tiene un discorso per incitare i cittadini a bruciare tutti i libri della città. Doppiato da Diego Sabre.[2]
- Majd Addin: prima scriba del califfo e poi reggente di Gerusalemme, dopo aver fatto piazza pulita di tutti i pretendenti, è vittima di un irrefrenabile delirio di onnipotenza (dirà che non esiste gioia più grande del poter decidere della vita altrui). Verrà ucciso da Altaïr durante una pubblica esecuzione. Doppiato da Marco Balzarotti.
- Maria Thorpe: Templare di origini inglesi, dopo aver scoperto lo scopo della sua stessa fazione grazie ad Altaïr, cercò asilo nella Confraternita degli Assassini. Litigò molto spesso con Altaïr sull'isola di Cipro, cercando di difendere i principi Templari, ma dopo l'avventura vissuta con quest'ultimo cambiò idea e partì con lui, che l'accettò come compagna di viaggio. Più tardi diviene anche sua moglie, e i due mettono al mondo due figli, Darim e Sef. Morirà a Masyaf per ordine di Abbas. Doppiata da Donatella Fanfani.
- Richard: dipendente dell'Abstergo, è uno dei tre uomini che si introdussero di notte nell'appartamento di Lucy, con l'obiettivo di ucciderla. Sarà fermato da Warren Vidic dietro suggerimento di Alan, che reputava la Stillman ancora un'utile impiegata.
- Roberto di Sable: Gran Maestro dei Templari, troverà il modo di sfruttare gli omicidi di Altaïr a suo vantaggio durante la battaglia di Arsuf. Appena prima di partire per incontrare Salah al'Din, Altaïr arriverà davanti a re Riccardo e gli spiegherà i piani di Roberto, tuttavia non sapendo a chi credere, farà sì che Altaïr e Roberto duellino. In quell'occasione Altaïr ucciderà il Templare, ma non prima che quest'ultimo gli riveli chi è il decimo bersaglio. Doppiato da Matteo Zanotti.[2]
- Sibrando: Gran Maestro dell'Ordine Teutonico, violento e irascibile, si rivelerà inoltre paranoico e sospettoso in seguito all'uccisione di tutti i suoi compagni Templari. Ciò lo spingerà a vedere ovunque potenziali assassini (arriverà ad uccidere un sacerdote credendolo un assassino per il solo fatto che questi ultimi si vestono allo stesso modo). Verrà ucciso da Altaïr a bordo della sua nave mentre cerca di imporre un embargo navale al porto di Acri per impedire l'arrivo di altri rinforzi ai Crociati. Doppiato da Felice Invernici.
- Tamir: potente mercante d‘armi, sarà ucciso nel quartiere povero di Damasco, dopo che avrà svolto un omicidio in pubblico per disobbedienza. Costui muove un grosso carico di armi per alimentare la guerra in corso. Doppiato da Pino Pirovano.
- Talal: mercante di schiavi di Gerusalemme, cattura diversi civili offrendogli lavoro, per poi spedirli ad Acri. Verrà ucciso a Gerusalemme da Altaïr, mentre fugge dopo aver cercato di ucciderlo. Doppiato da Luigi Rosa.
- Warren Vidic: scienziato caduto in disgrazia, Vidic ha rischiato il carcere per pesanti violazioni etiche, ma gli è stata concessa una seconda chance da Alan Rikkin, direttore dell'Abstergo. L'Animus è opera del suo ingegno, e all'arrivo di Desmond, avrà ben poco tempo per effettuare una grande mole di lavoro. Il fatto che l'Animus non sia stato sottoposto a molte prove (e sia a sua volta instabile) è un ulteriore elemento di pressione. Vidic passa continuamente dalla cortesia alla crudeltà: potrebbe chiedere qualcosa con la massima gentilezza, così come esigerla brutalmente. Vidic subisce molte pressioni dall'alto della scala gerarchica, come è visibile dalle molte e-mail di sollecito. Alla fine del secondo capitolo guida una squadra per recuperare Desmond dal nascondiglio degli Assassini, ma i suoi compagni vengono uccisi da Desmond e Lucy. In Assassin's Creed: Brotherhood e Revelations lo si vede allenare alcune reclute dell'Abstergo con delle sessioni di Animus, nella modalità multiplayer. Vidic verrà ucciso da un suo stesso agente, controllato da Desmond tramite la Mela dell'Eden. Doppiato da Enrico Bertorelli  in Assassin's Creed (2007)[2] e da Riccardo Rovatti in Assassin's Creed II,[3] Brotherhood, Revelations (2011), Assassin's Creed III (2012),[4] Black Flag e Rogue (2014)[5].

(Vidic a Desmond Miles, riguardo alla Bibbia.)

## Assassin's Creed: Altaïr's Chronicles

### Assassini
- Hamid: rafiq della città di Tiro nel 1190, indicò ad Altaïr la strada per entrare nell'Ospedale della città dove si nascondeva uno dei suoi bersagli, Ronald Napule.
- Harash: è un importante membro degli Assassini nel Levante, secondo solo ad Al Mualim. Altaïr scoprì da Adha che Harash aveva tradito la Confraternita per i Templari. Egli si recò alla fortezza di Aleppo, sede provvisoria degli Assassini, per proteggere Adha, e lì vide Harash che conversava con un cavaliere Templare, provando il suo tradimento. Altaïr duellò con Harash, che venne sconfitto ed ucciso.
- Kadar: Assassino vissuto a Gerusalemme nel periodo della Terza crociata, venne incaricato di spiare il Gran Maestro dei Templari. Spiegò ad Altaïr come raggiungere Lord Basilik quando l'Assassino dovette introdursi nel castello.

### Templari
- Alaat: membro dell'Ordine dei Templari e importante personalità di Damasco, si fece nemica Fajera, che chiese ad Altaïr di ucciderlo. Lui si fece strada attraverso le fogne sotto Damasco su suggerimento di Fajera e riuscì a infiltrarsi nel bagno pubblico dove Alaat era a rilassarsi, uccidendolo con la Lama Celata.
- Guerriero con Ascia: ignoto Templare al servizio di Lord Basilisk, accompagnò il Gran Maestro nel Tempio del Deserto per prendere il Calice. Lì incontrò l'Assassino Altaïr Ibn-La'Ahad, contro cui iniziò a combattere. Dopo una dura lotta, il Guerriero fu ucciso dall'Assassino.
- Lord Basilisk: antagonista del prequel Assassin's Creed: Altaïr's Chronicles, è un Templare di alto rango tanto da essersi guadagnato la nomina di leader dei Cavalieri del Tempio in Terra Santa. Essendo il comandante dell'Ordine più indicato alla nomina di Gran Maestro ne ricoprirà i compiti pur non essendo ancora stato nominato ufficialmente, visto che all'epoca questa carica era vacante dopo che il Saladino aveva fatto giustiziare il precedente Gran Maestro, Gérard de Ridefort. Basilisk è un uomo molto alto e corpulento, noto per la sua spietatezza e per il suo cinismo, infatti non disprezza la distruzione di villaggi e città intere solo per arrivare ai suoi scopi. Per aiutare i Crociati a conquistare Acri più velocemente, aveva in mente di avvelenare le falde acquifere della città uccidendo l'intera popolazione. Fu tuttavia costretto a svelare i suoi piani ad Altaïr per aver salva la vita, e così l'Assassino riuscì a sabotare i suoi progetti e a salvare Acri, uccidendo il comandante Templare che doveva dare l'ordine di avvelenare le falde acquifere. Il piano principale di Basilisk era quello di recuperare "il Calice" (una donna di nome Adha) ed usarne il potere per essere il signore incontrastato di tutta la Terra santa. Basilisk impugna un'enorme spada e possiede una resistente armatura, che lascia scoperta solo la testa. Morirà per mano di Altaïr, che lo ucciderà brutalmente trafiggendo proprio la sua testa con la spada. Basilisk era stato de facto il Gran Maestro dell'Ordine Templare dal 1189 al 1190.
- Maestro della Torre: comandante delle truppe Templari a Gerusalemme, ha studiato a lungo il Credo degli Assassini insegnando tutte le abilità combattive al suo allievo. Egli vestiva in modo simile agli Assassini, ma non di colore bianco, infatti aveva un abito nero con macchie blu. Nel 1190 Altaïr scoprì il suo nascondiglio, uccise tutte le guardie e l'allievo del Maestro, fino a che non arrivò alla sommità della Torre per affrontare il Templare. Il Maestro lottò contro Altaïr cercando di convincerlo a unirsi ai Templari, ma egli lo uccise e ottenne la mappa per arrivare al Tempio della Sabbia.
- Ronald Napule: medico e scriba personale di Lord Basilisk, venne ucciso da Altaïr, che era alla ricerca del Calice, nel suo ospedale, mentre tentava di ottenere una delle chiavi del Tempio della Sabbia in possesso di un anziano uomo che vi si era recato.
- Studente del Maestro della Torre: ignoto discepolo del Maestro della Torre, che gli insegnò le tecniche degli Assassini, accolse Altaïr nella torre del suo Maestro a Gerusalemme. Egli tuttavia lo ucciderà nelle prigioni della torre.

### Altri
- Adha: giovane donna chiamata anche "Il Calice", si riteneva fosse un artefatto simile alla Mela dell'Eden. Viene rapita dai Templari, e di lei si perdono le tracce, tuttavia nel Codice di Altaïr si scoprirà che è stata uccisa dai Templari e che lui ne vendicò la morte uccidendo i responsabili della sua morte. Ella viene anche menzionata di sfuggita in Assassin's Creed da uno degli informatori di Altaïr, che era a conoscenza del debole che Altaïr aveva per la donna.

## Assassin's Creed: Bloodlines

### Templari
- Armand Bouchart: cavaliere Templare, comprò l'isola di Cipro da Riccardo Cuor di Leone dopo la sconfitta di Isacco Comneno di Cipro. Arrivato a Cipro stabilì il suo dominio anche grazie ai luogotenenti Templari, Moloch, Shalim e Federico il Rosso. I 4 cercarono di localizzare e rubare tutti gli artefatti nascosti nel sacro Archivio Templare. Altaïr, allora Mentore degli Assassini, cercò Armand numerose volte durante la sua permanenza a Cipro, ma senza successo. Col tempo riuscì a rubare tutti gli artefatti, però Altaïr lo trovò e dopo un duello lo uccise.
- Federico il Rosso: importante e fidato alleato di Bouchart, Federico venne ucciso da Altaïr.
- Shahar: fratello gemello di Shalim e figlio di Moloch, è uno dei luogotenenti di Bouchart. Mori insieme a Shalim nel loro castello per mano di Altaïr.
- Shalim: Vice del Gran Maestro dell'Ordine dei Templari e fratello gemello di Shahar, preferì la compagnia di Armand a quella del padre Moloch. Morì assieme a suo fratello Shahar nel loro castello.

### Altri
- Alessandro di Limassol: membro della Resistenza Cipriota, è il principale alleato di Altaïr durante la sua permanenza sull'isola.
- Barnaba: capo della Resistenza Cipriota a Kyrenia, supportò attivamente la Confraternita per sconfiggere i Templari, ma questo ne causò la morte per mano di quest'ultimi. È uno stretto amico di Alessandro di Limassol, con cui scambiò molte lettere prima della sua morte.
- Markos: membro della Resistenza Cipriota, aiutò il Mentore durante la sua permanenza a Cipro.
- Moloch: chiamato anche "Il Toro", era un devoto capo di una setta religiosa, e uno degli uomini più temuti di Cipro. Non era un Templare, ma collaborava attivamente per favorire la propria causa. Moloch mori nel Castello di Kantara, a Kyrenia per mano di Altaïr.

## Assassin's Creed II

### Assassini
- Claudia Auditore da Firenze: sorella minore di Ezio, risulta essere una ragazza molto viziata e pettegola, tuttavia l'esecuzione del padre e dei fratelli la cambierà profondamente. Fugge assieme alla madre e ad Ezio a Monteriggioni, dove lei inizierà a gestire la ricostruzione del piccolo borgo. Dopo la fuga da Monteriggioni gestirà con la madre il bordello "La Rosa in Fiore" e si unirà come il fratello maggiore agli Assassini. Doppiata da Alice Bongiorni.
- Ezio Auditore da Firenze: nobile fiorentino nonché uno dei più grandi Mentori dell'Ordine degli Assassini, è antenato di Clay Kaczmarek e dei Miles. Egli inizialmente non era a conoscenza del suo retaggio di Assassino, tuttavia a 17 anni, quando il padre e i due fratelli vennero uccisi, scoprì l'appartenenza del padre alla Confraternita. Dopo la loro esecuzione fuggì da Firenze e si rifugiò a Villa Auditore, nel borgo di Monteriggioni. Nonostante la sua riluttanza incontrò lo zio ed iniziò il suo addestramento da Assassino per poter iniziare la ricerca dei congiurati che avevano tramato per uccidere e spodestare la sua famiglia. Durante la sua vendetta, Ezio riuscì a recuperare il Codice di Altaïr e salvò le città di Firenze, Forlì e Venezia dal controllo dei Templari, guadagnandosi l'amicizia di Lorenzo de' Medici, Niccolò Machiavelli, Leonardo da Vinci e Caterina Sforza. Dopo aver sconfitto Rodrigo Borgia a Roma, incontra per la prima volta Minerva, appartenente alla Prima Civilizzazione, anche se non riuscirà a comprendere chi ella sia o cosa voglia. Visto che Rodrigo era da poco salito al soglio pontificio con il nome di Alessandro VI, Ezio decise di risparmiarlo, tuttavia egli ordinò al figlio Cesare di assediare Monteriggioni. Qui Ezio sarà costretto ad assistere alla morte dello zio Mario per mano dello stesso Cesare e sarà costretto a fuggire con la sua famiglia a Roma. In Brotherhood Ezio libererà Roma dal controllo dei Borgia, contribuendo a diffondere gli ideali del Rinascimento in tutta Italia. Si rivelerà essere l'assassino di Cesare Borgia durante l'assedio di Viana. La sua permanenza a Roma lo portò a conoscere diversi personaggi storici, tra cui Lucrezia Borgia e Bartolomeo d'Alviano (già incontrato a Venezia). Pochi anni dopo, Ezio trovò una lettera del padre riguardante una Biblioteca nascosta a Masyaf, in cui si sarebbe dovuta trovare un'inestimabile raccolta di conoscenza degli Assassini. Arrivato alla fortezza, scopre che è controllata dai Templari, e, dopo essere fuggito, viaggia verso Costantinopoli, dove inizia la ricerca delle cinque Chiavi necessarie per aprire la Biblioteca. Qui si ritroverà a salvare la città da un complotto bizantino guidato da Manuele Paleologo, nipote ed ultimo erede di Costantino XI. Ottenute le chiavi e sconfitto il vero nemico, rappresentato dal principe Ahmet, figlio del sultano Bayezid, Ezio raggiunge la biblioteca con la sua futura moglie, incontrata a Costantinopoli, Sofia Sartor. Nella biblioteca troverà il corpo di Altaïr, che si era fatto rinchiudere nella biblioteca dai suoi seguaci. Qui Ezio si rivolge direttamente a Desmond, pur non capendo come sia possibile parlare con un suo lontano discendente. Ezio morirà nel 1524 all'età di 65 anni su una panchina di Firenze. Doppiato da Renato Novara (Assassin's Creed 2 e Brotherhood) e da Diego Baldoin (Revelations e Embers).
- Federico Auditore da Firenze: nobile fiorentino e primogenito degli Auditore, condivide con il fratello minore Ezio una vita spericolata, tuttavia si mostra più calmo e responsabile di lui. Membro degli Assassini, era l'unico tra i figli di Giovanni ad essere a conoscenza dell'Ordine. Doppiato da Paolo De Santis.
- Giovanni Auditore da Firenze: nobiluomo e banchiere fiorentino, nonché padre di Ezio e Claudia e membro della Confraternita degli Assassini, fu addestrato fin da giovane nelle arti della Confraternita. Nel 1454 lasciò la città natale di Monteriggioni per Firenze dove divenne uno degli uomini più ricchi della città. Ebbe rapporti molto stretti con la famiglia Medici. Nel 1450 incontrò sua moglie Maria ed ebbero quattro figli: Federico, Ezio, Claudia e Petruccio. Cercò di assassinare il Gran Maestro dei Templari, Rodrigo Borgia, ma fallì, e questi, attraverso il gonfaloniere di Firenze, Uberto Alberti, fece arrestare la sua famiglia e ne ordinò l'esecuzione. Giovanni morirà con i due figli, Federico e Petruccio, in piazza della Signoria, di fronte all'omonimo palazzo. Doppiato da Dario Oppido.
- La Volpe: capo della gilda dei ladri nonché membro della Confraternita, si sa veramente poco sul suo conto. Era un amico di Giovanni e l'unica traccia della sua esistenza è un furto a un convoglio papale. Aiuterà Ezio addestrandolo nelle arti dei ladri. Doppiato da Lorenzo Scattorin.
- Maria Mozzi: moglie di Giovanni e madre dei suoi 4 figli, verrà stuprata durante l'arresto del marito e dei figli, e non riuscirà mai a riprendersi dalla morte del figlio più piccolo, Petruccio, che la lascia in uno stato semi-catatonico. Per alleviare le sue sofferenze Ezio raccoglierà delle piume durante i suoi viaggi in Italia. Dopo molti anni si riprenderà e dopo la fuga da Monteriggioni gestirà con la figlia Claudia un bordello di Roma, "La Rosa in Fiore". Doppiata da Elda Olivieri.
- Mario Auditore: signore di Monteriggioni e fratello di Giovanni, era uno dei pochi a conoscere l'identità del fratello. Comandava un manipolo di mercenari che aiuterà Ezio in più di un'occasione. Durante la fuga da Firenze dovette convincere il nipote a seguire le orme del padre nella Confraternita. Verrà ucciso da Cesare Borgia durante l'assedio di Monteriggioni. Doppiato da Dario Oppido.
- Niccolò Machiavelli: politico, scrittore e storico italiano, è considerato uno dei fondatori della scienza politica moderna. È un Assassino di alto rango nonché amico e alleato di Ezio. A causa della sua ammirazione per Cesare Borgia, La Volpe lo ritiene un traditore della Confraternita. Ezio tuttavia smaschererà il traditore ottenendo la riconoscenza di Machiavelli che lo nominerà Gran Maestro degli Assassini. Doppiato da Fabrizio Valezano.
- Paola: sorella di Annetta e matrona del bordello "La Rosa Colta" di Firenze, aiuta la famiglia Auditore a nascondersi, ed insieme alle cortigiane addestra Ezio nell'arte di confondersi tra la gente. È una donna elegante sul finire della trentina la cui bellezza è però guastata da cicatrici sull'avambraccio a causa di una tortura. Aiuta gli Auditore poiché Giovanni la difese in tribunale nel 1458, sostenendo che ella aveva ucciso una guardia per difendersi. Paola ricompare a Venezia aiutando Ezio contro i Barbarigo, e qui si scoprirà che fa parte della Confraternita degli Assassini. In seguito partecipa alla cerimonia di iniziazione ad Assassino di Ezio sul campanile di San Marco. Tornata a Firenze aiuterà la rivolta del popolo fiorentino contro Girolamo Savonarola e seguirà anche l'opera di traduzione delle pagine del Codice di Altaïr a Monteriggioni. Doppiata da Stefania Patruno.
- Rebecca Crane: creatrice dell'Animus 2.0, che lei chiama affettuosamente "Baby", fornisce supporto tecnico agli Assassini sul campo accanto al suo amico e compagno di squadra, Shaun Hastings. È una vecchia amica di Lucy Stillman, che non vedeva da quando andò a lavorare per l'Abstergo Industries nel 2005. Doppiata da Jenny De Cesarei.

(Rebecca Crane in Assassin's Creed II.)
- Rosa: membro della gilda dei ladri di Venezia che aiutò Ezio Auditore a Venezia nell'assassinio di Emilio Barbarigo e di Carlo Grimaldi. Nel 1504, la sorella di Ezio Auditore, Claudia, dopo essere stata catturata da alcune guardie fedeli a Cesare Borgia, lasciò il suo ruolo di matrona del bordello romano La Rosa in Fiore, e si recò a Firenze per riprendersi. Così, il capo della gilda dei ladri di Roma, l'Assassino La Volpe, contattò Antonio chiedendogli se Rosa fosse disponibile a sostituire Claudia nel ruolo di matrona del bordello. La ragazza accettò e si trasferì a Roma per svolgere il suo nuovo incarico. Durante il suo soggiorno a Roma, Rosa si unì all'Ordine degli Assassini, di cui divenne uno dei Maestri nel 1512. Doppiata da Loretta Di Pisa.
- Shaun Hastings: storico e tattico inglese, assiste Desmond con la creazione di un database per informarlo su tutto ciò che incontra: persone, luoghi, eventi ed edifici. Shaun si interessò, fin da un'età molto precoce, all'occulto e ai misteri della vita. Anche se inizialmente non era a conoscenza degli Assassini e dei Templari, a circa 15 anni, iniziò a fare alcune indagini sull'Abstergo Industries, scoprendo e pubblicando delle notizie contro la società. Shaun non era a conoscenza dei rischi a cui sarebbe andato incontro e fu l'Assassina Rebecca Crane la prima a rintracciarlo e a spiegargli il pericolo che stava correndo. Tentò di avvertirlo dicendogli che si stava mettendo contro le "persone sbagliate", tuttavia, Shaun non le credette, fino a quando non venne scoperto dall'amministratore delegato dell'Abstergo, Alan Rikkin. Poco dopo, il 10 dicembre 2010, Shaun fu rapito dall'Abstergo, ma intervenne in suo aiuto Rebecca, la quale violò il computer di sorveglianza per creare un finto allarme per salvarlo. Dopo la liberazione, Rebecca lo contattò nuovamente per convincerlo ad unirsi agli Assassini. Doppiato da Matteo Zanotti.

(Shaun a Desmond in Assassin's Creed II.)

### Templari
- Antonio Maffei: giovane sacerdote originario di Volterra, si unisce alla congiura dei Pazzi per vendicare il sacco della sua città compiuto dai mercenari fiorentini. La morte dei suoi compagni gli farà perdere la ragione e verrà ucciso da Ezio mentre vaneggia sulla distruzione dei Medici e sul castigo divino dall'alto di una delle torri di San Gimignano. Nella realtà venne linciato e impiccato a Firenze dopo il tentato assassinio di Lorenzo e Giuliano. Doppiato da Paolo De Santis.
- Bernardo Bandini Baroncelli: mercante fiorentino prende parte alla congiura spinto dall'odio verso Lorenzo per l'esilio del cugino. Subito dopo il fallito colpo di Stato si rifugia a Costantinopoli, ma viene stanato dagli agenti fiorentini. Fuggito di prigione, verrà ucciso da Ezio nel mercato di San Gimignano. Doppiato da Gualtiero Scola.
- Carlo Grimaldi: membro del Consiglio dei Dieci, è uno degli uomini più fidati del Doge della Repubblica di Venezia Giovanni Mocenigo. I Barbarigo, in particolare Silvio, lo disprezzano, tuttavia riceve da Rodrigo Borgia l'incarico di uccidere il doge avvelenandolo, in modo tale da poterlo sostituire con Marco Barbarigo, fedele dell'Ordine. Ezio cercherà di fermarlo introducendosi a Palazzo Ducale, grazie alla macchina volante di Leonardo da Vinci. Verrà ucciso da Ezio, che tuttavia non riuscirà ad impedire l'omicidio del Doge, di cui tra l'altro finirà per essere accusato. Doppiato da Oliviero Corbetta.
- Emilio Barbarigo: membro dell'illustre famiglia dei Barbarigo, ha favorito la Congiura dei Pazzi fornendo le armi ai congiurati. Capo della corporazione dei mercanti di Venezia e fondatore della guardia veneziana, ha conquistato la propria posizione con la corruzione, le minacce e i brogli elettorali, fino a conquistare completamente il sestiere di San Polo, dove spadroneggia indisturbato tra angherie e soprusi. Verrà ucciso da Ezio nella sua stessa residenza, il Palazzo della Seta, che diverrà in seguito il quartier generale della Gilda dei Ladri di Venezia. Doppiato da Gianni Quillico.
- Francesco de' Pazzi: nobile banchiere fiorentino, nonché capostipite della famiglia Pazzi, è un forte nemico dei Medici. Con la complicità di Rodrigo Borgia e il benestare di Sisto IV organizza la Congiura dei Pazzi per spodestare i Medici e recuperare quell'influenza politica sulla città che la sua famiglia aveva sempre avuto prima della comparsa dei Medici. Verrà ucciso da Ezio a Firenze dopo aver inutilmente tentato la fuga, e il suo corpo impiccato sarà gettato in segno di scherno all'esterno di Palazzo Vecchio dai sostenitori dei Medici. Doppiato da Marco Morellini.
- Francesco Salviati: arcivescovo di Pisa, prova un profondo odio nei confronti di Lorenzo de' Medici per aver ostacolato la sua nomina ad arcivescovo di Firenze, e per questo si unisce alla congiura guidando le truppe dei Pazzi all'interno di Firenze. Inseguito da Ezio si rintanerà nella sua residenza-fortezza fuori San Gimignano dove verrà ucciso dallo stesso Ezio durante un assalto all'abitazione. Doppiato da Alberto Olivero.
- Jacopo de' Pazzi: patriarca della famiglia Pazzi, pur essendo un congiurato non prende attivamente parte all'aggressione contro Lorenzo e suo fratello Giuliano. A differenza dei nipoti è un codardo, pronto a scappare al primo segnale di pericolo. Accusato di incompetenza, sarà ucciso, tra le rovine di un antico teatro romano fuori San Gimignano, da Rodrigo Borgia e Emilio Barbarigo. Doppiato da Antonio Paiola.

(Jacopo al Palazzo della Signoria in Assassin's Creed II)
- Marco Barbarigo: patriarca dell'illustre famiglia Barbarigo, ottiene l'investitura a doge dopo l'avvelenamento del Mocenigo ad opera di Carlo Grimaldi. È sposato con Carlotta Moro, ex moglie della sua guardia del corpo Dante Moro (che tenterà di far uccidere). Subito dopo la nomina si rinchiude nel Palazzo Ducale per timore di diventare la prossima vittima di Ezio. Ne uscirà solamente in occasione del Carnevale di Venezia con una scorta di guardie cittadine, e verrà prontamente ucciso dall'Assassino nel bel mezzo di una grande festa in maschera con un colpo di pistola, mentre Marco stava fuggendo con una nave. Il suo posto sarà preso da suo fratello Agostino. Doppiato da Pietro Ubaldi.
- Ludovico e Checco Orsi: fratelli membri della famiglia Orsi, sono dei noti usurai. Avidi di denaro oltre ogni immaginazione, non disdegnano complotti e omicidi, venendo reclutati da Caterina Sforza per uccidere il marito Girolamo Riario, signore Templare di Forlì. In seguito vengono assoldati dal Borgia per recuperare la Mela dell'Eden e uccidere Caterina. Perciò attaccheranno con le loro truppe Forlì e Caterina si rinchiuderà nella Rocca di Ravaldino. Per cercare di costringerla alla resa rapiranno i suoi figli, Ottaviano e Bianca Riario. Verranno entrambi uccisi da Ezio nelle paludi che circondano Forlì. Doppiati rispettivamente da Gabriele Calindri e Alessandro Zurla.
- Rodrigo Borgia: conosciuto anche come "Lo Spagnolo", a causa delle sue origini valenciane, è il Gran Maestro dell'Ordine dei Templari, nonché cardinale e successivamente papa. È convinto di essere il Profeta, colui che unirà le pagine del Codice per fare suo il più grande potere di tutti i tempi. Già anni prima era stato quasi catturato da Giovanni Auditore, al quale era sfuggito per un vero e proprio miracolo. Dopo quell'evento ha dato il via ad una campagna di complotti che lo ha portato a dominare indirettamente, tramite alcuni suoi subalterni, alcuni dei più importanti e potenti stati italiani, tra cui Milano. Decise di liberarsi di Giovanni e degli Auditore, facendoli impiccare per tradimento. Riuscito in ciò organizzò la congiura dei Pazzi per liberarsi di Lorenzo, Giuliano e dei Medici e ottenere il potere su Firenze. Dopo il fallimento dei Pazzi tentò di ottenere il potere di Venezia, facendo avvelenare il doge Giovanni Mocenigo e investendo come doge Marco Barbarigo, suo alleato. In seguito all'uccisione di Marco si occuperà di consolidare il suo dominio in Romagna, attaccando Caterina Sforza, la contessa ribelle di Imola e Forlì. Divenuto papa col nome di Alessandro VI, affronterà Ezio nella Cappella Sistina, dove scoprirà di non essere il prescelto, vedendo la Cripta aprirsi per Ezio. Egli decise di risparmiarlo, comprendendo che per lui la consapevolezza di non essere il Profeta è una punizione di gran lunga peggiore della morte, inoltre ucciderlo non gli avrebbe ridato la sua famiglia. Dopo la disavventura con Ezio diventa molto più cauto, ma ciò non gli impedisce di ordinare al figlio di sterminare gli Assassini a Monteriggioni. L'avvento del figlio Cesare tuttavia lo oscurerà a tal punto che tenterà di avvelenarlo. Verrà ucciso da Cesare a Castel Sant'Angelo, poiché aveva scoperto il suo tentativo di ucciderlo. Doppiato da Mario Scarabelli.
- Silvio Barbarigo: detto "Il Rosso" è un giudice e inquisitore della famiglia Barbarigo. Ha scalato rapidamente la piramide sociale veneziana grazie all'influenza dello zio, che in seguito ha fatto assassinare. È un uomo scaltro e astuto, che sa sfruttare ogni situazione volgendola a proprio vantaggio. Dopo la morte dello zio Marco si rinchiude nell'Arsenale di Venezia assieme a Dante Moro, divenuto la sua guardia del corpo. Verrà ucciso da Ezio mentre tenta di fuggire per Cipro con Dante. Doppiato da Marco Pagani.
- Stefano da Bagnone: sacerdote e inquisitore pontificio, prende parte alla Congiura dei Pazzi. Pur essendo un uomo di chiesa dichiara apertamente di non credere in Dio. Verrà ucciso da Ezio in un'abbazia nelle campagne attorno a San Gimignano. Doppiato da Gianni Gaude.
- Uberto Alberti: gonfaloniere di Firenze e famoso penalista, odia Lorenzo a causa della confisca di molti dei suoi beni per sanare un vecchio debito con la banca dei Medici. Spinto da quest'odio e dalla gelosia nei confronti di Giovanni Auditore per la sua influenza sul governo di Firenze si unisce alla causa dei Templari, tessendo le trame per la congiura che porterà alla deposizione e uccisione della famiglia Auditore. Verrà ucciso da Ezio durante una mostra d'arte del Verrocchio. Doppiato da Stefano Albertini.
- Vieri de' Pazzi: rampollo della famiglia Pazzi e figlio minore di Francesco, è caratterizzato da una grande rivalità con Ezio, anche se a differenza sua tende ad evitare gli scontri, lasciando ai suoi numerosi subalterni il lavoro sporco. Nonostante ciò ha un forte spirito di competitività, che lo porta a misurarsi in varie prove agonistiche, che non mancava di truccare, e qualora non fosse riuscito a vincere, invitava a cena la famiglia del vincitore, servendogli cibo avvelenato. Verrà ucciso da Ezio a San Gimignano. Doppiato da Federico Zanandrea.

### Altri
- Alvise da Vilardino: facchino e militare veneziano, accolse a Venezia Leonardo da Vinci e il suo compagno di viaggio, Ezio. Dopo essersi presentato, accompagnò i due nuovi arrivati in un breve giro turistico per Venezia, mostrandogli il Ponte di Rialto e la chiesa più antica di Venezia, San Giacomo di Rialto, sottolineando spesso la perfezione, la bellezza e la tranquillità della città. In realtà la città era tutt'altro che tranquilla, infatti videro delle guardie, fedeli al potente mercante Emilio Barbarigo, distruggere la bancarella di un mercante veneziano. Successivamente mostrando il Palazzo della Seta, definì come "baggianate" la battaglia dei ladri di Venezia contro il mercante Emilio Barbarigo. Poco dopo concluse il suo giro turistico mostrando a Leonardo la sua nuova bottega e augurandogli un buon soggiorno a Venezia. Rimase deluso di non avere ricevuto alcuna mancia per i suoi servigi, nonostante avesse porto la mano a Leonardo per riceverla. Nel 1500, mentre era tra le file della marina della Serenissima Repubblica di Venezia, morì durante la difesa veneziana della fortezza greca di Modone.
- Annetta: fedele governante di Palazzo Auditore, aiuta Ezio, Maria e Claudia suggerendogli di nascondersi dalla sorella Paola, matrona del bordello " La Rosa Colta". Successivamente Lorenzo de' Medici, dopo essere stato salvato da Ezio, darà ad Annetta la responsabilità di proteggere e mantenere la residenza fiorentina degli Auditore. Quando Piero de' Medici viene scacciato dai francesi guidati da Carlo di Francia, il Palazzo viene requisito e perciò Annetta è costretta a fuggire da Firenze a Monteriggioni.
- Caterina Sforza: contessa di Imola e Forlì, nonché amica e alleata di Ezio, è particolarmente nota per il coraggio con cui ha difeso i suoi possedimenti. Ezio la incontra per la prima volta a Forlì, mentre cerca un modo di arrivare a Venezia. Dopo averla aiutata lei garantirà per lui, facendogli raggiungere la città. Successivamente Ezio la aiuta a difendere la sua città dall'assedio dei fratelli Orsi, assassini del marito, Girolamo Riario, e rapitori dei suoi figli, Bianca e Ottaviano. Dopo la sconfitta di Rodrigo Borgia si reca a Monteriggioni dove passerà la notte con Ezio, prima dell'assalto delle truppe papali. Verrà catturata da Cesare e imprigionata a Castel Sant'Angelo, a Roma. Qui Ezio, dopo aver ottenuto la chiave della cella da Lucrezia Borgia, la libera, portandola fino al covo degli Assassini sull'isola Tiberina. Successivamente decide di tornare a Forlì, dai suoi figli. Morirà poco più tardi a Firenze di polmonite. Doppiata da Jolanda Granato.

(Caterina Sforza alzandosi la gonna per rispondere alle minacce di uccidere i figli)
- Cristina Vespucci: cugina del noto navigatore Amerigo Vespucci, è la "fidanzata" di Ezio, anche se la loro relazione rimarrà segreta. L'interesse nel giovane Auditore nacque quando egli la salvò dalle molestie di Vieri de' Pazzi, giovane rampollo della famiglia fiorentina. In seguito, i due rimasero legati, infatti dopo l'esecuzione della sua famiglia, Cristina aiutò Ezio a recuperare i corpi per porgergli l'estremo saluto. Due anni dopo, Cristina è promessa sposa ad un certo Manfredo, invischiato in una storia di debiti di gioco ed Ezio decide di salvarlo, a patto che egli sia un buon marito. Anni dopo, durante il carnevale di Venezia, Ezio, sotto le mentite spoglie di Manfredo, incontra nuovamente Cristina, che però lo allontana, dicendo che è ormai troppo tardi. I due si rivedranno per l'ultima volta a Firenze, sotto il dominio sanguinario di Girolamo Savonarola. Dopo aver cercato inutilmente di soccorrere il morente Manfredo, Ezio trova Cristina che morirà fra le sue braccia, dopo avergli detto, mostrandogli il ciondolo che aveva conservato in quei 22 anni, che avrebbe desiderato che entrambi avessero avuto una seconda possibilità.[6] Doppiata da Benedetta Ponticelli.
- Dante Moro: ex comandante della guardia cittadina di Venezia e membro dell'illustre famiglia dei Moro, era sposato con Carlotta Moro.Marco Barbarigo tuttavia volle Carlotta per sé ed assoldò dei sicari per ucciderlo. Dante uscì dall'agguato con una grave ferita al cranio che, pur non essendo abbastanza grave da ucciderlo, gli provocò seri danni alle funzioni cerebrali, facendolo regredire ad uno stadio infantile. Marco gli fece quindi firmare un atto di rinuncia al matrimonio e lo assunse come guardia del corpo. Dopo la morte del suo padrone diventa il guardaspalle di Silvio Barbarigo. Estremamente forte e pericoloso, verrà affrontato da Ezio in più di un'occasione, e lui dovrà ucciderlo insieme a Silvio mentre i due tentano di fuggire a Cipro. Doppiato da Alessandro Zurla.
- Duccio de Luca: membro dell'alta borghesia fiorentina, era il promesso sposo di Claudia Auditore, tuttavia, convinto dal padre a lasciarla, la tradì con un'altra donna. Informata dalle sue amiche del tradimento, Claudia chiese al fratello Ezio di dargli una lezione, ed egli perciò lo incontrò vicino alla Basilica di Santa Maria Novella e lo picchiò per aver disonorato la sorella. Nel 1506, mentre è in visita a Roma, compra all'asta un quadro di Leonardo da Vinci, la celebre Dama con l'ermellino, ed incontra Ezio, che era alla ricerca del quadro, e provocato da Duccio, che aveva insultato Claudia per esser diventata la matrona di un bordello, lo affronta nuovamente. Ezio incontrerà Duccio a Costantinopoli, mentre esercita la sua attività di mercante, e quest'ultimo fugge via appena vede Ezio. Negli anni seguenti, l'attività di Duccio fallirà e morirà. Doppiato da Stefano Pozzi (Assassin's Creed 2) e da Luca Sandri (Brotherhood e Revelations)
- Girolamo Savonarola: monaco benedettino originario di Ferrara, è un fanatico integralista che vede nell'epoca in cui vive l'incarnazione stessa della lussuria e del male. Dopo aver sottratto ad Ezio la Mela dell'Eden ritorna a Firenze e approfittando sia dei poteri della Mela sia del vuoto di potere lasciato dalla morte di Lorenzo comincia una sistematica distruzione di quanto da lui considerato immorale e indegno. Rientrato a sua volta a Firenze, Ezio uccide uno per uno i nove cittadini nobili che appoggiano il nuovo governo, riuscendo in questo modo a sollevare una rivolta popolare contro il frate. Savonarola, privato della Mela, viene travolto da una folla inferocita e trascinato davanti a Palazzo Vecchio per essere bruciato sul rogo. Verrà ucciso da Ezio mentre è in procinto di essere arso vivo. Doppiato da Alberto Sette.
- Leonardo da Vinci: famoso pittore, ingegnere e scienziato rinascimentale, stringerà una profonda amicizia con Ezio, e lo aiuterà più volte, sviluppando le armi del Codice (tra cui la pistola celata). I Borgia lo obbligarono a sviluppare per loro diverse armi innovative (una mitragliatrice, un cannone navale, una macchina volante con cannone incorporato, un carro armato), e in virtù della loro amicizia, e della pericolosità delle armi, chiederà ad Ezio, a malincuore, di distruggerle. Dopo aver eliminato l'ultima di esse, Leonardo consegna ad Ezio una sua ulteriore creazione, il paracadute. I due si parleranno per l'ultima volta nel Covo degli Assassini sull'isola Tiberina. In quell'occasione, Ezio regala dei soldi a Leonardo, adducendo scherzosamente al suo magro salario. Doppiato da Ruggero Andreozzi.
- Lorenzo de' Medici: conosciuto anche come "Il Magnifico", è il sovrano di Firenze. La congiura dei Pazzi mirava ad uccidere lui e il fratello Giuliano durante la messa presso Santa Maria del Fiore. Il suo assassinio verrà sventato da Ezio, che tuttavia non riuscirà a salvare Giuliano. Sempre riconoscente ad Ezio, e agli Assassini, gli assegnerà diverse missioni per mezzo di alcuni piccioni viaggiatori, e in segno della loro amicizia gli regalerà la cappa medicea, che lo proteggerà dalle guardie fiorentine. Doppiato da Oliviero Cappellini.
- Petruccio Auditore da Firenze: fratello minore di Federico, Ezio e Claudia, è caratterizzato da una salute cagionevole, che però non gli impedirà di andare a caccia di alcune piume sui tetti di Firenze. Per farlo tornare a letto, Ezio recupera proprio alcune piume. Verrà impiccato con il padre e il fratello Federico. La sua morte sarà quella più difficile da sopportare per la madre Maria, ed Ezio per confortarla le porterà le piume tanto amate da Petruccio. Doppiato da Tommaso Sandri.

## Assassin's Creed II: Discovery

### Assassini
- Ezio Auditore
- Luis de Santángel: ebreo battezzato come cristiano e ministro delle finanze di Ferdinando II, presentò il navigatore Cristoforo Colombo alla Regina Isabella I, e ne finanziò la maggior parte del viaggio. Aiutò il suo confratello, Ezio Auditore da Firenze, a fermare l'inquisizione spagnola, guidata dal Gran Maestro dei Templari, Rodrigo Borgia per impedire la partenza di Colombo.
- Raphael Sánchez: tesoriere della Regina Isabella I di Castiglia, egli resistette all'Inquisizione Spagnola e a Tomás de Torquemada, rimanendo fedele alla Confraternita.

### Templari
- Juan de Marillo: inquisitore al servizio di Tomás de Torquemada, dopo l'assedio di Granada divenne chiara la sua responsabilità nella condanna degli Assassini di Barcellona. Fu assassinato da Ezio dopo aver origliato una sua conversazione con de Torquemada.
- Tomás de Torquemada: frate domenicano spagnolo nonché primo inquisitore di Spagna, era il confessore abituale della Regina Isabella I di Castiglia. Grande alleato dei Templari, era in diretta comunicazione con il Gran Maestro Rodrigo Borgia, per pianificare l'inquisizione spagnola, con l'obiettivo di fermare il viaggio di Colombo e di sterminare gli Assassini spagnoli.

### Altri
- Cristoforo Colombo: navigatore ed esploratore italiano al servizio del Regno di Castiglia, con i suoi viaggi portò alla scoperta e colonizzazione europea delle Americhe. Nel 1488, Rodrigo Borgia venne a conoscenza dei suoi piani di salpare verso ovest e organizzò un incontro con lui. Luis de Santángel, amico di Colombo e membro della Confraternita, lo avvisò che l'incontro sarebbe stato una trappola e chiese all'Assassino Ezio Auditore di sorvegliare l'incontro, per precauzione. L'incontro fu effettivamente una trappola, ma Ezio arrivò appena in tempo per proteggerlo. Una volta in salvo, quest'ultimo e Luis chiesero ad Ezio di aiutarli a procurarsi un atlante, necessario per il suo viaggio. Una volta ottenuto, Cristoforo partì con le ben note tre caravelle alla volta delle Indie, finendo invece per scoprire il Nuovo Mondo.
- Gaspar Martínez: inquisitore spagnolo di Barcellona fu incaricato dall'inquisitore generale di catturare sei Assassini. Spesso, egli andava sul suo balcone da solo, senza guardie, e questo lo rese una facile preda per Ezio, che venne in Spagna a salvare i suoi compagni Assassini. Approfittando delle sue uscite quotidiane sul balcone, Ezio lo interrogò sugli Assassini arrestati, anche se Gaspar disse che le prigioni sotterranee, erano soltanto per gli eretici. Gaspar rivelò tutto, e sostenne anche che uno degli Assassini stava per essere giustiziato. A quel punto, Ezio lo uccise, e poco dopo, scoprì che egli aveva con sé una lista con una serie di nomi, tutti Assassini, che erano stati o dovevano ancora essere catturati.
- Hélène Dufranc: furfante di origini francesi, nata in una famiglia di Assassini, fu addestrata principalmente nelle arti del combattimento e della furtività, fino a quando iniziò a disinteressarsi dell'Ordine. Ciò la spinse a vivere con un altro ladro, dimenticandosi dell'Ordine.
- Isabella I di Castiglia: Regina di Castiglia e Leòn nonché sposa di Ferdinando II d'Aragona, era una persona molto religiosa, e aveva spesso contatti con Tomás de Torquemada, Inquisitore Generale, e suo confessore personale.
- Muhammad XII di Granada: conosciuto anche come Boabdil, fu l'ultimo Sultano di Granada (1487-1492). Egli era a conoscenza dell'esistenza degli Assassini, e nonostante le divergenze, ne era alleato. Durante l'assedio di Granada saranno due assassini a salvarlo.
- Pedro Llorente: collaboratore di Tomás de Torquemada, si dedicò alla ricerca degli uomini segnalati da Rodrigo Borgia, asserendo che quegli uomini erano eretici che meritavano di morire. Ezio affrontò Llorente a Saragozza, chiedendogli informazioni sui Templari, ma quest'ultimo negò di conoscerli, tuttavia Ezio lo assassinò poiché, anche se inconsapevolmente, era un alleato dei Templari.

## Assassin's Creed: Brotherhood

### Assassini
- Ezio Auditore e la maggior parte degli alleati di Assassin's Creed II

### Templari
- Cesare Borgia: figlio di Rodrigo, fratello e amante di Lucrezia, Cesare è uno dei Templari più pericolosi dell'Ordine: ambizioso, arrogante, sanguinario, sogna di riunire l'Italia rinascimentale sotto il dominio del proprio casato e di divenirne re. Iniziato alla carriera ecclesiastica, successivamente abbandonata a causa della sua indole, poiché era invidioso del fratello Giovanni, capitano delle armate pontificie, lo ucciderà al fine di perseguire i suoi progetti. Diviene capo dell'Esercito Papale e acquisirà notevole prestigio grazie alle sue conquiste tanto da allearsi col re di Francia. Cesare attacca Monteriggioni per prendere la Mela che Ezio aveva dato a Mario, e durante l'assedio ucciderà Mario e arresterà Caterina. A causa delle sue campagne non è quasi mai a Roma. Durante una sua visita il padre, preoccupato dalla sua irruenza, spietatezza e avidità tenterà di avvelenarlo, tuttavia sopravviverà e lo ucciderà. Dopo la morte del pontefice, nonostante i suoi tentativi di farsi eleggere, i cardinali eleggeranno Giuliano della Rovere, acerrimo nemico dei Borgia. Verrà arrestato da Fabio Orsini, nominato al suo posto comandante delle truppe papali, ed esiliato in Spagna. Tuttavia riuscirà a fuggire e per conto del cognato, Giovanni III d'Albret, re di Navarra, assedierà la cittadina ribelle di Viana. Qui, dopo un duello con Ezio, verrà gettato dagli spalti del castello. Doppiato da Massimo Di Benedetto.
- Donato Mancini: cavaliere dell'esercito papale nonché membro dell'Ordine dei Templari, fu ucciso da Ezio Auditore da Firenze a Roma nel 1503. Era uno dei 9 luogotenenti di Cesare a Roma.
- Auguste Oberlin: mercenario svizzero e fabbro personale di Cesare Borgia, fu ucciso da Ezio Auditore da Firenze nel 1503. Era uno dei 9 luogotenenti di Cesare, nonché membro dell'Ordine dei Templari.
- Fratello Ristoro: frate dell'ordine dei Minimi e membro dei Templari, nonostante i suoi voti religiosi, frequentò molto spesso il bordello La Rosa in Fiore. Nel 1503, fu ucciso da Ezio Auditore da Firenze dentro il suo convento, dopo aver saputo delle sue malefatte precedenti. Era uno dei 9 luogotenenti di Cesare a Roma.
- Gaspar de la Croix: ingegnere e archibugiere di origini francesi, ideò e fabbricò diverse armi per Cesare Borgia, che lo aiutarono a vincere in più di un'occasione. Fu assassinato nel 1503 da Ezio Auditore da Firenze. Era uno dei 9 luogotenenti di Cesare a Roma.
- Il Carnefice: ignoto boia romano al servizio di Cesare Borgia, uccideva chiunque fosse un problema per Cesare. Nel 1500, fu ucciso da Ezio Auditore da Firenze e fu la prima vittima di Ezio a Roma. Era uno dei 9 luogotenenti di Cesare a Roma.
- Juan Borgia il Maggiore: nipote di Rodrigo, tramite il suo potere è riuscito a scalare rapidamente i gradi ecclesiastici, divenendo così uno degli uomini più potenti del Vaticano. Cugino di Cesare e banchiere della famiglia Borgia, Juan ha il controllo di tutto il denaro di Roma. Ha ottenuto tale potere grazie alla sua spregiudicatezza e spietatezza con i finanzieri della città, oltre ad avere in pugno il Senato della città, esautorato dai suoi obblighi politici tramite l'intimidazione, la violenza e il potere della propria famiglia. È noto anche per essere un uomo depravato e lussurioso ed è solito organizzare feste e baccanali pubblici, che daranno ad Ezio la possibilità di ucciderlo, bloccando i fondi dei Borgia. Doppiato da Marco Pagani.
- Lanz: ladro di professione e capo della banda dei Cento Occhi, dopo aver attaccato un trasporto dei Borgia, iniziò a lavorare per i Templari, sotto il comando di Cesare. Fu ucciso dall'Assassino Ezio Auditore da Firenze nel 1503 a Roma, e con la sua morte i Cento Occhi si sciolsero. Era uno dei 9 luogotenenti di Cesare a Roma.
- Lia de Russo: contrabbandiera di manufatti rari cominciò a lavorare per Cesare Borgia nel 1497, nelle Terme di Caracalla. Nell'agosto del 1503, fu uccisa da Ezio Auditore da Firenze. Ella fu la prima vittima donna uccisa da Ezio ed era uno dei 9 luogotenenti di Cesare a Roma.
- Malfatto: ignoto medico romano, è noto particolarmente per essere legato a diversi omicidi che coinvolgevano le cortigiane di Roma. Egli catturò l'attenzione di Cesare Borgia, che volle reclutarlo nel suo esercito personale. Fu ucciso da Ezio Auditore da Firenze insieme ai suoi adepti nel 1502. Era uno dei 9 luogotenenti di Cesare a Roma.
- Micheletto Corella: noto storicamente come Michelotto è originario di Valencia, e amico di Cesare fin dall'infanzia. Governatore di Piombino, è uno dei migliori generali di Cesare, nonché suo sicario personale, infatti è lui che uccide chi osa opporsi ai progetti egemonici dei Borgia. Sanguinario e senza misericordia, Micheletto ucciderà Francesco Troche, fratello di Egidio, colpevole, secondo Cesare, di aver tradito la sua causa e di aver complottato con gli Assassini. Successivamente Micheletto avrà l'ordine di uccidere Pietro Rossi, un attore amante di Lucrezia durante una rappresentazione della Passione di Gesù nel Colosseo. Ezio, però, travestito da soldato romano si introdurrà nella rappresentazione e neutralizzerà Micheletto, che però non ucciderà, poiché consapevole che chi aiuta un malvagio a salire al potere cadrà a sua volta. Dopo il ritorno di Cesare a Roma, Micheletto verrà arrestato da Papa Giulio II e di lui non si saprà più niente. Doppiato da Gianluca Iacono.
- Niccolò Copernico: astronomo di origini polacche, è famoso per aver elaborato e diffuso la teoria eliocentrica. Nel 1500 a Roma, Ezio lo salverà dalle guardie che erano state inviate ad ucciderlo. Ammise di essere stato un Templare, fin quando la Chiesa non gli ha proibito di divulgare le sue teorie. Tuttavia chiederà ad Ezio di uccidere i comandanti che avevano inviato i sicari per metterlo a tacere. La diffusione dell'eliocentrismo avrà gravi ripercussioni sui piani dei Templari. Doppiato da Luca Sandri.
- Silvestro Sabbatini: nobile e banchiere al servizio di Cesare Borgia, aveva il compito di occuparsi dei suoi loschi affari. Dopo un fallimento non specificato, Silvestro fu catturato e rinchiuso nelle segrete di Cesare. Il giorno dopo, come punizione gli fu amputato il braccio sinistro ed egli una volta libero spese buona parte delle sue ricchezze per farsi costruire una protesi da Gaspar de la Croix. In seguito divenne uno schiavista e fu ucciso dagli adepti Assassini di Ezio Auditore nel 1503. Era uno dei 9 luogotenenti di Cesare a Roma.

### Altri
- Ercole Massimo: nobile romano e membro di una delle più antiche e ricche famiglie della città, è stato, in segreto, uno dei leader degli Ermetisti. Quando scoprì che Leonardo da Vinci aveva trovato la locazione del Tempio di Pitagora, lo rapisce per farsela rivelare e una volta giunti nel Tempio cerca di convincerlo a rivelargli il metodo per entrare, convinto che il luogo contenga un grande segreto. Dopo aver recuperato e decifrato i quadri di Leonardo, Ezio raggiungerà il Tempio sgominando gli ultimi Ermetisti e uccidendo Ercole, scoprendo il segreto del Tempio, che si rivelerà essere il codice del luogo dove la mela dell'Eden era custodita prima dell'arrivo di Desmond. Doppiato da Luigi Rosa.
- Fabio Orsini: condottiero italiano e membro della famiglia Orsini, fa parte delle truppe papali, ed è inoltre il cugino di Bartolomeo d'Alviano. Nel 1498 entra a far parte dell'esercito papale e per ottenere un favoreggiamento sposa Jeronima Borgia. Fabio ne approfitterà per conoscere Cesare Borgia, migliorando notevolmente la situazione politica degli Orsini. Nel 1499, durante la campagna militare in Romagna, Fabio libera un amico dalla prigionia, turbando notevolmente Cesare, che si rifarà sugli Orsini, permettendogli tuttavia di continuare la sua carriera nell'esercito, seppur contro la sua volontà. Per vendicarsi appoggerà Ezio e Bartolomeo nella lotta contro la famiglia papale e donerà loro il covo sull'isola Tiberina. Dopo la morte di Alessandro VI, nel 1503 diverrà comandante della guardia papale sotto papa Giulio II e arresterà Cesare Borgia per incesto e omicidio. Doppiato da Davide Albano.
- Lucrezia Borgia: sorella di Cesare, figlia naturale di Rodrigo e amante di entrambi, è una pedina nelle mani del padre, che la farà sposare più volte in base alle sue necessità politiche. Ezio dovrà minacciarla per liberare Caterina Sforza, prigioniera a Castel Sant'Angelo. Dopo la morte del papa Ezio si avventa contro Lucrezia, perché gli dica dove sia stata nascosta la Mela. Sconvolta gli rivelerà che è conservata a San Pietro e l'Assassino le risparmierà la vita. Dopo la caduta dei Borgia, Lucrezia, divenuta duchessa di Ferrara tramite il matrimonio con Alfonso I d'Este, si rifugia presso la Delizia di Belriguardo. Ezio la rincontrerà nuovamente ne La scomparsa di Da Vinci, per sapere che fine hanno fatto i quadri di Leonardo da Vinci, andati dispersi nell'attacco a Monteriggioni. Doppiata da Elena Gianni.
- Octavien de Valois: cugino del re di Francia Luigi XII e barone di Valois, ha incontrato Cesare in Francia e si è unito a lui conquistato dal suo carattere e dal suo carisma. A tal scopo ha seguito il Borgia in Italia, al comando di un nutrito contingente di uomini, con il grado di generale, pur essendo alla prima esperienza tattica. Arrogante, spietato, e incline ai metodi più vili pur di sconfiggere il proprio nemico, Octavien è uno dei più importanti generali di Cesare, di cui si è guadagnato il rispetto, poiché gli garantisce la copertura dell'esercito francese. Sua è la pistola d'oro che Cesare ha usato per uccidere Mario Auditore. Dal suo arrivo nella Città Eterna, il barone di Valois si è guadagnato l'odio irriducibile di Bartolomeo d'Alviano, che non condivide i suoi metodi. Ezio dapprima respinge un assalto dei suoi uomini alla caserma dello stesso Bartolomeo, ma nell'attacco non riuscirà ad impedire che i francesi rapiscano Pantasilea Baglioni, moglie di Bartolomeo. L'assassino però si infiltrerà nell'accampamento del nemico situato nel Castro Pretorio, dove attaccherà il nemico di sorpresa. Successivamente Octavien si rintanerà nella propria fortezza circondato da archibugieri, portando con sé Pantasilea, che verrà salvata da Ezio. Dopo l'uccisione del proprio comandante, i francesi si ritireranno, privando Cesare del loro supporto nella conquista della penisola. Doppiato da Denis Michalett.
- Pantasilea Baglioni: moglie di Bartolomeo d'Alviano, è una donna caratterizzata da un temperamento molto simile a quello di Caterina. Venne presentata a Ezio durante la prima visita a Bartolomeo nella sua caserma di Roma, per ripristinare i contatti tra la gilda dei Mercenari e gli Assassini. In seguito, Pantasilea mostrò a Ezio un sistema simile a quello adottato da Lorenzo de' Medici per i contratti di assassinio. Nel 1503, durante gli scontri tra Bartolomeo e le forze francesi di Octavian de Valois, verrà presa in ostaggio dal francese per ottenere la resa di Bartolomeo. Tuttavia Ezio pensò di rubare delle armature francesi per infiltrarsi nell'accampamento francese, fingendo la resa di Bartolomeo, e dopo averlo ucciso, liberando Pantasilea, Ezio le disse che il piano era un'idea del marito. Doppiata da Greta Bortolotti.
- Salaì: pseudonimo di Gian Giacomo Caprotti da Oreno, è il più famoso apprendista di Leonardo da Vinci e probabilmente anche il suo amante. Nel 1506 Ezio cerca Salaì per conto di Leonardo e lo trova presso La Volpe Addormentata mentre gioca ai dadi. Riesce a convincerlo a tornare alla bottega di Leonardo, ma mentre si allontanano vengono attaccati da un gruppo di Ermetisti. Dopo averli sconfitti prendono un percorso alternativo per evitare altri attacchi, tuttavia trovano la bottega a soqquadro e Leonardo scomparso. Salaì, poi, vede sul pavimento la scrittura di Leonardo: "Dipinti della Villa" e disse a Ezio di rimpossessarsi dei suoi vecchi quadri custoditi a Villa Auditore che potevano avere indizi nascosti. Salaì poi aiuterà Ezio a ricreare la mappa per visualizzare la posizione dell'ingresso del Tempio di Pitagora. Doppiato da Alessandro Germano.

## Assassin's Creed: Revelations

### Assassini
- Clay Kaczmarek: conosciuto anche come Soggetto 16 del Progetto Animus, era membro degli Assassini nonché discendente di uno dei figli illegittimi di Ezio Auditore da Firenze. Iniziato nell'Ordine nel 2007, la sua missione più importante fu l'infiltrazione nella sede italiana dell'Abstergo per scoprire informazioni riservate sul Progetto Animus. Il 1º febbraio 2011, Clay venne rapito dal dipartimento Ricerca e Acquisizione Discendenti dell'Abstergo Industries, diventando il Soggetto 16 del Progetto, venendo obbligato ad un uso eccessivo dell'Animus. Fu costretto a rivivere le memorie genetiche dei suoi antenati, e le prolungate sessioni lo fecero soffrire dell'effetto osmosi. Nel corso della dodicesima sessione all'interno dell'Animus, Clay rivisse un ricordo di Adamo, un umano che si ribellò alla Prima Civilizzazione, risalente al 75 010 a.C. Nel ricordo rivissuto da Clay, Adamo fuggiva con Eva dopo aver rubato una Mela dell'Eden ("La Verità"). Scoprì anche che Lucy Stillman, che avrebbe dovuto aiutarlo a fuggire, aveva tradito l'Ordine, diventando una Templare. Nell'agosto 2012, a causa delle complicazioni dovute a sessioni troppo lunghe all'interno dell'Animus si suicida. Nonostante la follia, riuscì a creare un costrutto digitale di sé stesso all'interno dell'Animus, dividendolo poi in 30 parti, ciascuna delle quali protetta da un enigma; il giorno successivo si suicidò e utilizzò il suo sangue per tracciare sui muri del laboratorio dei segni - gli stessi che aveva inserito nell'Animus, sapendo che il soggetto successivo li avrebbe visti grazie all'occhio dell'aquila e cercati nei ricordi genetici di Ezio Auditore. Dopo la sua morte, l'Abstergo gettò il suo cadavere nel Tevere per inscenare il suo suicidio.
Tuttavia, prima di morire riuscì a creare un'intelligenza artificiale all'interno dell'Animus per aiutare Desmond Miles. Il costrutto digitale di Clay fu quindi posto in quarantena dall'Animus. Clay si ritrovò quindi nella Camera Nera, e utilizzò i portali presenti sull'Isola dell'Animus per esplorare i suoi ricordi. Ogni volta che si avvicinava alla fine del ciclo, tuttavia, le piattaforme crollavano, obbligandolo a ricominciare dall'inizio. Clay ripeté il ciclo per circa due mesi. Nel frattempo, Desmond Miles riuscì a risolvere i glifi e, dopo la risoluzione degli enigmi, il costrutto digitale di Clay riuscì a ricomporsi. Apparso come ologramma in Assassin's Creed: Brotherhood, incontra Desmond quando questi si risveglia sull'Isola dell'Animus e gli rivela che ora si trova nel programma di base dell'Animus. Doppiato da Leonardo Gajo.

(Clay Kaczmarek in Assassin's Creed: Revelations.)
- Darim Ibn-La'Ahad: primogenito di Altaïr Ibn-La'Ahad e Maria Thorpe, e fratello di Sef Ibn-La'Ahad, viene ingiustamente cacciato da Masyaf per tradimento e molti anni dopo fa ritorno col padre per riconquistare la roccaforte. Prese inoltre parte alla campagna contro i Mongoli organizzata da suo padre Altaïr e prese inoltre parte all'assassinio di Gengis Khan agli inizi del 1200 insieme ad Altaïr stesso e all'assassino Mongolo Qulan Gal. Doppiato da Giorgio Bonino.
- Dilara: contatto di Tarik Barleti in Cappadocia e fedelissima della Confraternita, chiederà l'aiuto di Ezio per liberare i suoi compagni, e dopo aver ucciso il misterioso Shahkulu, indicherà all'Assassino gli arsenali dei Templari bizantini: con la loro distruzione Ezio riuscirà a sventare la rivolta perpetrata dal loro esercito.
- Ezio Auditore
- Yusuf Tazim: capo della Confraternita a Costantinopoli, sarà il principale alleato di Ezio contro i bizantini. Profondo conoscitore della città e delle culture che vi abitano, Yusuf accoglierà il mentore dapprima con tono di sfida, che sfocerà in una profonda amicizia che aiuterà l'Assassino italiano ad orientarsi in un luogo molto lontano da casa. Yusuf inoltre darà ad Ezio la lama uncinata, un'invenzione recente degli Assassini ottomani, e gli insegnerà a fabbricare bombe ben più micidiali di quelle a sua disposizione in Italia. Dopo aver sventato il complotto dei Templari ai danni del principe Solimano, Yusuf darà carta bianca ad Ezio per poter addestrare nuove reclute in città che lo aiuteranno a snidare e uccidere altri agenti nemici. Quando Ezio partirà per la Cappadocia, dato che la città aveva imposto un blocco navale, gli darà una bomba per poter distruggere la catena che bloccava il Corno d'Oro. Prima di partire l'Assassino fiorentino gli chiederà di proteggere la giovane Sofia Sartor, e ciò porterà alla sua morte durante il rapimento della donna. Ezio loderà il suo coraggio e la sua fedeltà al Credo degli Assassini, confermando come successore Dogan, l'allievo che aveva scelto. Doppiato da Riccardo Lombardo.

### Templari
- Ahmet: zio di Solimano e fratello di Selim I, nutre una profonda apprensione verso il nipote ed è il suo migliore consigliere, ma non gode dello stesso favore presso il popolo e l'esercito. Volendo conquistarlo per divenire lui sovrano si rivelerà essere lui il vero capo dei Templari. L'attentato al principe aveva infatti lo scopo di rapire Solimano ai bizantini per poi salvarlo lui stesso e apparire come un eroe. In cambio ha aiutato gli stessi nella ricerca delle chiavi e a fomentare i disordini voluti da questi ultimi. Dopo che Ezio sventa il piano dei Templari, Ahmet getta la maschera rivelando i suoi veri intenti, affermando che Sofia Sartor, la donna amata dall'Assassino è nelle sue mani, minacciando di ucciderla se non gli consegnerà i sigilli. Tornato in città, Ezio scopre che Yusuf Tazim, il capo della gilda locale degli Assassini, si è sacrificato per proteggerla, e sconfigge le ultime forze dei Templari all'arsenale della città e poi alla Torre di Galata, dove sconfigge gli ultimi bizantini e recupera le Chiavi di Masyaf, apparentemente cedute al nemico. Ezio si arrampica sulla costruzione solo per scoprire che la donna che stava per essere uccisa non è Sofia, che sta infatti per venire impiccata in un giardino poco lontano, e grazie al paracadute Ezio riesce a salvarla. Vistosi ormai perduto, Ahmet tenta la fuga, ma Ezio e Sofia gli stanno alle costole dando vita ad un inseguimento mozzafiato nelle campagne anatoliche. I due si danno battaglia senza pietà arrivando a distruggere entrambi i carri su cui viaggiano, per poi cadere in uno strapiombo dove Ezio riesce a resistere agli attacchi dell'avversario e a indebolirlo fino a giungere a terra. Raggiunti da Sofia, il principe e l'Assassino stanno per darsi battaglia ancora una volta, ma l'improvviso arrivo di un contingente di giannizzeri guidato da Selim in persona li ferma. Ahmet, pietrificato, cerca di avere spiegazioni, invitando loro a fermarsi in quanto il sultano non lo approverà, ma Selim gli rivela che il padre ha abdicato ed è lui il nuovo sultano, in quanto lo ha nominato erede dell'impero. Quindi, riconoscendo il fratello come traditore, lo uccide gettandolo in un burrone nel luogo dove si trovano. Doppiato da Federico Danti.
- Laetitia England: è una dirigente della Divisione Operazioni dell'Abstergo Industries e membro della Inner Sanctum dell'Ordine dei Templari. Il suo ufficio a Philadelphia è una stanza segreta costruita nel 1937, anno della fondazione della società. Al termine del Programma Addestramento Animi, Laetitia accolse nel suo ufficio segreto la recluta del progetto che dimostrò di essere la più promettente, Juhani Otso Berg. Una volta accolto il neo Maestro Templare nel suo ufficio, Laetitia ordinò a Daniel Cross di iniettare nel corpo del nuovo arrivato uno speciale microchip capace di monitorare ogni sua mossa. Successivamente, dopo che i Templari localizzarono uno dei leader dell'Ordine degli Assassini, William Miles, Laetitia ordinò a Berg di trovarlo ed eliminarlo.
- Leandros: comandante del distaccamento bizantino che ha occupato Masyaf, riesce a catturare Ezio dopo un'accanita battaglia contro nel corso della quale l'assassino perde una delle sue due lame celate. Portato sulla torre più alta della rocca, Leandros cerca di impiccarlo, ma Ezio riesce a fuggire e ad entrare nella fortezza, motivo per cui era partito dall'Italia. Giunto alla porta della biblioteca, Ezio scopre di non poterla aprire perché sono richieste cinque chiavi. Ezio si getta all'inseguimento del nemico nelle distese attorno al villaggio e dopo alcuni scontri tra il suo carro e quello di Leandros, riesce ad entrare in possesso del diario di Niccolò Polo, scoprendo che una delle chiavi per aprire la biblioteca di Altaïr è in mano ai Templari, mentre le altre sono nascoste a Costantinopoli. Doppiato da Pino Pirovano.
- Manuele Paleologo: nipote dell'imperatore Costantino XI e ultimo discendente della dinastia dei Paleologi, Manuele è un uomo che ha sempre vissuto nel lusso grazie alla sua discendenza, ed è anche l'erede dell'impero bizantino, dissoltosi con la caduta di Costantinopoli nel 1453. Smanioso di restaurare l'Impero, Manuele ha inviato in città contingenti di truppe e raggruppato tutti i sostenitori della sua stirpe, incontrando anche il favore di molti strati della popolazione, rendendosi così responsabile di centinaia di sommosse contro gli attuali regnanti e di violente battaglie per distruggere i covi degli Assassini in città. Ezio, sapendo che è Manuele il possessore dell'ultima chiave che gli occorre, si reca nel suo covo in Cappadocia per recuperarla, approfittandone per distruggere i mezzi che gli occorrevano per dare vita alla rivolta (che sarà appoggiata dai Templari). Manuele tenterà la fuga, ma Ezio lo ucciderà, scoprendo tuttavia che non era lui la mente dietro questo complotto. Doppiato da Gianni Gaude.
- Shahkulu: misterioso individuo proveniente dall'Anatolia, coperto da un'armatura d'acciaio. Si tratta del braccio destro di Manuele Paleologo e sua guardia del corpo. Non si sa molto di lui tranne che nutre un profondo odio verso gli Ottomani. Quando Ezio giunge nella fortezza segreta dei bizantini in Cappadocia, per sventare una volta per tutte la loro ribellione, il suo contatto, l'Assassina Dilara, gli chiederà prima di sabotare i loro arsenali e poi di liberare i suoi uomini prigionieri del Templare. Ezio salva Janos, braccio destro della donna, e tenta di assassinare lo sgherro di Emanuele. Shahkulu riuscirà a resistere alla lama celata, ma solo per poco, visto che perirà comunque per mano di Ezio. Doppiato da Marco Pagani.
- Vali cel Tradat: è stato un nobile valacco. Membro degli Assassini, li tradì diventando un membro dell'Ordine dei Templari dopo la conquista della Valacchia da parte degli Ottomani. Nel 1511 viene ucciso da un apprendista di Ezio Auditore.
- Cirillo di Rodi: è stato un diacono della Chiesa ortodossa e un membro dell'Ordine dei Templari. Cirillo aveva intenzione di uccidere il patriarca di Costantinopoli. Nel 1511 fu ucciso a Costantinopoli da Ezio Auditore da Firenze insieme a un suo apprendista.
- Lisistrata: è stata un'attrice e membro dell'Ordine dei Templari, che era spesso invocata per il suo carisma seducente. Come una donna ricca bizantina, viveva una lussuosa vita disinvolta a Costantinopoli, dove fu istruita nelle arti dai Templari. In cambio del loro aiuto, Lisistrata ha usato il suo fascino suggestivo per scoprire i segreti degli ottomani, e donarli ai Templari. Nel 1511 venne uccisa da Ezio Auditore da Firenze insieme a un suo apprendista.
- Mirela Djuric: è stata un'athingana, conosciuta come una ladra scaltra e indovina, ed è stata un membro dell'Ordine dei Templari. Mirela aveva intenzione di eliminare le athingane di Costantinopoli che l'avevano mal giudicata per le sue azioni. Nel 1511 venne uccisa da Ezio Auditore.
- Georgios Kostas: è stato un combattente con la reputazione di un'incredibile forza e brutalità e membro dell'Ordine dei Templari. Nel 1511 venne sconfitto e ucciso da Ezio Auditore da Firenze insieme a un suo apprendista a Costantinopoli.
- Damat Ali Pasha: era un agente del sultano Bayezid II ed un membro dell'Ordine dei Templari. Ha servito con lealtà il Sultano Bayezid II, ma quando le ambizioni del Sultano di conquistare il mondo si erano placate, si unì ai Templari, nella speranza di portare l'ordine e la gloria a un mondo governato dal caos. Nel 1511 viene ucciso da Ezio Auditore da Firenze insieme a un suo apprendista a Costantinopoli.
- Odai Dunqas: era un cugino del primo sultano del Sultanato Sennar, e un membro dell'Ordine dei Templari. Aveva intenzione di corrompere tutti i mercati di Costantinopoli a favore dei Templari. Nel 1512 venne ucciso da Ezio Auditore da Firenze insieme a un suo apprendista a Costantinopoli.

### Altri
- Selim I: fratello di Ahmet, figlio di Bayezid II e padre di Solimano. A differenza di Ahmet è il favorito dal popolo e con l'appoggio dei Giannizzeri costringe il padre ad abdicare in suo favore. Scoperto il complotto del fratello ai danni del figlio, lo giustizierà davanti a Ezio dopo il loro scontro fuori città. Rivolgendosi all'Assassino gli rivela che se non fosse stato per la stima del figlio avrebbe ucciso anche lui, e intimandogli di non tornare mai più a Costantinopoli, se ne andrà sghignazzando per poi marciare sulla città. Doppiato da Marco Pagani.
- Sofia Sartor: giunta a Costantinopoli sulla stessa nave in cui sono imbarcati Ezio e Solimano, Sofia è una giovane e bellissima veneziana, che subito viene notata dall'Assassino fiorentino, ancora sofferente per la morte della sua amata Cristina Vespucci, avvenuta 16 anni prima. La ricerca delle chiavi di Masyaf lo condurrà da lei, e ne scoprirà il nome e le passioni, la ragazza si rivelerà fondamentale nella ricerca. In quanto proprietaria di una libreria, Sofia chiederà ad Ezio di ritrovare alcuni antichi volumi sparsi per la città che vorrebbe poter diffondere attraverso la Stampa. Ezio, dapprima cercherà di tenerle nascosta la sua identità (dopo aver recuperato il suo ritratto a opera di Albrecht Dürer), poiché con lei ha riscoperto l'amore e la giovane si scoprirà innamorata a sua volta dopo un romantico incontro alla basilica di Santa Sofia. Sofia verrà poi rapita dai Templari, venendo salvata tempestivamente da Ezio e infine lo accompagnerà alla meta finale del suo viaggio a Masyaf, rivelandole anche chi è realmente. In seguito i due si sposeranno e avranno due figli: Flavia e Marcello. Doppiata da Elisabetta Spinelli.
- Solimano: quando Ezio sbarca a Costantinopoli incontra un giovane studente dell'università della città. Si tratta del principe Solimano che nonostante abbia 17 anni ha già un indubbio carisma ed intelletto. Quando gli Assassini lo salveranno da un tentato omicidio nel suo palazzo, i rapporti con l'Assassino italiano si faranno più stretti. Deciso a vederci chiaro e a voler reggere le sorti del suo regno, il giovane confesserà i suoi sospetti nei confronti di Tarik Barleti e chiederà a Ezio di eliminarlo. Ezio esegue l'ordine poiché il comportamento dell'uomo sembra non far presagire altrimenti. Ma Tarik è realmente innocente e ciò lo prova in punto di morte. Grande è il dolore del giovane che comprende di essere stato troppo precipitoso nel giudicare, ma deciso a redimersi seguirà quanto scoperto dalla vittima e ciò permetterà la sconfitta dei suoi avversari. Ezio stimerà la sua personalità in quanto è quella di un grande capo per il popolo. Doppiato da Marco Benedetti.
- Tarik Barleti: comandante dei Giannizzeri, Tarik Barleti è un prode combattente delle truppe scelte del sultano Bayezid II. Quando il principe Solimano il Magnifico indice una grande festa ed esposizione sulle scoperte ed invenzioni dell'Europa, Ezio e gli assassini della città si muovono per impedire colpi di mano da parte dei Templari ai danni del giovane principe. Infiltratisi al ricevimento sotto le spoglie di menestrelli italiani riusciranno prima a neutralizzare i sicari incaricati di eliminare il nipote del sultano e poi a sventare l'assalto degli ultimi armati giunti nel luogo. Solimano suggerirà ad Ezio che probabilmente il mandante dell'attentato sia lo stesso Tarik e gli chiede di trovare prove della sua colpevolezza per poi eliminarlo. L'assassino scopre che l'uomo si incontra con alcuni misteriosi individui appartenenti alla fazione dei bizantini, dopo averlo pedinato nei dintorni del Gran Bazar, per scoprire che gli sta fornendo clandestinamente d'armi. Infiltratosi nella caserma della città, Ezio uccide Tarik, solo per scoprire che l'uomo è innocente, in quanto non stava affatto trattando con i Templari ma li stava solo avvicinando per poter scoprire le loro mosse e successivamente colpirli, avendo come prova una lettera che ne conferma gli intenti. Dopo che l'assassino ha chiesto il suo perdono, la vittima gli raccomanda di sconfiggere i suoi avversari per riscattare l'onore perduto. Grande è anche la costernazione di Solimano, avendo capito di aver giudicato troppo rapidamente l'uomo e i suoi intenti. Doppiato da Andrea Bolognini.

## Assassin's Creed III

### Assassini
- Ratonhnhaké:ton o Connor Kenway: è il protagonista di Assassin's Creed III. Nato da padre inglese, e da madre nativa indiana, crebbe tra i Mohawk, è il nipote del pirata e Assassino Edward Kenway ed uno degli antenati di William e Desmond Miles. Conosciuto anche con il nome di Connor, è stato un assassino statunitense appartenente alla tribù dei Kanien'kehá:ka. Il suo contributo alla guerra di indipendenza americana fu fondamentale. Figlio del Gran Maestro dell'Ordine dei Templari del Nord America britannico Haytham Kenway e di Kaniehti:io, una nativa americana, venne cresciuto dalla madre nel villaggio Kanien'kehá:ka di Kanatahséton. Nel 1760, quando era ancora molto piccolo, il suo villaggio venne dato alle fiamme e vide morire la madre. Diversi anni dopo, guidato dalla visione di uno spirito, Ratonhnhaké:ton si unì all'Ordine degli Assassini, sotto la guida e l'addestramento del Mentore Achille Davenport. Insieme al confratello Robert Faulkner, governava l'Aquila, il vascello degli Assassini, grazie al quale affondò diverse navi dei Templari. Con l'obiettivo di vendicarsi dei responsabili della distruzione del suo villaggio e della morte della madre, Ratonhnhaké:ton dedicò la sua vita a dare la caccia ai più importanti Templari operanti nelle colonie. Egli partecipò anche agli eventi della Rivoluzione Americana, trovando grandi alleati come Samuel Adams e George Washington. Partecipò ad alcuni eventi che segnarono la storia del suo paese, come il massacro di Boston, il Boston Tea Party e la battaglia di Chesapeake. Durante la sua vita, entrò in possesso di due Frutti dell'Eden: un Frammento e una Mela, donatagli da George Washington dopo che i due videro le conseguenze della monarchia negli Stati Uniti d'America in una realtà alternativa. È il nipote del pirata e Assassino Edward Kenway, e un antenato di William e Desmond Miles. Doppiato da Riccardo Niseem Onorato.
- Stephane Chapheau: è stato un taverniere francese di Boston durante la Rivoluzione americana. Fu più volte aiutato dall'Assassino Connor Kenway contro i soldati della British Army. Successivamente, divenne membro dell'Ordine degli Assassini. Stephane nacque nel Canada, vicino all'odierna Montréal. Suo padre era un cuoco dell'esercito francese, che venne ucciso in combattimento. Dopo la sua morte, Stephane iniziò anch'egli la carriera di cuoco a Montréal, ma si trasferì a Boston nel 1764, trovando lavoro in una taverna gestita da William Molineux. Stephane, dopo aver capito la sua voglia di combattere per una causa, si unì ai patrioti. Essi fondarono il gruppo Sons of Liberty, e parteciparono a varie proteste dal 1765. Egli era presente quando saccheggiarono la casa del governatore Hutchinson, e fu anche uno dei tanti che vide e causò il Massacro di Boston. Stephane non si limitò alle proteste, ma ricevette anche molte multe per aver scatenato risse ed essersi ubriacato in pubblico. Nel 1773, Connor Kenway incontrò Stephane quasi per caso, poiché egli era impegnato in una conversazione con Samuel Adams, quando notò l'ingiustizia che l'uomo stava subendo. Samel capì immediatamente le intenzioni Connor, che si avvicinò ai soldati inglesi che stavano cercando di riscuotere le tasse da Stephane, sotto la casa di quest'ultimo. Tuttavia, Stephane si fece valere, contrastando con ferocia gli esattori, fino ad ingaggiare battaglia con loro, anche se più armati ed addestrati. In quel momento, l'Assassino intervenne, aiutando Stephane ad uccidere tutti gli esattori. Conclusa la battaglia da vincitori, Stephane ringraziò l'Assassino per il suo aiuto, per poi lasciare il luogo per un appuntamento urgente. Stephane incontrò di nuovo l'Assassino nella locanda in cui lavorava come chef. Al suo interno erano presenti Samuel Adams e William Molineux, proprietario della locanda. I due cercavano di elaborare un piano contro gli inglesi, che potesse dare una forte scossa alla popolazione. Quindi, decisero di creare disordini al porto, lanciando delle casse di tè in acqua, così da evitarne il contrabbando e l'acquisto della terra su cui sorge il villaggio natale dell'Assassino. Raggiunto il molo, Connor decise di distruggere le pile di casse di merce da contrabbando, in modo da mobilitare la popolazione contro il governo Britannico. Dopodiché, tornato alla locanda, trovò solamente un infuriato Stephane, che era stato appena derubato, senza trovar traccia di Adams e Molineux. Stephane prese un'arma da cucina, e uscì dalla locanda, per andare a riprendere ciò che era suo. Connor lo seguì, e lo aiutò, uccidendo tutte le giubbe rosse che Stephane offendeva. Arrivati al porto, sotto l'ordine di Connor, Stephane uccide l'esattore che riscuoteva denaro per conto di William Johnson, quest'ultimo implorò pietà, ma Stephane chiuse la faccenda. Questo fu il suo primo assassinio. Egli si unì alla causa dei Patrioti, e venne reclutato da Connor all'interno dell'Ordine degli Assassini. Successivamente, il 16 dicembre 1773, Stephane partecipò al Boston Tea Party, un atto di protesta da parte dei colini contro il governo della Corona. Fu uno dei principali artefici dell'evento, assieme a Samuel Adams, William Molineux, Connor Kenway e Paul Revere. Probabilmente l'evento fece scattare la Rivoluzione americana, poiché fece capire ai coloni che se lo volevano, potevano essere liberi. In seguito al reclutamento degli altri Assassini, Stephane compì diverse missioni in tutte le colonie, fino a diventare un Assassino a tutti gli effetti. Doppiato da Leonardo Gajo.
- Jamie Colley: è stato un medico che viveva nel quartiere occidentale di New York. Fu reclutato come apprendista dall'Assassino Connor Kenway durante la Rivoluzione americana. Era un vero maestro nel realizzare imboscate, abilità utilizzata molte volte da Connor. Jamie nacque a New York da James Colley, un lavoratore immigrato, e da una madre sconosciuta. Da bambino, ha frequentato la Trinity School, dove è stato segnalato per essere uno degli studenti più brillanti, gli insegnanti hanno notato che era "destinato a grandi cose". Jamie ha lasciato la scuola per iniziare a guadagnare denaro. Jamie è diventato estraneo a entrambi i suoi genitori dopo che suo padre lo ha lasciato quando era solo un bambino e sua madre lavorava nelle colonie del sud come schiava in una piantagione. Tuttavia, le sue prospettive non migliorarono durante la sua adolescenza, a New York venne multato per vagabondaggio più volte. Jamie iniziò a lavorare saltuariamente nelle aziende locali nei dintorni di New York, fino a quando ha cominciato a lavorare per un medico, dove la sua intelligenza è stata riconosciuta. Come tale, ha lavorato per diversi anni come suo assistente. Dopo il grande incendio del 1776, Jamie iniziò a lavorare nel distretto colpito dal fuoco, assistendo i senzatetto e la popolazione colpita dalle malattie. Jamie è stato costretto ad affrontare un'epidemia con risorse limitate a causa della grave povertà del quartiere. Quando Connor arrivò in città, Jamie chiese un aiuto da parte dell'Assassino: Connor ha infatti bruciato le coperte infette, ha abbattuto i cani rabbiosi e portato le vittime del vaiolo alla clinica. Un gruppo di Templari attaccò la clinica di Jamie per uccidere gli infetti ed evitare che l'epidemia si diffondesse. Connor ha contribuito a difendere la clinica e, su istruzione di Connor, Jamie tese un'imboscata. A seguito di questo, Connor spiegò la verità dei Templari e Jamie e lo ha reclutato nell'Ordine degli Assassini. Alla fine, Jamie ha ammesso di aver considerato la Confraternita la sua vera famiglia, piuttosto che i suoi genitori. Doppiato da Andrea Bolognini.
- Jacob Zenger: è stato un membro di origini tedesche degli Assassini americani durante la Rivoluzione americana. Fu reclutato dall'Assassino Connor Kenway a New York dopo aver completamente abbattuto gli ideali della legge marziale. Jacob nacque da un contadino vicino alla città di Mannheim, nelle campagne tedesche, ed aveva ben tredici fratelli e sorelle, di cui solo quattro raggiunsero l'età adulta. Sposò una donna di nome Wilhemina, e con lei ebbe un figlio. L'unico motivo per cui li lasciò in Germania, è perché sua moglie è la persona più forte che abbia mai conosciuto, anche se pensò di portarli nelle colonie in futuro, aspettando la fine della rivoluzione e del conflitto che incombeva. Tuttavia, dopo aver ricevuto una lettera da sua moglie, nella quale diceva che il loro figlio era cresciuto bene, Jacob gli mandò i soldi necessari per partire per l'America. La famiglia di Jacob era povera e le sue prospettive di arricchirsi furono molto limitate a Mannheim. Dopo la promessa di una vita migliore, entrò nell'esercito come soldato. Dopo diversi anni di servizio, fu spedito a New York come mercenario per combattere gli inglesi durante la rivoluzione. Jacob, come molti altri soldati, abbandonò l'esercito dopo il suo arrivo a New York. Desideroso di riunirsi con la moglie e il figlio, Jacob comprò un lotto di terra e lasciò la città. Tuttavia, dopo una serie di cattivi racconti, fu costretto a tornare a New York, dove riprese l'unica carriera che gli permetteva di pagare le tasse, la guardia del corpo. Jacob conobbe l'Assassino Connor Kenway mentre cercava di liberare la città dall'influenza Templare. I due collaborarono per uccidere un agente Templare e successivamente Jacob entrò a far parte degli Assassini. Jacob svolse molte missioni insieme agl'altri apprendisti di Connor diventando sempre più bravo e salendo i gradi di Assassino. Doppiato da Luca Sandri.
- Duncan Little: è stato un membro degli Assassini, residente nel quartiere settentrionale di Boston. Fu reclutato come apprendista dall'Assassino Connor Kenway. Duncan, originario dell'Irlanda, era il figlio più giovane di una famiglia composta da molti membri. Questo portò lo storico Shuan Hastings a commentare scherzosamente il suo cognome, che significa "poco", in contrasto con la sua numerosa famiglia. Nel 1756, Duncan entrò nel sacerdozio a soli 26 anni, e fu inviato in Africa come missionario. Tuttavia, nel 1760, egli fece ritorno in Irlanda, lasciando del tutto la chiesa. I motivi del suo abbandono rimasero sconosciuti. Nel 1763, Duncan partì dall'Irlanda su una nave diretta a Boston, e nel tempo libero scrisse diverse lettere, dal quale si capì che fu praticamente cacciato dalla sua famiglia, a causa della sua rottura con la chiesa cattolica. Arrivato nella colonia, si stabilì nei quartieri alti della città dove, col tempo, si guadagnò una buona reputazione di mediatore, poiché era equo e, soprattutto, meno costoso della magistratura locale. Difatti, egli passava la maggior parte del tempo nei diversi pub locali, in cui cercava di aiutare le persone a risolvere i loro problemi. Quando Duncan sentì parlare delle imprese di Connor, decise di collaborare con lui per liberare la città dagli inglesi. Insieme uccisero molti soldati e successivamente entrò nella confraternita, compiendo varie missioni in tutte le colonie. Dopo esser stato reclutato, Duncan rivelò a Connor che da giovane assistette a un'opera a teatro in compagnia di suo zio Miko. Disse che mentre tornava al suo posto, trovò lo zio morto, ed un uomo gli era accanto, che si rivelò essere Haytham Kenway. Doppiato da Pino Pirovano.
- Deborah "Dobby" Carter: è stata un membro dell'Ordine degli Assassini nella seconda parte del XVIII secolo, ha vissuto nel quartiere settentrionale della colonia di New York. Deborah era un corriere a New York, al momento della Rivoluzione. Era la figlia del mercante Amos Carter, conosciuto per aver mandato in bancarotta numerose imprese e aver accumulato debiti significativi. All'età di dieci anni decise di intraprendere il lavoro di corriere travestendosi da maschio con il soprannome di "Dobby". Anni dopo, quando diventò adolescente, Deborah fu costretta ad abbandonare il travestimento da maschio, ma mantenne ugualmente il soprannome "Dobby". Continuò a fare il lavoro di corriere e cercò di creare dei contratti tra imprese. Decise di lottare per i poveri e per la libertà, perché i mercanti offrivano la merce a prezzi esorbitanti e molte persone morivano di fame, così decise di lottare insieme ai patrioti. Qualche tempo dopo, Deborah incontrò l'Assassino Connor Kenway a nord di New York mentre stava aiutando dei cittadini. Gli chiese aiuto dicendogli che a nord della città era scoppiata una carestia e molte persone morivano di fame. Connor scoprì che la carestia era causata da un Templare, che aveva il controllo sulla zona. Deborah e Connor uccisero il Templare salvando la zona nord della città. Poco dopo, Connor le spiegò chi era ed ella decise di unirsi agli Assassini. Tempo più, Deborah incontrò Connor e gli chiese che cosa avrebbe fatto, dopo che tutto fosse finito, egli le spiegò che voleva mettere su famiglia, Deborah successivamente gli chiese se poteva darle una possibilità e Connor le promise che quando tutto sarebbe finito, forse le avrebbe dato una possibilità. Doppiata da Mavi Felli.
- Clipper Wilkinson: è stato un membro dell'Ordine degli Assassini che viveva nella parte sud di Boston durante la Rivoluzione americana. Originario della Virginia, Clipper trascorse i suoi primi anni a lavorare come geometra e cacciatore alla frontiera, con il passare del tempo divenne un abile tiratore. Crescendo si rese conto che non poteva competere con i suoi fratelli maggiori e decise di lasciare la famiglia per trovare lavoro in città. Mentre era a Boston sentì che la sua famiglia si era alleata con i lealisti britannici, ma quando seppe che costoro reclutavano bambini per addestrarli sotto il controllo del dominio britannico, Clipper decise di patteggiare per i patriottici. Dopo aver saputo che l'Assassino Connor Kenway voleva combattere l'oppressione della British Army, Clipper chiese il suo aiuto per trovare l'uomo responsabile del reclutamento forzato dei giovani uomini nell'esercito britannico a Boston. I due collaborarono per assassinarlo. Dopo aver saputo che l'uomo era un membro dei Templari, Connor gli offrì di entrare nell'Ordine per combattere contro l'esercito britannico e liberare l'America. Clipper accettò e divenne un Assassino. Doppiato da Marco Benedetti.
- Achille Davenport: è stato un Maestro Assassino e Mentore degli Assassini americani durante la guerra franco-indiana e la guerra d'indipendenza americana. Nel 1763, dopo la distruzione del ramo americano coloniale dell'Ordine a causa degli attacchi dei Templari guidati da Shay Patrick Cormac, Achille fu costretto dal loro Gran Maestro, Haytham Kenway, a ritirarsi a vita privata nella sua tenuta. Durante questo periodo, strinse amicizia con il marinaio e Assassino Robert Faulkner, stabilitosi nella tenuta in seguito alla distruzione della sua nave, l'Aquila. Nel 1769, Achille conobbe un Kanien'kehá:ka di nome Ratonhnhaké:ton, che gli chiese di addestrarlo. Achille decise di addestrare l'indiano e di dargli il nome di Connor in ricordo del figlio defunto. Dopo anni di addestramento, Achille passò il resto della vita ad aiutare Connor nella crociata contro i Templari. Morì nel 1781, lasciando a Connor la sua terra e la tenuta. Al suo funerale parteciparono tutti gli abitanti della tenuta, che grazie a Connor era ormai divenuta una comunità fiorente, che Achille vedeva come un modello di libertà ed uguaglianza. Come da lui voluto, le sue spoglie vennero sepolte sulla collina di fronte alla villa, vicino a quelle di sua moglie e di suo figlio. Doppiato da Marco Balbi.
- Robert Faulkner: è stato un celebre marinaio e Assassino, capitano e poi primo ufficiale di bordo del vascello Aquila al fianco del suo confratello Ratonhnhaké:ton. Nacque nel 1715 da una famiglia di marinai. Cominciò la sua carriera arruolandosi nella Royal Navy britannica dove rivaleggiò per breve tempo con Nicholas Biddle. Arrivato a raggiungere il ruolo di capitano, Robert venne messo a comando della Stalwart, una grande nave da guerra. Navigò in molte nazioni europee tra cui la Spagna, la Francia e i Paesi Bassi. Propria in quest'ultima nazione riuscì a reclutare due abili cannonieri: Richard e David Clutterback. Nel 1753 sembrò sparire nel nulla, facendo perdere ogni sua traccia e alcuni documenti lo diedero per morto, ma in realtà in quel periodo entrò a far parte dell'Ordine degli Assassini. Per gli Assassini reclutare Robert si rivelò un colpo di fortuna, in quanto riuscirono a sfruttare appieno l'Aquila, una nave da guerra. Gli fornirono immediatamente una ciurma preparata, dalla quale ottenne subito il massimo rispetto e la totale fiducia e obbedienza. Faulkener divenne oggetto di molte storie della Confraternita: si diceva che era in grado di prevedere le rotte dei venti e l'arrivo delle tempeste e che sapesse persino sfruttarle a suo favore. Robert Faulkner servì fedelmente l'Aquila e l'Ordine per molto tempo, fino ad un fatidico giorno del 1768 quando la sua nave venne quasi totalmente distrutta. Moralmente abbattuto, Robert si ritirò dalla Marina. Tuttavia il suo legame con l'Aquila era talmente forte che decise di tenerla con sé. Faulkner infine trovò stabilità nella tenuta di Davenport posizionando l'Aquila di fronte ad una vecchia baracca che trasformò nella sua abitazione. Inoltre, in questo periodo fece amicizia con Achille Devenport, Mentore degli Assassini americani e proprietario della Tenuta. Faulkner non provò mai a cercare un nuovo impiego come marinaio, ma decise di non allontanarsi dall'Aquila e di assisterla nel suo deterioramento. In questo periodo dato che non voleva abbandonare la sua nave, si diede all'alcol diventandone quasi dipendente. Nell'inverno del 1772, ricevette una visita da parte di Achille. Egli presentò a Robert, che ormai era sull'orlo della dipendenza dall'alcol, Connor, un membro dell'Ordine in fase di addestramento. Achille disse a Faulkner che il suo allievo era venuto perché aveva intenzione di restaurare la "proprietà". Non appena sentì queste parole, Robert si precipitò fuori accompagnato dai suoi ospiti e mostrò a Connor il relitto dell'Aquila. Robert si offrì di ripararla a patto che gli venissero forniti i materiali giusti. Sei mesi dopo, nel 1773 l'Aquila ritornò ai lustri di un tempo e Robert invitò il giovane Connor a salire sulla nave per provare a comandarla. Per armare la nave di un efficiente equipaggio e di cannoni presero il largo per Martha's Vineyard. Non appena giunsero a Martha's Vineyard i due Assassini entrarono in una birreria famosa tra i marinai. Lì Robert incontrò i suoi vecchi compagni David e Richard Clutterbuk, ai quali offrì l'occasione di tornare a navigare nuovamente insieme a lui sull'Aquila. Tuttavia nella birreria era presente anche il vecchio rivale della Royal Navy di Robert, cioè Nicholas Biddle che era in compagnia di Benjamin Church, anch'egli membro dell'Ordine dei Templari. Ad un certo punto si scatenò quasi una rissa, ma Amanda Bailey, la proprietaria del locale, si intromise chiudendo la discussione. Dopo aver caricato i cannoni sulla nave, l'equipaggio si diresse ad un vecchio relitto per testare le nuove armi, ma il loro addestramento venne interrotto da alcune navi inglesi che ingaggiarono una battaglia con la grande Aquila che alla fine si dimostrò superiore. Soddisfatti si diressero verso casa. Doppiato da Tony Fuochi.
- Miko: è stato un nobile britannico e un membro dell'Ordine degli Assassini, in possesso della Chiave del Grande Tempio. Miko era lo zio di Duncan Little, la recluta del figlio di Haytham, Connor Kenway. Nel 1753, Miko venne assegnato come guardia del corpo ad un alleato di Lucio, poiché quest'ultimo era perseguitato dal Templare Haytham Kenway. Così, una volta giunto in Corsica, cercò di impedire che i Templari rintracciassero nuovamente Lucio. Tuttavia, Haytham riuscì nuovamente a rintracciare il suo bersaglio, e Miko dovette affrontare il Templare combattendo. Durante il combattimento, i due finirono in una grotta, nella quale Miko stava per cadere in un burrone. Fortunatamente, venne afferrato appena in tempo da Haytham, che però non fece altro che rubare le lame celate di Miko, per poi lasciarlo cadere. Nonostante le numerose ferite provocate dalla caduta, Miko riuscì a sopravvivere e a tornare attivo nell'Ordine. Un anno dopo, nel corso dell'Opera del mendicante, all'interno del Teatro Royal di Londra, Miko fu assassinato con la sua stessa lama celata da Haytham sotto l'ordine di Reginald Birch, al fine di ottenere la Chiave del Grande Tempio. Doppiato da Leonardo Gajo.

### Templari
- Reginald Birch: è stato il Gran Maestro dell'Ordine dei Templari in Inghilterra. Fu lui ad uccidere il padre di Haytham, Edward Kenway, a farlo diventare un Templare, a dirgli di assassinare Miko al Teatro Royal a Londra e a farlo imbarcare per le Colonie.
- Haytham Kenway: fu il padre di Connor Kenway. Figlio di Edward Kenway, Assassino, Haytham sarà il personaggio utilizzato dal giocatore nella prima parte di Assassin's Creed 3, dove si scoprirà la sua appartenenza proprio all'Ordine dei Templari. Nato nel 1725, a dieci anni perse il padre, un Assassino ed ex Pirata, a causa di un Templare, Reginald Birch. Fu lo stesso Birch a istruire Haytham, ad addestrarlo, ed infine ad introdurlo nel 1747 nell'Ordine dei Templari. In quel periodo Haytham combatte fianco a fianco con Edward Braddock. Tuttavia il loro rapporto fu interrotto a causa dei pareri e le idee discordanti tra i due. Nel 1753 Reginald Birch incaricò Haytham di uccidere un nobile, Miko. Dopodiché Haytham fu mandato nelle Colonie d'America per fondare un nuovo Ordine Templare oltreoceano e per scoprire il sito dei precursori, la cui chiave per accedervi era appartenuta a Miko. Nelle Americhe Haytham conobbe una ragazza indiana, chiamata Tiio. Attratto da lei, Haytham la aiutò nell'impresa di uccidere Braddock. Dopo la sua morte, avvenuta nella primavera del 1755, il Templare provò ad accedere al Sito dei Precursori, ma senza successo. Deluso, trovò invece l'amore di Tiio. Ella ebbe un figlio, Ratohnhhakè: Ton, tenuto tuttavia all'oscuro del padre inglese. Quando Tiio scoprì che l'uomo che amava era un Templare lo allontanò, anche se i due provavano dei sentimenti verso l'un l'altro negli anni successivi. Nel 1757, dopo una visita della sorella Jenny a Damasco, Haytham venne a sapere dell'attacco di Birch a suo padre vent'anni prima. Il Templare raggiunse Birch, il quale si giustificò inutilmente. Fu ucciso da Kenway. Tornato nelle Colonie, vide l'Ordine americano espandersi. Gli Assassini americani furono decimati a causa della collaborazione tra il Gran Maestro e Shay Patrick Cormac, ex Assassino in cerca di vendetta. Nel 1760 Cormac fece risparmiare a Haytham il Mentore Achille Davenport. Quest'ultimo dieci anni dopo fece diventare Assassino il figlio di Haytham, che cambiò nome in Connor. La fama di Connor, che partecipò ad eventi come il Massacro di Boston e il Boston Tea Party, raggiunse l'orecchio di Haytham, che curioso cercò il giovane. Nel 1774 il Gran Maestro scoprì della morte di Tiio (avvenuta 14 anni prima ad opera di Charles Lee, il braccio destro di Haytham) e dell'identità di Connor: suo figlio. Nell'inverno del 1777 Haytham incontrò il figlio. I due operarono insieme per cercare L'ex Templare Benjamin Church, che aveva tradito Haytham. Connor però voleva il braccio destro del padre, Charles Lee. Il Gran Maestro tuttavia negò questa possibilità al figlio. Nel 1781 Connor seppe che Charles Lee si era rifugiato a Fort George. L'assassino attaccò il forte e vi entrò dentro, desideroso di porre fine alla sua sete di vendetta. Nel forte trovò tuttavia il padre, che si sacrificò dando tempo a Lee di fuggire. I due lottarono. In quell'occasione il padre, malgrado l'età, si dimostrò un combattente migliore del figlio. Cercò di strozzare Connor, ma abbassando la guardia fu trafitto al collo dalla lama celata del figlio. Le sue ultime parole furono riguardanti l'orgoglio che provava nei confronti del figlio, ma anche il suo rimorso per non averlo ucciso al loro primo incontro. Doppiato da Claudio Moneta.
- Daniel Cross: è stato un agente Templare dormiente, un ex detenuto, tossicodipendente e alcolizzato tra il XX e il XXI secolo. Daniel è stato il pronipote di Nikolai Orelov, un membro del ramo russo dell'Ordine degli Assassini, nonché il nipote di Innokenti Orelov. A seguito di una notte passata a bere alcolici in un locale di Philadelphia, Daniel fu portato via da Hannah Mueller, un membro degli Assassini, e introdotto ad un nuovo stile di vita. Incuriosito dalle sue visioni della vita passata del suo bisnonno Nikolai Orelov, Daniel si unì all'Ordine degli Assassini e rese lo scopo della sua vita quello di incontrare il loro Mentore, convinto che potesse aiutarlo a capire il significato del suo dono. Daniel viaggiò due anni per il mondo, visitando tutti i maggiori campi degli Assassini, alla ricerca del Mentore, prima di essere ricevuto in udienza. Fu durante questo incontro che un comando dormiente, impiantato nella mente di Daniel quando era molto piccolo, si attivò. Daniel uccise il Mentore e fu costretto a fuggire e a lasciare l'Ordine degli Assassini, tornando dalle uniche persone che avrebbero potuto accettarlo, le Abstergo Industries. Lì, Daniel si unì all'Ordine dei Templari, di cui divenne un Maestro e membro dell'Inner Sanctum nel 2012. Nel settembre dello stesso anno, Daniel catturò l'ex Assassino Desmond Miles, che condusse alla Abstergo, dove divenne una delle cavie del Progetto Animus del Dr. Warren Vidic. Dopo la fuga dalla Abstergo di Desmond ed il fallimento del Progetto Siren, Daniel ne seguì le tracce e si confrontò con lui più volte in giro per il mondo con lo scopo di recuperare la Mela dell'Eden in suo possesso per conto di Vidic. Durante il loro ultimo incontro, avvenuto nella struttura della Abstergo di Roma, Daniel venne assassinato dallo stesso Desmond. Doppiato da Maurizio Merluzzo.
- Charles Lee: è stato un soldato britannico durante la Guerra Franco-Indiana e successivamente generale dell'Esercito Continentale durante la Rivoluzione Americana. Fu inoltre, all'insaputa di tutti, un Templare addestrato dal Gran Maestro Haytham Kenway. Ne divenne anche Gran Maestro dal 1781 al 1782, data della sua morte da parte dell'Assassino Ratonhnhaké:ton. Lee servì inoltre la British Army durante la Guerra dei Sette Anni. Successivamente, vendette la sua commissione servendo per un periodo nell'esercito polacco del Re Stanislao II. Dopo l'arrivo di mastro Kenway a Boston lo aiutò a reclutare tutti i Templari e a riformare l'Ordine, abbattendo gli Assassini, al tempo comandanti dal Mentore Achille Davenport. In seguito divenne generale maggiore dei patrioti, sottoposto di Washington. Tuttavia, venne superato di grado dal Marchese de Lafayettel e da lì divenne Maggior Generale in seconda. Si presentò come uno dei principali traditori dei patrioti, complottando insieme ai Templari l'assassinio di Washington, Durante la sua vita partecipò ad eventi che segnarono la storia degli Stati Uniti d'America, come il Massacro di Boston, il Tea Party e il Primo Congresso Continentale. Egli è stato la nemesi di Connor in quanto fu lui a incendiare il villaggio uccidendo così sua madre, perciò gli diede la caccia per tutta la guerra. Alla fine dopo aver ucciso Haytham, Connor decise di sistemare i conti con Lee una volta per tutte; raggiunta Boston impedì al Templare di fuggire in Inghilterra dopo uno spettacolare scontro all'interno di una nave in fiamme l'assassino riuscì a ferirlo gravemente, ma egli stesso rimase gravemente ferito e il suo nemico riuscì a fuggire. Nonostante ciò, Connor riuscì a rintracciare Lee in una taverna della frontiera, e questi dopo aver capito di aver perso fu ucciso con una pugnalata in petto, dopo di ciò Connor gli strappò dal collo l'amuleto della prima civilizzazione e lo seppellì sulla collina dei Davenport. Doppiato da Valerio Amoruso.
- Thomas Hickey: fu un membro dell'Ordine dei Templari e, successivamente, divenne un soldato dell'Esercito Continentale. In seguito, venne coinvolto nel complotto per assassinare il comandante in capo dell'Esercito Continentale George Washington, ma fu scoperto da Ratonhnhaké:ton, venendo inseguito e ucciso mentre cercava di concludere la sua missione. Doppiato da Francesco Mei.
- Benjamin Church: fu un membro dell'Ordine dei Templari e il più importante chirurgo a disposizione dell'Esercito Continentale. Nel 1758, venne catturato dallo schiavista Silas Thatcher, per poi venire salvato dai suoi confratelli Haytham Kenway e Charles Lee. Molti anni dopo, Church tradì i Templari e venne perseguitato dal suo Gran Maestro Haytham e dall'Assassino Ratonhnhaké:ton, figlio di Haytham, che voleva recuperare i rifornimenti dei patrioti rubati da Church. Venne ucciso da Connor dopo una battaglia navale nel Mar dei Caraibi. Doppiato da Claudio Beccari.
- Nicholas Biddle: Il principale antagonista delle missioni navali, Biddle è al comando della Randolph, potente nave da guerra affidatagli dal congresso che è usata per attaccare coste e flotte alla ricerca indiscriminata di inglesi. Si scoprirà che è un traditore templare, e Connor lo ucciderà durante la battaglia delle Barbados, rispettando il suo desiderio di affondare con la propria nave e appiccando così il fuoco nella santa barbara della nave. Doppiato da Oliviero Corbetta.
- John Pitcairn: è stato un militare scozzese. Maggiore della British Army, era segretamente un membro dell'Ordine dei Templari, sotto il comando del Gran Maestro Haytham Kenway. All'inizio della Rivoluzione Americana John era un marine britannico, che stazionava a Boston, nel Massachusetts. Venne ucciso nel 1775 dall'Assassino Ratonhnhaké:ton durante la Battaglia di Bunker Hill per ordine del generale Israel Putnam. Doppiato da Paolo Sesana.
- William Johnson: è stato un ufficiale della British Army. Si trasferì nella provincia di New York City per gestire una tenuta acquistata da suo zio, l'ammiraglio Peter Warren, che si trovava tra il popolo Mohawk. Inoltre, Johnson comandò gli Irochesi e le forze della Milizia Coloniale durante la guerra franco-indiana. Era un membro dell'Ordine dei Templari, sotto al comando del Gran Maestro Haytham Kenway. Egli partecipò insieme ad Haytham nel piano per infiltrarsi nel forte in modo da liberare i prigionieri ed uccidere Silas Thatcher. Per poi partecipare alla Guerra Franco Indiana e all'introduzione di Charles Lee nell'Ordine. Venne poi perseguitato e ucciso dall'Assassino Ratonhnhaké:ton, dopo aver cercato di acquistare la terra in cui sorgeva il suo villaggio. Doppiato da Massimiliano Lotti (Assassin's Creed 3) e da Renzo Ferrini (Rogue)
- Edward "Bulldog" Braddock: fu un soldato e generale della British Army. Inoltre, fu segretamente un membro dell'Ordine dei Templari. Tuttavia dopo che quest'ultimo lo sconfisse egli lasciò per sempre l'Ordine, intraprendendo una lunga e gloriosa carriera militare. Al suo comando aveva svariati soldati tra cui Charles Lee e John Pitcairn, sottrattigli da Haytham. Morì per mano di Haytham durante la sua spedizione verso Fort Duquesne, per strapparlo ai francesi. Dopo la sua morte, per mano di Haytham Kenway, fu sepolto nei pressi di Great Meadows, dove le sue forze in seguito all'attacco si ritirarono per riorganizzarsi. Doppiato da Antonello Governale.

### Tenuta Davenport
- David Walston: comunemente noto come Big Dave, è stato un fabbro che risiedeva nella tenuta di Davenport durante la Rivoluzione Americana. Mentre vi risiedeva, David ha contribuito alle imbarcazioni e alle fabbricazioni di armi. Durante il suo viaggio nella frontiera, l'Assassino Ratonhnhaké:ton lo salvò da alcuni soldati inglesi che lo volevano uccidere per diserzione. Doppiato da Mario Zucca.
- Godfrey: è stato un taglialegna scozzese che risiedeva nella tenuta di Davenport durante la Rivoluzione Americana. Dopo che l'Assassino Ratonhnhaké:ton salvò il suo amico Terry nel fiume, costruì una segheria alla Tenuta. Doppiato da Renzo Ferrini.
- Terry: è stato un taglialegna scozzese che risiedeva nella tenuta di Davenport durante la Rivoluzione Americana, insieme a sua moglie Diana. Dopo che venne salvato dall'Assassino Ratonhnhaké:ton mentre veniva trascinato dalla corrente del fiume, lui e il suo amico Godfrey costruirono una segheria nella Tenuta. Doppiato da Gianluca Iacono.
- Lance O'Donnell: è stato un falegname residente nella tenuta di Davenport durante la Rivoluzione Americana. Si stabilì nella tenuta dopo che l'Assassino Ratonhnhaké:ton lo salvò da un gruppo di guardie che lo tenevano sospeso per le gambe in cima ad una collina. Dopo il suo salvataggio, Lance costruì oggetti utilizzando il legno raccolto dai falegnami Godfrey e Terry. Doppiato da Domenico Brioschi.
- Norris: il cui vero nome è Maurice, è stato un minatore proveniente da Montréal, che risiedeva nella tenuta di Davenport durante la Rivoluzione Americana. Dopo che Ratonhnhaké:ton lo salvò da alcune guardie che intendevano picchiarlo, Norris accettò di stabilirsi nella Tenuta. Successivamente si sposerà con Myriam.
- Myriam: è stata una cacciatrice durante la Rivoluzione Americana. Invece di scegliere i tradizionali impieghi dell'epoca per una donna, come conventi o bordelli, scelse di vivere una vita all'insegna della libertà. Dopo aver incontrato Ratonhnhaké:ton, si stabilì nella tenuta di Davenport, fornendo agli abitanti approvvigionamenti di caccia. Successivamente si sposerà con Norris.
- Prudence: è stata la moglie di Warren; insieme vissero nella tenuta di Davenport dopo che Ratonhnhaké:ton li salvò da alcuni soldati inglesi, che volevano costringerli a interrompere la loro produzione. Il loro figlio si chiamava Hunter.
- Warren: è stato un contadino e il marito di Prudence; i due vissero nella tenuta di Davenport dopo che l'Assassino Ratonhnhaké:ton li salvò da alcuni soldati inglesi, che volevano costringerli a interrompere la loro produzione.
- Lyle White: è stato un medico che risiedeva a Boston durante la Rivoluzione Americana. Durante la sua permanenza nella città, le giubbe rosse diffamavano la sua reputazione, denominandolo il "Dottor Morte". Doppiato da Roberto Accornero.
- Oliver: è stato un locandiere che risiedeva nella tenuta di Davenport durante la Rivoluzione Americana. Marito di Corrine, fu costretto ad abbandonare la locanda a causa delle giubbe rosse. Grazie all'Assassino Ratonhnhaké:ton riuscì a costruirne un'altra nella tenuta. Lui e sua moglie fornirono così alla comunità bevande alcoliche e cibo. Doppiato da Andrea De Nisco.
- Corrine: è stata la moglie di Oliver e la locandiera nella tenuta di Davenport, dopo che le giubbe rosse li costrinsero ad abbandonare la vecchia locanda.
- Catherine: è stata una residente della tenuta di Davenport, e la moglie di Godfrey, il falegname. Era anche la migliore amica di Diana, la moglie di Terry. Doppiata da Renata Bertolas.
- Diana: è stata la moglie di Terry, e dopo la Battaglia di Chesapeake divenne l'assistente del dottor Lyle White. Risiedeva nella tenuta di Davenport insieme a suo marito. Doppiata da Lorella De Luca.
- Ellen: è stata una sarta vissuta durante la Rivoluzione Americana, residente nella tenuta di Davenport. Un giorno, Ratonhnhaké:ton la vide litigare con suo marito Quincent a New York; l'Assassino intervenne facendolo fuggire e invitò la donna a spostarsi dalla città alla Tenuta insieme alla figlia. Doppiata da Stefania Patruno.
- Padre Timothy: è stato il parroco della tenuta di Davenport. La prima volta che mise piede nella Tenuta, fu nella locanda di Oliver e Corrine. Gli abitanti della Tenuta chiesero a Connor di aiutarlo, dato che a tutti mancava la presenza di una guida spirituale. Quindi con l'aiuto dell'Assassino riuscirono a costruire una chiesa. Doppiato da Cesare Rasini.

### Altri
- David e Richard Clutterback: I fratelli Clutterback lavoravano in passato con Faulkner. Anni dopo, Robert Faulkner decise di arruolarli sull'Aquila come cannonieri al servizio del capitano Ratonhnhaké:ton. Doppiati rispettivamente da Mario Zucca e Dario Oppido.
- Kaniehti:io: chiamata anche Tiio, era un membro della tribù dei Mohawk. Madre di Ratonhnhaké:ton, è stata un'antenata di Desmond Miles. Aiutò il Gran Maestro Templare Haytham nella ricerca della chiave del Grande Tempio e successivamente ebbe una relazione. Successivamente lascia Haytham dopo che ha scoperto i suoi scopi. Doppiato da Marcella Silvestri.
- Kanen'tó:kon: è stato un membro della tribù dei Mohawk e amico d'infanzia dell'Assassino Ratonhnhaké:ton. Anche se all'inizio della guerra d'indipendenza americana decise di non schierarsi per nessuna fazione, in seguito, assieme ad altri Mohawk, si schierò con gli Inglesi. Doppiato da Marco Benedetti.
- Oiá:ner: detta anche Grande Madre, era il capo dei Mohawk. Era in possesso di un Frutto dell'Eden.
- Samuel Smythe: era il capitano della "Providence", una nave mercantile, ed era un uomo noto per le sue parsimoniose decisioni aziendali e anche per il suo amaro carattere e per la freddezza nei confronti degli uomini dell'equipaggio. Ma era soprattutto noto per il suo amore verso il denaro e la noncuranza verso la salute dei suoi marinai. Samuel imbarcò il Templare Haytham Kenway verso il Nuovo Mondo. Doppiato da Oliviero Corbetta.
- Silas Thatcher: è stato un ufficiale di alto rango dell'Esercito britannico e un prolifico mercante di schiavi nativi americani. Venne ucciso da Benjamin Church, quando Haytham e i suoi seguaci s'infiltrano nel Forte di Southgate, mettendolo a soqquadro e liberando gli indiani resi prigionieri. Doppiato da Giorgio Melazzi.
- Benjamin Franklin: fu uno dei padri fondatori degli Stati Uniti d'America. Durante la Rivoluzione Americana l'Assassino Connor Kenway costruì molte sue invenzioni. Doppiato da Luca Sandri.
- George Washington: era il comandante dell'esercito continentale nella guerra d'indipendenza americana 1775-1783, ed è stato il primo presidente degli Stati Uniti 1789-1797. Durante la guerra d'indipendenza americana è diventato un alleato di Connor Kenway. Ad un certo punto, Washington è venuto anche in possesso di una mela dell'Eden. Doppiato da Giorgio Bonino.
- Gilbert du Motier de La Fayette: fu un generale e politico francese. Combatté sia nella rivoluzione americana sia in quella francese. Fu un caro amico di George Washington, che divenne il suo modello, e combatté a fianco a lui nella Rivoluzione Americana. Grazie a Washington conobbe l'Assassino Ratonhnhaké:ton, il quale lo aiutò nella battaglia di Monmouth il 28 giugno 1778. Contattò l'Ammiraglio de Grasse, per permettere a Ratonhnhaké:ton di combattere nella battaglia di Chesapeake, con l'obiettivo di infiltrarsi a Fort George. Ebbe un ruolo di primo piano anche durante la Rivoluzione Francese. Doppiato da David Antoni.
- Samuel Adams: fu uno statista ed un pensatore politico statunitense, nonché uno dei padri fondatori degli Stati Uniti d'America. Nel periodo in cui nelle colonie nord americane infuriava la rivoluzione americana, conobbe l'Assassino Ratonhnhaké:ton, a cui insegnò come diminuire la notorietà. Da quel momento in poi, i due si aiutarono vicendevolmente più volte nei casi in cui gli interessi di entrambi coincidevano. Doppiato da Diego Sabre.
- Israel Putnam: era una figura leggendaria della Rivoluzione Americana, dato che veniva considerato il soldato migliore al di sotto di George Washington. Era soggetto a molte leggende popolari, come quando girò voce che uccise l'ultimo lupo della colonia irrompendo nella sua tana e sparandogli con il suo fucile. Putnam doveva la sua fama in particolare per il fatto che si distinse nella battaglia di Bunker Hill e nell'assedio di New York. Era un alleato dell'Assassino Ratonhnhaké:ton. In particolare Israel saldò i rapporti con l'Assassino per averlo aiutato nell'uccidere il maggiore generale John Pitcairn e per averlo salvato dopo la morte di Thomas Hickey. Doppiato da Giovanni Battezzato.
- Paul Revere: fu un incisore Americano di Boston e un patriota durante la guerra d'indipendenza americana. Divenne famoso per la sua cavalcata nel pieno della notte del 18 aprile 1775, poiché avvertì la milizia coloniale dell'imminente attacco delle forze Britanniche, che poi sfociò nella Battaglia di Lexington. Grazie a Samuel Adams conobbe l'assassino Ratonhnhaké:ton. Doppiato da Matteo Zanotti.
- Benedict Arnold: è stato il generale della divisione americana al forte di West Point, che durante la Rivoluzione Americana si distinse per i suoi numerosi successi, in particolare per la sua vittoria a Saratoga. Viene considerato il più famoso traditore della Rivoluzione, per aver complottato la cessione del suo forte, al fronte di una grossa somma di denaro. Nel 1780, George Washington chiese all'Assassino Ratonhnhaké:ton di scovare e uccidere le spie lealiste che volevano consegnare il forte agli inglesi. Inoltre chiese all'Assassino di proteggere Arnold, poiché all'interno dell'Esercito Continentale era considerato un eroe. Quando Ratonhnhaké:ton scoprì che il traditore era Arnold, quest'ultimo seppe che sospettavano di lui. Per questo scappò dal forte per salvarsi tramite la Vulture, mentre la struttura era sotto attacco dai soldati del generale Clinton. Infine divenne un soldato di alto rango della British Army. Morì a Londra il 14 giugno 1801. Doppiato da Giorgio Melazzi.
- William Molineux: fu un mercante e taverniere di origini britanniche, ed un rivoluzionario durante la Rivoluzione Americana. William sostenne la causa dell'Esercito Continentale, schieramento molto insolito per i britannici. Inoltre, partecipò al Boston Tea Party insieme all'Assassino Ratonhnhaké:ton, Samuel Adams, Paul Revere e Stephane Chapheau. Doppiato da Antonello Governale.
- Benjamin Tallmadge: era figlio di un Assassino. Era originario di New York, ma si trasferì nel Connecticut prima che iniziasse la guerra. Entrò nella milizia coloniale, dove ottenne i gradi di luogotenente e in seguito di maggiore, per poi essere assegnato da George Washington al servizio informativo. Usò i suoi contatti di New York per formare un gruppo di spie chiamato Culper Ring. In seguito venne contattato dal Mentore degli Assassini, Achille Davenport. Achille chiese a Benjamin di aiutare il suo allievo Ratonhnhaké:ton, a stanare Thomas Hickey a New York. In seguito, Tallmadge tornò in Connecticut alla fine della guerra, dove divenne prima mercante poi politico. Fu eletto alla camera dei rappresentanti nel 1801. Doppiato da Federico Danti.

## Assassin's Creed III: Liberation

### Assassini
- Aveline de Grandprè: è la protagonista donna dello spin-off Assassin's Creed III: Liberation. È stata un'Assassina di origini francesi e africane, che visse a New Orleans durante la seconda metà del XVIII secolo. È un'antenata del Soggetto 1. Figlia del ricco mercante francese Philippe Olivier de Grandpré e della sua serva africana Jeanne, Aveline crebbe in un ambiente privilegiato. Nel 1759, dopo aver perso di vista la madre per le strade di New Orleans, Aveline scambiò una donna con Jeanne e vi si avvicinò, attirando tuttavia l'attenzione di alcuni schiavisti che la credettero una bambina schiava in fuga. Fortunatamente per lei, un Assassino di nome Agaté la salvò e la introdusse nell'Ordine degli Assassini, diventando il suo Mentore. Addestrata ed aiutata da Agaté e Gérald Blanc, il commercialista del padre, Aveline combatté per l'uguaglianza degli uomini e per la libertà degli schiavi di New Orleans, il cui commerciò scoprì essere gestito dal misterioso Uomo della Compagnia, il leader dei Templari presenti in Louisiana. Durante la caccia a questo misterioso individuo, Aveline scoprì che i Templari conducevano gli schiavi al campo di lavoro messicano di Chichén Itzá, dove erano costretti a lavorare al ritrovamento del Disco della Profezia, un misterioso manufatto creato dai membri della Prima Civilizzazione. Durante i due suoi viaggi in Messico, Aveline riuscì a trovare due dei pezzi del misterioso Disco prima dei Templari. Inoltre, ritrovò la madre scomparsa anni prima, con cui si ricongiunse. Grazie all'aiuto dell'Assassino Kanien'kehá:ka Ratonhnhaké:ton, Aveline scoprì che l'Uomo della Compagnia era la sua stessa matrigna Madeleine de l'Isle. Intenzionata a rivelargli la notizia, Aveline raggiunse Agaté, che tuttavia si tolse la vita credendo che la sua apprendista si fosse alleata con i Templari. Aveline raggiunse la matrigna e, fingendo di allearsi con lei, riuscì ad assassinarla, ottenendo tutti i frammenti del Disco della Profezia e liberando New Orleans dall'influenza Templare. Nel 2012, i suoi ricordi genetici furono utilizzati da Abstergo Entertainment ed Ubisoft come base per lo sviluppo del videogioco Liberation. Doppiata da Ludovica De Caro.
- Agaté: è stato uno schiavo, che dopo essere fuggito dalla piantagione in cui lavorava, divenne Mentore degli Assassini di New Orleans. Agaté fu salvato dalla schiavitù e introdotto nell'Ordine dal Mentore precedente, François Mackandal. Reclutò ed istruì Aveline de Grandpré, anche se i rapporti non erano tanto buoni, infatti Agaté non approvava la sua impulsività e quando agiva senza consultarlo. Quando Aveline tornò nel Bayou dopo un viaggio a New York nel corso del quale aveva scoperto l'identità del "Company Man", il capo dei Templari in Louisiana. Si trattava della sua matrigna, Madeleine de l'Isle. Quando lo disse ad Agaté, l'uomo si convinse che Aveline aveva tradito gli Assassini e la attaccò. Dopo aver combattuto gli effetti di un allucinogeno, Aveline sconfisse Agaté, ma decise di risparmiarlo. Agaté tuttavia non voleva vivere nel disonore e si suicidò gettandosi nel vuoto. Doppiato da Mario Zucca.
- Gérald Blanc: è stato un commercialista e membro dell'Ordine degli Assassini che viveva a New Orleans. Gérald fu migrato a New Orleans all'età di dodici anni e decise di lavorare come fattorino per il ricco mercante francese Philippe Olivier de Grandpré. Col tempo, Gérald divenne un grande amico della famiglia, in particolare con Aveline de Grandpré. Gérald, insieme ad Aveline, venne reclutato nell'Ordine degli Assassini nel 1759 dal Mentore della Louisiana, Agaté. Doppiato da Massimo Di Benedetto.
- François Mackandal: è stato il Mentore dell'Ordine degli Assassini a Santo Domingo. Inoltre, è stato il maestro di Agaté, che sarebbe diventato Mentore dell'Ordine in Louisiana. Nel 1732, Mackandal incontrò Agaté, Baptiste e Jeanne, che erano schiavi in una piantagione a Santo Domingo. Insegnò loro a leggere e scrivere ed inoltre insegnò ad Agaté e a Baptiste come combattere e come utilizzare veleni, di cui era molto esperto. Nel 1738, aiutò Agaté e Baptiste a fuggire e li introdusse nella Confraternita. I tre combatterono fianco a fianco per molti anni, sino a quando nel 1758, mentre cercava di far ribellare gli schiavi contro i colonialisti, venne catturato ed ucciso dalle autorità. Possedeva una cerbottana molto particolare, costruita da lui stesso. L'arma passò poi in mano ad Aveline de Grandpré, Assassina apprendista di Agaté.

### Templari
- Madeleine de L'Isle: è stata la moglie di Philippe Olivier de Grandpré e la matrigna dell'Assassina Aveline de Grandpré; segretamente, era membro dell'Ordine dei Templari nella Louisiana, nonché, a partire dal 1764, il loro capo e l'incaricata di recuperare il Disco della Profezia. Dopo che Aveline scoprì la sua vera natura la uccise. Doppiata da Marina Thovez.
- Rafael Joaquín de Ferrer: è stato il governatore spagnolo e membro dell'Ordine dei Templari. Si occupò inoltre del trasporto degli schiavi e cercava reperti riguardo alla Prima Civilizzazione. Era l'agente più fidato del Company Man. Era un negoziatore itinerante, infatti trattò con il governatore Jean-Jacques Blaise d'Abbadie per finanziare le spedizioni dei Templari in Messico. Fu ucciso dall'Assassina Aveline de Grandpré per impedire che scoprisse l'ubicazione del primo pezzo del Disco della Profezia. Doppiato da Alessandro Zurla.
- Jean-Jacques Blaise d'Abbadie: è stato un governatore francese della Louisiana e un alleato dei Templari. Il 4 febbraio del 1765, fu ucciso dall'Assassina Aveline de Grandpré, all'interno della sua abitazione, dopo che quest'ultima aveva assistito ad un incontro tra il governatore e Rafael Joaquín de Ferrer. Doppiato da Matteo Zanotti.
- Baptiste: è stato un leader voodoo, membro dell'Ordine degli Assassini, che tradì entrando a far parte dei loro nemici, i Templari. Inoltre, era l'acerrimo nemico del Mentore degli Assassini Agaté. Venne ucciso dell'allieva di quest'ultimo, Aveline de Grandpré. Doppiato da Alessandro Conte.
- Antonio de Ulloa: è stato un generale, esploratore, scrittore, astronomo, amministratore coloniale spagnolo, e primo governatore della Louisiana. Segretamente era un membro dei Templari. È stato perseguitato dall'Assassina Aveline de Grandpré durante la Ribellione della Louisiana. Tuttavia Aveline decise di risparmiarlo, dicendogli che doveva andare in esilio sull'Isla de Léon, abbandonando di conseguenza le sue ambizioni da Templare. Doppiato da Claudio Beccari.
- Diego Vázquez: è stato un Templare attivo durante la Ribellione della Louisiana e la Rivoluzione Americana a New Orleans. Lavorava per Madeleine de L'Isle e fu mandato a New Orleans nel 1770 per prendere il controllo del Bayou; per farlo raccolse un gran numero di uomini tramite la corruzione. Venne assassinato da Aveline durante un ballo. Doppiato da Gianluca Iacono.
- George Davidson: fu uno schiavo ed un Templare durante la Ribellione della Louisiana, venne liberato dall'Assassina Aveline de Grandpré su richiesta di Madeleine de l'Isle, il capo dei Templari nella Louisiana. Tuttavia l'Assassina venne a conoscenza della natura da Templare di George, e con l'aiuto del suo confratello nativo americano Ratonhnhaké:ton, Aveline lo uccise in un forte nei pressi di New York. Doppiato da Ruggero Andreozzi.

### Altri
- Jeanne: è stata la prima, anche se non legalmente riconosciuta, moglie di Philippe Olivier de Grandpré e la madre dell'Assassina Aveline de Grandpré. È stata inoltre un'antenata del Soggetto 1 del Progetto Animus. Nata in Africa, venne fatta schiava e portata a Saint-Domingue, dove lavorò in una piantagione sino a quando non venne acquistata da de Grandpré. Venne liberata alla nascita della figlia. Nel 1757, lasciò New Orleans e la figlia per Chichen Itza, dove i Templari stavano cercando un artefatto della Prima Civilizzazione. Doppiata da Cinzia Massironi.
- Philippe Olivier de Grandpré: è stato un mercante francese e padre dell'Assassina Aveline de Grandpré. Nel 1744, durante un viaggio a Santo Domingo, acquistò una schiava di nome Jeanne e la portò a New Orleans. Quando tre anni dopo ebbero una figlia, Aveline, Philippe le affrancò entrambe e Jeanne divenne la sua compagna. Fornì alla figlia un'ottima educazione, anche dopo aver sposato Madeleine de l'Isle, nel 1752. Philippe morì nel 1776, avvelenato dalla moglie dopo che lui aveva scoperto che Madeleine era il capo dei Templari in Louisiana. Doppiato da Bruno Slaviero.
- Élise Lafleur: è stata una trafficante che operava nel Bayou in Louisiana con il socio Roussillon che entrò in contatto con l'Assassina Aveline de Grandpré nel 1765. Fornì ad Aveline una canoa per navigare nei terreni paludosi della regione. Inoltre la aiutò nell'uccidere Baptiste. Doppiata da Simona Biasetti.

## Assassin's Creed IV: Black Flag

### Assassini
- Edward James Kenway: è il protagonista di Assassin's Creed IV: Black Flag. È il padre di Haytham Kenway e nonno di Connor. È stato un corsaro, un pirata ed un membro dell'Ordine degli Assassini nelle Indie Occidentali all'inizio del XVIII secolo. È inoltre un antenato di William e Desmond Miles. Nato nella città gallese di Swansea, Edward e la sua famiglia si trasferirono a Bristol quando il ragazzo aveva solo dieci anni. Nel pieno della sua maturità conobbe Caroline Scott, una donna di due anni più grande che divenne sua moglie. Tuttavia il loro matrimonio non durò a lungo, poiché Edward decise di partire per i Caraibi a cercare fortuna come corsaro, contrariamente al volere della consorte. Entrato a far parte della Royal Navy, navigò per diversi mesi come corsaro in Giamaica e a Cuba. In seguito al Trattato di Utrecht divenne un pirata. La vita di Edward trovò una svolta nel 1715, quando uccise un Assassino di nome Duncan Walpole, gettandosi involontariamente nel secolare conflitto tra Assassini e Templari. Durante questo periodo divenne il capitano della Jackdaw e, affiancato dal suo quartiermastro, Adéwalé, passò i successivi sette anni alla ricerca di un luogo dal sommo potere che lo avrebbe fatto diventare immensamente ricco, l'Osservatorio. Proprio le sofferenze patite durante questa sua avventura, lo spinsero ad unirsi agli Assassini. Grazie ad Edward, questi ultimi misero sotto la loro protezione l'Osservatorio, erodendo l'influenza dei Templari nelle isole caraibiche. Nel 1722, scoprì di aver avuto una figlia da Caroline, Jennifer, e della morte della donna, causata dall'egoismo di Emmett Scott, suocero di Edward. Dopo essersi vendicato dell'uomo, Edward si trasferì a Londra, dove aprì una fruttuosa attività commerciale. Successivamente, conseguì un secondo matrimonio con Tessa Stephenson-Oakley, da cui ebbe il suo secondogenito, Haytham. Morì nella residenza di famiglia per mano di Tom Smith, un mercenario Templare inviato da Reginald Birch, il Gran Maestro del ramo europeo dell'Ordine. Doppiato da Alessandro Capra.
- Adéwalé: è stato un Assassino americano ed il primo ufficiale di bordo della Jackdaw, il vascello pirata capitanato dal confratello Edward Kenway. Originario della città sudamericana di Trinidad, Adewale diviene, sin dal suo primo respiro, uno tra i tanti schiavi neri in possesso dei proprietari terrieri. Tuttavia, diversi anni dopo, fugge nel Mar dei Caraibi in cerca di fortuna. Durante la prima metà del XVIII secolo, nella cosiddetta età dell'oro della pirateria, Adewale entra in contatto con diverse fazioni di pirati, in particolare con i Bucanieri, comandati da Calico Jack. Dopo aver conosciuto Edward, egli lo aiuta a rubare la Jackdaw ed insieme entrano in contatto con l'Ordine degli Assassini, e di Ah Tabai, Mentore della confraternita caraibica e attuando anche un pesantissimo furto d'oro al Templare Laureano de Torres, governatore dell'Avana, ma è Ade stesso successivamente conquistato dagli ideali degli Assassini a essere il primo a unirsi a loro, sebbene anche Edward stesso più tardi decida di divenire Assassino, i due cacceranno quindi i Templari nei Caraibi su fronti diversi. Adéwalé diverrà membro di spicco della confraternita e combatterà per la libertà della gente Maroons a Haiti, e da una donna Jeanne avrà un figlio. Nell'ultima parte della sua vita darà la caccia al Templare e Cacciatore di Assassini Shay Patrick Cormac, venendo ucciso da quest'ultimo dopo una furiosa battaglia nell'Assedio di Louisbourg. Doppiato da Matteo Brusamonti.
- Mary Read: è stata una pirata inglese e membro dell'Ordine degli Assassini. Conosciuta sotto il falso nome maschile James Kidd, figlio illegittime del defunto William Kidd, fu una dei membri fondatori della repubblica pirata di Nassau. Si rivelerà un'alleata fondamentale per Edward dato che gli farà conoscere ciò che bramano i Templari, sempre lei lo pone in contatto con gli Assassini, rivelandogli dell'esistenza dei saggi, aiuterà il pirata anche nell'uccidere Laurence Prins, alleato di Torres. L'amicizia con Edward sarà profonda, spronandolo più volte nell'entrare nell'Ordine. Catturata a Kingston, sarà salvata Edward, solo perché possa morire per le complicazioni dovute al parto. Sarà quest'evento a spingere Edward a entrare fra gli Assassini e avendo perso tutti i suoi cari. Doppiata da Cristina Giolitti.
- Ah Tabai: è stato il Mentore maya degli Assassini caraibici durante l'età d'oro della pirateria. Nato e cresciuto nell'Ordine, Ah Tabai era il figlio del Mentore Bahlam, e come lui fu coinvolto nella ricerca dei Saggi e dell'Osservatorio. Circa nel 1710 salì al rango di Mentore, creando contatti con i vari rami europei e asiatici. Inoltre, ampliò considerevolmente l'influenza degli Assassini in tutti i Caraibi. Poco dopo assunse due allievi, Mary Read e l'Assassino inglese Duncan Walpole. Quest'ultimo lo tradì, alleandosi con il Gran Maestro Templare Laureano Torres y Ayala. Nel 1716, Tulum venne attaccata dai Templari, e Ah Tabai respinse l'assalto grazie all'aiuto di Mary ed Edward Kenway, un pirata che l'anno precedente aveva ucciso Walpole, portando però a termine il suo tradimento. Inoltre, Edward confermò ad Ah Tabai l'esistenza di un nuovo Saggio, Bartholomew Roberts. Il Mentore passò i successivi sei anni a dare la caccia al Saggio, respingendo inoltre numerosi attacchi da parte dei Templari. Nel 1719, Ah Tabai si recò alla prigione di Port Royal dove liberò Kenway, Mary e Anne Bonny. Quello stesso anno, Kenway si unì agli Assassini, e l'anno successivo Ah Tabai gli assegnò tre bersagli: Torres, Roberts e Woodes Rogers. Doppiato da Luca Semeraro.
- Antó: è stato un Maestro Assassino a capo del covo della Confraternita a Kingston agli inizi del XVIII secolo. Conobbe il pirata Edward Kenway prima dell'attacco al suo covo a Kingston, quest'ultimo chiese di tenere la chiave posseduta da Kenneth Abraham. Nel 1715, i Templari cominciarono ad attaccare il suo covo. L'anno seguente, Antó fu avvicinato dal pirata Edward Kenway, che ammise di aver venduto la posizione del suo covo ai Templari. Gli offrì poi il proprio aiuto, chiedendogli in cambio di tenere per sé la chiave in possesso del Templare che aveva avuto l'incarico di eliminare Antó. Antó convinse Edward a liberare un certo numero di fuggiaschi prima di difendere il covo dall'attacco dei Templari. Successivamente, i due rintracciarono e uccisero il Templare Kenneth Abraham. Doppiato da Marco Balbi.
- Opía Apito: è stata una Maestra Assassina Taino, sotto al comando del Mentore maya Ah Tabai. Gestiva la gilda degli Assassini operante nelle Isole Cayman. Mentre Edward Kenway era alla ricerca delle 5 chiavi Templari collaborò con Opía Apito. Opía per misurare la lealtà di Edward lo mise alla prova scontrandosi con lui in una battuta di caccia. La battuta di caccia fu vinta da Edward che, così facendo, guadagnò la fiducia del capo rifugio. Successivamente i due collaborarono per uno scopo preciso: trovare e uccidere Lucia Márquez. Doppiata da Jolanda Granato.
- Rhona Dinsmore: è stata un Maestro Assassino, e capo della gilda degli Assassini a L'Avana. È la zia del Maestro e Mentore Achille Davenport. A seguito della rivelazione della posizione del suo covo al Gran Maestro dei Templari Laureano Torres, da parte di Edward Kenway, il covo fu vittima di diversi attacchi. Ricevette però l'aiuto di Edward, per rimediare ai suoi errori. Nel 1717 Rhona mentre difendeva il covo dai Templari incontrò Edward Kenway recatosi apposta da lei per chiedere aiuto nella ricerca della chiave templare. I due sconfissero insieme i Templari difendendo il luogo. Rhona decise di aiutare Edward nella sua ricerca. Rhona chiese al pirata di fare delle indagini nella città. Dopo varie indagini scoprirono che il colpevole dell'attentato, Hilary Flintstava riunendo un sacco di polvere da sparo da usare contro il covo degli assassini. Dopo che Edward distrusse i barili, Rhona insieme al pirata si diressero verso Hilary per ucciderlo. Ella distrasse le guardie permettendo a Edward di uccidere Hilary. Dopo la morte di quest'ultimo egli prese la chiave. Nel 1722 Rhona incontrò nuovamente Edward, divenuto ormai un assassino, sui tetti di L'Avana. Ella spiegò che la città era in coprifuoco per ordine del Gran Maestro Laureano Torres y Ayala. Dopo che Edward scoprì l'ubicazione di Torres, consegnò a Rhona il Teschio di Cristallo per tenerlo in custodia mentre gli andava ad uccidere Torres. Successivamente ella si ritrovò con Edward che questi gli disse che Torres non era più in città, ma era diretto verso l'Osservatorio. Edward riprese il teschio per poi dirigersi a Long Bay e nel frattempo Rhona avvertì Ah Tabai sugli ultimi avvenimenti. Doppiata da Dania Cericola.
- Patience Gibbs: è stata la leader di un banda di maroon statunitensi ed un membro dell'Ordine degli Assassini. All'età di sedici anni venne reclutata dall'Assassina Aveline de Grandpré per poi essere addestrata dal suo confratello Connor alla tenuta di Davenport. Doppiata da Francesca Perilli.

### Templari
- Melanie Lemay: è un'impiegata dell'Abstergo Entertainment, una società sussidiaria delle Abstergo Industries, e la supervisore del Progetto Campione 17, Segretamente è un membro dell'Ordine dei Templari. Ha ricevuto l'incarico di controllare il lavoro di un impiegato che ha ricevuto l'ordine di rivivere i ricordi di Edward Kenway. Dopo la scomparsa di Olivier, ella divenne il capo della Abstergo Entertaitement a Montréal. Doppiata da Gea Riva.
- Olivier Garneau: è il Chief Creative Officer dell'Abstergo Entertainment, una società sussidiaria delle Abstergo Industries. Olivier è un discendente di François-Xavier Garneau, storico e poeta canadese. Divenne Chief Creative Officer nel 2012 circa. A differenza degli altri impiegati dell'azienda, Olivier sapeva che l'Abstergo Industries non era che una facciata dietro cui si nascondevano i Templari. L'11 ottobre 2013, una sua intervista apparve sull'Abstergo News Wire in occasione del primo anniversario della presenza dell'Abstergo Entertainment a Montréal. Il 29 ottobre dello stesso anno, la supervisore del Progetto Campione 17, Melanie Lemay, gli presentò un nuovo impiegato incaricato di rivivere i ricordi del pirata Edward Kenway. Poco dopo, Olivier parlò con Melanie nel suo ufficio. Il 5 novembre, Olivier chiese all'impiegato di venire nel suo ufficio al quindicesimo piano. Lì, dopo una telefonata con una dirigente dell'Abstergo, Laetitia England, Olivier disse all'impiegato che i pezzi grossi dell'Abstergo desideravano ogni informazione possibile sull'Osservatorio. Il giorno seguente, Olivier discusse via mail con gli altri dirigenti dell'Abstergo Entertainment sui periodi storici che avrebbero potuto utilizzare come ambientazioni per i loro prodotti di intrattenimento, analizzando i ricordi genetici dei soggetti 1 e 17 del Progetto Animus. Olivier si convinse poi che la storia di Edward Kenway sarebbe potuta servire per il primo progetto ambizioso dell'azienda e, il 14 novembre, chiese di parlare con Melanie e l'impiegato. Venne però costretto a rimandare l'incontro in quanto Laetitia lo aveva nuovamente chiamato. La dirigente delle Abstergo Industries si lamentò del fatto che non avevano ancora ottenuto informazioni interessanti sull'Osservatorio e chiese di raddoppiare le ricerche. Olivier le disse che non avevano abbastanza risorse per farlo, e Laetitia gli rispose che far quadrare il bilancio era un suo problema. Olivier e Melanie le promisero quindi che avrebbero fatto tutto il possibile. Alla fine della telefonata, Melanie chiese ad Olivier cosa dovevano fare: lui le rispose che avrebbero fatto quello che voleva Laetitia. Olivier partì poi per Chicago, dove si teneva la riunione degli azionisti. In seguito, tuttavia, Olivier scomparve. Doppiato da Andrea Cecchi.
- Benjamin Hornigold: è stato un corsaro e successivamente un pirata inglese agli inizi del XVIII secolo, durante il periodo noto come l'età d'oro della pirateria. Segretamente era un membro dell'Ordine dei Templari. Hornigold è noto per essere stato uno dei maestri e alleati del noto pirata Barbanera, uno dei fondatori della repubblica dei pirati a Nassau. Come molti corsari, dopo il Trattato di Utrecht, decise di darsi alla pirateria navigando nel Mar dei Caraibi. Inoltre, era famoso per essere il meno cruento di tutti i pirati. Nel 1712, Hornigold decise di navigare verso Kingston, e lì reclutò nel suo equipaggio Edward Kenway, un giovane ragazzo desideroso di fama e ricchezza. Successivamente Edward si licenzierà dall'equipaggio di Benjamin, per cominciare a navigare come capitano pirata a bordo della Jackdow, Alcuni anni dopo, Benjamin divenne un Templare, reclutato dal governatore delle Bahamas Woodes Rogers, che lo trasforma in un cacciatore di pirati e Assassini. Diede la caccia a molti pirati famosi, tra cui Stede Bonnet e Charles Vane, ma soprattutto al suo vecchio amico Edward Kenway. Sarà durante la ricerca dell'Osservatorio che quest'ultimo chiuderà i conti con il cacciatore di pirati: A Santilinas, nello Yucatán, la Jackdaw affonderà il Benjamin, veliero di Hornigold; mentre quest'ultimo fuggirà nell'entroterra, Edward lo ucciderà presso un tempio maya, maledicendo e rimproverando il suo tradimento che lo hanno fatto divenire Templare a far crollare la repubblica di Nassau. Doppiato da Oliviero Cappellini.
- Woodes Rogers: è stato un corsaro inglese, cacciatore di pirati e primo governatore delle Bahamas. Segretamente era un membro dell'Ordine dei Templari. Nel primo ventennio del XVIII secolo, Rogers operava come corsaro nel Mar dei Caraibi per conto della famiglia reale di Giorgio I d'Inghilterra. Nel 1709 venne incaricato di affondare una nave pirata al largo delle coste del Messico. Durante l'abbordaggio della nave nemica, Woodes venne gravemente ferito al volto, la sua ricostruzione gli provocò una vistosa cicatrice. Il 6 febbraio 1718 venne nominato governatore reale delle Bahamas. Tuttavia egli continuò la sua vita di marinaio, capitanando la sua nave, la Delicia. Ottenuto questo titolo, Rogers divenne famoso per la sua campagna contro la Repubblica dei Pirati comandata da Barbanera. Divenne anche uno dei responsabili della cattura e dell'esecuzione di Calico Jack. Inoltre riuscì a reclutare il famoso pirata Benjamin Hornigold nell'Ordine Templare, incaricandolo di dare la caccia ai pirati più famosi come Stede Bonnet e Charles Vane, ma soprattutto all'Assassino Edward Kenway. Sarà proprio quest'ultimo una volta divenuto tale a localizzarlo a Kingston durante un ricevimento, dove verrà gravemente ferito, tornato in Inghilterra, Rogers cadrà in disgrazia, senza più nulla e relegato nell'ombra. Doppiato da Gabriele Calindri.
- Julien Du Casse: è stato un trafficante d'armi francese e, in segreto un membro dell'Ordine dei Templari. Durante i primi anni del XVIII secolo, Julien riesce ad estendere il suo traffico di armi in tutto il Mar dei Caraibi, fino ad ottenere il monopolio di questo mercato nero. Essendo un Templare di alto rango, Du Casse si rivela il più promettente fornitore di armi a disposizione del suo Ordine. Un giorno, organizza un incontro al porto di L'Avana, per discutere di affari con i suoi confratelli Laureano de Torres e Woodes Rogers. All'incontro presenzia anche l'Assassino Edward Kenway che, travestendosi da Templare, riuscì a distrarre abbastanza Julien e suoi confratelli, tanto da permettere al suo confratello Adewale di rubare un ingente capitale d'oro a Laureano. Poco tempo dopo, Edward riesce a scoprire l'ubicazione di Julien, e dopo essersi infiltrato nel bivacco, elimina il Templare a bordo di uno dei suoi galeoni da trasporto. Doppiato da Alessandro Conte.
- Laureano Jose Torres y Ayala: è stato il governatore di Cuba e della Florida, nonché uno dei maggiori politici al servizio della famiglia reale spagnola. In segreto, era un membro dell'Ordine dei Templari, nonché loro Gran Maestro. Avendo sotto il suo controllo una delle migliori città portuali del Mar dei Caraibi, L'Avana, Laureano era uno degli uomini più ricchi di tutti i Caraibi, proprietario di numerosi forti, castelli e aziende bancarie. Queste sue preziose risorse lo resero uno dei più importanti Templari della zona. Un giorno decise di incontrare i suoi confratelli Julien Du Casse e Woodes Rogers al porto di L'Avana, per discutere di affari. All'incontro presenziò anche l'Assassino e pirata Edward Kenway, che travestitosi da Templare riuscì a distrarre abbastanza il governatore e i suoi alleati, così da permettere al suo confratello Adewale di trafugare un ingente capitale di oro in possesso di Laureano. Diverso tempo dopo, Edward Kenway si infiltrò in uno dei forti in possesso di Laureano, rivelando al Templare la sua natura da Assassino e il suo ruolo nel furto dell'oro. L'egoismo del gallese credendo che l'Osservatorio sia una fonte di arricchimento farà però sfumare l'opportunità di ucciderlo. Sarà grazie a questo che i Templari potranno far cadere la repubblica di Nassau, eliminando numerosi membri di spicco dell'Ordine degli Assassini, fra cui Mary Read; sempre per causa di Edward localizzeranno e attaccheranno periodicamente Tulum, riusciranno anche ad arrivare pericolosamente vicini all'Osservatorio stesso. Sarà lo stesso Edward volendo cancellare le sue colpe a sventare i loro piani: dapprima cercando di eliminare il governatore spagnolo presso la cattedrale di l'Avana, sarà però una trappola, Torres è infatti già al Tempio; Edward elimina dunque il guardaspalle del Gran Maestro El Tiburon dopo un duro scontro. Quindi salpando alla volta del luogo conteso distrugge la flotta da guerra spagnola al servizio dei templari, e una volta arrivato sull'isola si infiltra nel tempio e raggiunta la sala principale dopo aver eliminato con i dispositivi di sicurezza dello stesso posto elimina gli uomini di Torres, per poi ucciderlo con un assassinio in volo. Doppiato da Antonello Governale.
- Edmund Judge: è stato un medico e segretamente un membro dei Templari. Nel 1784 venne ucciso dall'Assassina Aveline de Grandpré mentre cercava di recuperare un oggetto della Prima Civilizzazione. Nel 2013, le sue memorie genetiche vennero utilizzate dalle Abstergo Industries come avatar per addestrare le proprie reclute durante la seconda fase del Programma di Addestramento Animi con il nome di Dottore. Doppiato da Davide Albano.
- Jing Lang: è stata una piratessa e Templare cinese durante la prima metà del XVIII secolo. Venne uccisa dal compagno pirata e alleato degli Assassini Edward Kenway. Nel 2013, le sue memorie genetiche vennero utilizzate da una società sussidiaria delle Abstergo Industries come avatar per influenzare l'opinione pubblica attraverso la versione console dell'Animus con il nome di Orchidea. Doppiata da Sara Drago.
- Kenneth Abraham: è stato un ufficiale della British Army e segretamente membro dei Templari. Venne assassinato da Edward Kenway con l'aiuto dell'Assassino Antó. Doppiato da Marco Pagani.
- Lucia Márquez: è stata una ladra e Templare spagnola durante la prima metà del XVIII secolo. Venne assassinata da Edward Kenway con l'aiuto di Opia Apito. Nel 2013, le sue memorie genetiche vennero utilizzate da una società sussidiaria delle Abstergo Industries come avatar per influenzare l'opinione pubblica attraverso la versione console dell'Animus con il nome di Dama Nera. Doppiata da Barbara Federico.
- John Cockram: è stato un pirata inglese con sede a Nassau. Come Josiah Burgess, ha avuto una stretta relazione con Benjamin Hornigold, uno dei leader della piccola repubblica pirata. Dopo aver accettato il perdono del re, fu reclutato nei Templari. Venne assassinato da Edward Kenway insieme al compagno Burgess. Doppiato da Dario Maria Dossena.
- Josiah Burgess: è stato un pirata inglese con sede a Nassau. Come John Cockram, ha avuto una stretta relazione col pirata Benjamin Hornigold, uno dei leader della piccola repubblica pirata. Dopo aver accettato il perdono del re, fu reclutato dai Templari. Venne assassinato da Edward Kenway insieme al compagno Cockram. Doppiato da Maurizio Di Girolamo.
- Hilary Flint: è stato un militare britannico ed un importante membro dell'Ordine dei Templari operante nelle Indie Occidentali durante i primi anni del XVIII secolo, periodo noto anche come età d'oro della pirateria. Viene ucciso da Edward Kenway insieme a Rhona Dinsmore. Nel 2013, le sue memorie genetiche vennero utilizzate da una società sussidiaria delle Abstergo Industries come avatar per influenzare l'opinione pubblica attraverso la versione console dell'Animus con il nome di Navigatore. Doppiato da Alessandro Lussiana.

### Altri
- L'impiegato dell'Abstergo Entertainment: è un ricercatore dell'azienda che lavorò al Progetto Campione 17. Il suo primo compito fu quello di rivivere i ricordi del pirata Edward Kenway. Il 29 ottobre, l'impiegato entrò per la prima volta nell'Animus Omega, rivivendo un ricordo di Edward Kenway sotto la supervisione di Melanie Lemay, che notò un'ottima sincronizzazione e gli fece sapere che era stato definitivamente assunto. Dopo aver fatto la conoscenza di Olivier Garneau, il CCO dell'azienda, l'impiegato venne accompagnato alla sua postazione e iniziò a rivivere i ricordi di Edward. Il 5 novembre, l'impiegato incontrò Garneau nel suo ufficio. Il dirigente gli trasmise le richieste dei dirigenti delle Abstergo Industries: cercare ogni informazione possibile sull'Osservatorio, menzionato più volte nei ricordi di Edward Kenway. Mentre stava tornando alla sua postazione, venne contattato da John dell'IT, che gli chiese di recuperare un file dall'Animus di una collega "partita per le vacanze": in realtà, l'impiegato dovette violare un Animus, ottenendo così un file relativo all'autopsia di Desmond Miles e scoprendo così come l'Abstergo avesse ottenuto il suo DNA. Come richiestogli da John, l'impiegato consegnò poi i dati ad un corriere, Rebecca. Il 14 novembre, l'impiegato salì con Melanie sino all'ufficio di Olivier: quest'ultimo intendeva utilizzare i ricordi di Edward per il primo progetto ambizioso dell'azienda e voleva parlare con loro di idee per dei trailer. Tuttavia, la chiamata di Laetitia England, una dirigente dell'Abstergo, li costrinse a rinviare l'incontro. John contattò nuovamente l'impiegato, chiedendogli di accedere alle telecamere dell'edificio per "ricalibrarle": in questo modo ascoltarono la conversazione di Olivier e Melanie con Laetitia England, che si lamentò del fatto che non avevano ancora ottenuto informazioni interessanti sull'Osservatorio. Incuriosito dalla riunione degli azionisti menzionata durante la conversazione, John ricattò l'impiegato, costringendolo ad infiltrarsi nell'ufficio di Olivier e a violarne il computer. In seguito consegnò i dati al corriere, la stessa donna della volta precedente. In seguito, l'impiegato continuò a violare dei computer sino a quando non ci si rese conto delle violazioni e Melanie, a capo dell'azienda dopo la scomparsa di Olivier, decise di rinchiudere diversi sospettati nel bunker sotto all'edificio mentre cercavano il colpevole. Il 18 novembre, John contattò l'impiegato, uno di coloro che erano stati rinchiusi. Ignorando le sue lamentele, John gli offrì di cancellare qualsiasi traccia delle violazioni dal server. L'impiegato, ovviamente, accettò e John gli spiegò il piano: avrebbe dovuto violare lui stesso il server in quanto John sarebbe stato il primo sospettato. In seguito, John riuscì a far uscire Melanie dalla sala server e a portarla nell'atrio. Poco dopo, John caricò un programma sul trasmettitore dell'impiegato per permettergli di violare il server. Tuttavia, ciò sarebbe dovuto servire anche a permettere a Giunone di prendere possesso del corpo dell'impiegato. Il piano di John tuttavia non funzionò: anche se un ologramma del suo volto apparve all'impiegato, Giunone era troppo debole per possedere un corpo umano. Mentre l'impiegato tornava nella sua cella, John continuò ad urlare, chiedendosi perché Giunone avesse risparmiato l'impiegato. Il 26 novembre, John si introdusse nella cella dell'impiegato, che vedendolo per la prima volta notò come fosse fisicamente identico a Bartholomew Roberts, un Saggio vissuto nel XVIII secolo, e gli iniettò un liquido con una siringa. In quel momento, tuttavia, diverse guardie fecero irruzione nella stanza dopo avergli sparato attraverso la porta. Malgrado i ripetuti avvertimenti, John si rialzò e puntò la pistola verso le guardie, venendo però ucciso a colpi di pistola. L'impiegato svenne subito dopo. L'impiegato rinvenne nell'ufficio di Melanie. Dopo aver analizzato il suo computer, l'azienda aveva concluso che il vero hacker era John e la donna si scusò con l'impiegato, complimentandosi poi con lui per il lavoro svolto e mostrandogli un trailer per il prodotto basato sui ricordi di Edward, Diavoli dei Caraibi. Mentre tornava alla sua postazione, l'impiegato venne contattato dal corriere a cui aveva consegnato i dati: la donna e il suo "complice", Shaun Hastings, erano entrambi membri dell'Ordine degli Assassini. Dopo essersi scusati per averlo involontariamente posto in una situazione difficile, i due gli proposero di continuare ad essere la loro spia all'interno dell'azienda. L'impiegato accettò, utilizzando l'accesso di livello 3 ottenuto da John per fornire loro accesso ai server cloud, nonché comunicando le attività quotidiane dello studio. Non parla mai e di conseguenza non è doppiato.
- John Standish: è stato un impiegato dell'Abstergo Entertainment e uno dei Saggi, le reincarnazioni di Aita. In seguito alla liberazione di Giunone dal Grande Tempio, cercò di favorirne con tutti i mezzi il ritorno. Dopo la sua morte, i Templari a capo delle Abstergo Industries sfruttarono il suo genoma per avviare il Progetto Phoenix. Il 26 novembre 2013 John si introdusse nella cella dell'impiegato, che vedendolo per la prima volta notò come fosse fisicamente identico a Bartholomew Roberts, un Saggio vissuto nel XVIII secolo. John gli iniettò un liquido con una siringa. In quel momento, tuttavia, diverse guardie fecero irruzione nella stanza dopo avergli sparato attraverso la porta. Malgrado i ripetuti avvertimenti, John si rialzò e puntò la sua pistola verso le guardie, venendo però ucciso a colpi di pistola. Voci della sua morte si diffusero rapidamente tra gli impiegati, anche se ufficialmente John aveva lasciato l'azienda. Analizzando il suo cadavere, l'Abstergo scoprì che John, essendo un Saggio, aveva elevate concentrazioni di DNA Isu a tripla elica: nell'ambito della loro ricerca sul DNA dei Precursori, i Templari avviarono il Progetto Phoenix, un'iniziativa votata a decifrare il genoma degli Isu attraverso la ricerca dei Saggi per ottenere il loro DNA. Il cadavere di John fu quindi trasferito in un laboratorio a Parigi, dove fu studiato da Álvaro Gramática. Tuttavia il 13 ottobre 2014 una squadra di Assassini guidata da Gavin Banks distrusse il laboratorio e il corpo del saggio. Doppiato da Roberto Accornero.
- El Tiburón: fu un comandante spagnolo, braccio destro del Gran Maestro dei Templari, Laureano Torres y Ayala. Molto poco si sa su El Tiburòn prima di essere andato in servizio sotto Torres. Come guardia del corpo del Governatore si fece una grande reputazione che si diffuse in tutta la città de L'Avana. Era anche noto per il fatto che si occupava di arrestare e punire eventuali trasgressori, cosa he si aggiunse al suo carattere minaccioso. Edward Kenway lo vide per la prima volta durante un'esecuzione a L'Avana, e successivamente lo conobbe al momento dell'incontro con i Templari nella villa del governatore. El Tiburón fu inoltre presente all'interrogatorio del Saggio, Bartholomew Roberts, e si occupò poi di difenderlo dagli Assassini che tentavano di liberarlo. El Tiburón impedì ad Edward di liberare il Saggio quando Torres scoprì che era un impostore. Nel 1719 accompagnò Torres a Kingston per incontrare il suo amico Templare Woodes Rogers e la sua nuova recluta, Benjamin Hornigold. Anni dopo, in seguito al tentativo di assassinio di Rogers e alla morte del Saggio, El Tiburón scortava un sosia di Torres, in modo da sviare Kenway e da impedirgli di seguire Torres, in viaggio per l'Osservatorio. Quando Edward uccise l'impostore, El Tiburón lo ingaggiò in combattimento, ma alla fine fu ucciso dal pirata, che utilizzò le sue pistole per penetrare l'armatura del soldato.
- Laurens Prins: spesso anglicizzato come Lawrence Prince, è stato un bucaniere olandese e un ufficiale al comando del capitano Henry Morgan. Dopo la morte di Morgan, Laurens divenne uno schiavista di successo e un alleato dell'Ordine dei Templari nelle Indie Occidentali. Venne assassinato da Edward Kenway nella sua tenuta. Doppiato da Gianni Quillico.
- Peter Chamberlaine: è stato un Commodoro inglese a cui fu assegnato il compito di combattere la pirateria nelle Indie Occidentali nel 1718, insieme al Governatore delle Bahamas Woodes Rogers. Giunsero sull'isola di Nassau nel luglio 1718, scortati da una grossa flotta di navi della Royal Navy, mediante le quali bloccarono ogni eventuale via di fuga per i pirati. Arrivati a riva conferirono con i pirati di maggior rilievo: Benjamin Hornigold, Charles Vane, "Calico" Jack Rackham, Josiah Burgess e John Cockram. Radunatisi a Fort Nassau, diedero ai bucanieri una scadenza per l'accettazione del perdono del re, in caso contrario la pena sarebbe stata la morte. Dopo l'incontro, Hornigold accettò l'offerta e si incontrò con Rogers e Chamberlaine. Il Commodoro però, il quale diffidava da Rogers, temeva in una rivolta, diede quindi ai suoi uomini l'ordine di affondare ogni nave pirata ancorata al porto, pur non avendo il consenso del governatore, e si ritirò sul suo vascello. Tuttavia il pirata alleato degli Assassini Edward Kenway, il quale stava organizzando una fuga assieme a Vane e la sua ciurma, si infiltrò nella nave di Chamberlaine e lo uccise prima che potesse affondare una sola nave. Doppiato da Stefano Albertini.

### Pirati
- Edward Thatch, meglio noto con il nome di Barbanera, è stato un noto pirata inglese operante nel Mar dei Caraibi e nel Nord America Britannico durante i primi anni del XVIII secolo, nella cosiddetta età d'oro della pirateria. Barbanera era il capitano di uno dei più temuti vascelli pirata, la Queen Anne's Revenge, un vascello francese inizialmente noto come Concorde, donatogli dal suo vecchio capitano Benjamin Hornigold. Dopo aver iniziato la sua carriera come capitano, Barbanera divenne il più famoso pirata dei Caraibi, tanto da essere definito come il Re dei Pirati. Durante la sua vita collaborerà con l'Assassino Edward Kenway, che iniziò a trattare come fosse suo figlio. Barbanera morirà il 22 novembre 1718 ad Ocracoke, Carolina del Sud per mano del tenente di vascello della Marina inglese Robert Maynard e della sua ciurma. Doppiato da Francesco Pannofino.
- John Rackham: meglio conosciuto come Calico Jack o anche come Jack Rackman, è stato un pirata gallese che, durante l'età d'oro della Pirateria, naviga sulle acque del Mar dei Caraibi a bordo del suo vascello, il Nettuno, inizialmente capitanato da Charles Vane. Durante la sua vita, conosce e collabora con l'assassino e pirata Edward Kenway. Tuttavia, quando Vane si rifiuta di attaccare un vascello francese, l'equipaggio si ammutina e nomino Calico Jack nuovo capitano. Questo è motivo della rottura dell'amicizia tra lui e Vane, che da allora sarà sempre infuriato per il tradimento del suo primo ufficiale. Calico diverrà uno dei più famosi pirati sua per la sua sete di saccheggi e razzie, sia per essere l'ideatore del Jolly Roger, il simbolo dei pirati per eccellenza. Insieme al suo primo ufficiale Anne Bonny, è attivo nella banda dei bucanieri. Calico ha anche una stretta relazione sentimentale con Bonny, tanto da riuscire a ingravidarla. Ma la sua spavalderia e il suo amore per i vizi gli saranno fatali, rintracciato dalla marina dopo una sbornia in mare e dove solo Mary Read e Anne Bonny hanno combattuto, sarà imprigionato a Kingston, insieme al vecchio amico Vane e giustiziato a Santiago de la Vega, per ordine del governatore delle Bahamas, il Templare Woodes Rogers. Doppiato da Andrea Bolognini.
- Charles Vane: è stato un corsaro e pirata inglese, che durante l'età d'oro della pirateria navigava nelle acque del Mar dei Caraibi. Durante questo periodo, Vane divenne molto famoso per la sua crudeltà e fiducia nella sua ciurma, diventando uno dei capitani più temuti dei Caraibi. Durante la sua vita conosce e collabora con l'Assassino Edward Kenway, presso una taverna di Libertalia con cui riuscirà a scappare da Nassau grazie all'astuzia del gallese, sacrificando però la Royal Fenix, la nave di Calico Jack, e poi aiutando l'amico nella caccia al saggio presso le coste dell'Africa. Inizialmente, comanda il vascello noto come Ranger, tuttavia, durante l'attacco alla fregata Royal African Pearl, l'equipaggio si ammutina esasperato dalla sua crudeltà e nomina come nuovo capitano Calico Jack. Infuriato per il tradimento del suo primo ufficiale, Charles rompe tutti i rapporti con lui e dopo essere naufragato sull'Isla de Providencia, se la vede con un furioso Edward privato della Jackdaw (rubata da Rackman) che lo lascia ferito mortalmente ma vivo. Essendo perseguitato dal Templare Benjamin Hornigold per conto del governatore delle Bahamas, Woodes Rogers, anch'egli un Templare, verrà catturato e impiccato a Kingston insieme all'ex-amico Rackman poco tempo dopo. Doppiato da Renzo Ferrini.
- Stede Bonnet: è stato un pirata delle Barbados, famoso per essere diventato un temibile pirata senza avere alcun genere di precedenti esperienze come navigatore. Nel periodo dell'età d'oro della pirateria, navigò nelle acque del Mar dei Caraibi con la sua fregata, nota come Vendetta. È noto anche per la sua alleanza con Barbanera e per quanto rese difficile la sua cattura da parte del colonnello britannico William Rhett. In un momento imprecisato della sua vita, diviene un alleato dell'Assassino Edward Kenway, che incontrò sull'isola di St. Lucia. Sarà perseguitato da Benjamin Hornigold per ordine del Templare Woodes Rogers, ma la sua carriera piratesca non gli porterà fortuna Stede morirà infatti impiccato poco tempo dopo il 10 novembre 1718. Doppiato da Claudio Beccari.
- Anne Bonny: è stata una corsara e pirata irlandese. Durante l'età d'oro della pirateria, Anne divenne una delle donne pirata più temute di tutti i Caraibi. Essendo il primo ufficiale della Nettuno, il vascello di Calico Jack, Anne divenne automaticamente attiva nella banda dei bucanieri che operavano nelle acque del Mar dei Caraibi. Durante la sua vita da pirata conobbe l'Assassino Edward Kenway, con cui ebbe una breve relazione. Tuttavia, la sua relazione più intensa la ebbe con il suo stesso capitano, che arrivò al punto di ingravidarla. dopo aver assistito all'esecuzione di Calico Jack, per ordine del Templare Woodes Rogers, il governatore delle Bahamas, Diverrà nuovo quartiermastro della Jackdaw , aiutando Edward a sistemare i conti con i Templari e rimanendogli fedele fino al suo abbandono della pirateria, da quanto si intende tra i due potrebbe esserci una relazione in quest'ultimo periodo. Doppiata da Elena Gianni.
- Batholomew Roberts: noto come Black Bart, è stato uno dei più celebri pirati che agli albori dell'età d'oro della pirateria si distinse tra i molti marinai per la sua perfidia e abilità da navigatore. Nato come John Roberts, Bartholomew cambiò nome per ragioni incerte, ma molto probabilmente in onore del celebre corsaro Bartholomew Sharp, suo idolo d'infanzia. Bart cominciò la sua carriera da navigatore all'età di tredici anni, ovvero 1695 quando si registrò come mozzo a bordo di una nave di schiavi operante nelle Barbados. Nel 1719 divenne comandante in terza della Princess sotto il comando di Abraham Plumb. Tuttavia, nei primi di giugno dello stesso anno venne catturato dal celebre pirata Howel Davis, comandante della Royal James e della Royal Rover. Riconosciuta la sua abilità da marinaio Davis, lo nominò primo ufficiale della Rover. Alla morte di Davis, Bartholomew venne nominato nuovo capitano. Da quel momento Bart affondò più di 345 navi, costruendosi anche una propria ed estesissima flotta. Durante la sua vita conosce e collabora con l'Assassino Edward Kenway. Sarà lui a salvarlo dagli Assassini per conto dei Templari, che lo cercano in quanto Saggio. Messosi al servizio dello schiavista Laurens Prins fuggirà nuovamente a Edward e Mary Read intenzionati a catturarlo. Fuggito da Kingston e divenuto pirata, si rifugia a Principe in Africa. Rintracciato da Edward, questi lo aiuta a fuggire ai Templari e divenendo capitano della Princess, il vascello con cui era giunto lì. Divenuto alleato di Kenway lo accompagna all'Osservatorio, dove procuratisi il materiale necessario per accedervi, uccidono il traditore di Nassau e Templare Benjamin Hornigold. Ma una volta giunti, Robert si impadronisce dei poteri del luogo e tradisce Edward lasciandolo in balia dei suoi nemici che lo imprigionano. Fuggito e divenuto assassino, Edward si vendica di Roberts, rintracciandolo nello stesso luogo dove era nata la loro alleanza, e ottenendo la meritata vendetta uccidendolo nell'abbordaggio; Le ultime volontà di Roberts saranno di non far trovare il suo cadere ai loro nemici, distruggendolo. Doppiato da Roberto Accornero.

## Assassin's Creed: Rogue

### Assassini
- Hope Jensen: è stata una criminale americana ed un membro del ramo coloniale dell'Ordine degli Assassini. Reclutata dal Mentore Achille Davenport, era il capo del crimine organizzato che operava a New York City. Nel 1755, il giovane Assassino Shay Cormac prese parte ad missione finita tragicamente male, in quanto fu costretto ad uccidere molte persone innocenti. Pertanto, scelse di tradire gli Assassini in favore dei Templari. Da quel momento, Shay scelse di annientare completamente gli Assassini coloniali, braccandone tutti i maggiori esponenti, tra cui Hope. Doppiata da Beatrice Caggiula.
- Kesegowaase: è stato un mercenario nativo americano appartenente alla tribù dei Wolastoqiyik[7], nonché un membro del ramo coloniale dell'Ordine degli Assassini. Reclutato dal Mentore Achille Davenport, si unì alla Confraternita quando le ostilità tra il suo popolo e il regno di Inghilterra divennero insostenibili. Fu uno dei maestri di Liam O'Brien e Shay Cormac. Tuttavia, nel 1755, Shay partecipò ad una missione andata terribilmente male e si ritrovò costretto a strappare molte vite innocenti. Pertanto, Shay abbandonò gli Assassini unendosi ai loro nemici storici, i Templari. Da quel momento Kasegowaase e molti altri Assassini vennero braccati da Shay, che si prefissò l'obiettivo di annientare l'intero ramo coloniale. Kesegowaase tentò di uccidere George Monro ma venne ucciso da Shay. Doppiato da Marcello Moronesi.
- Liam O'Brien: è stato un membro del ramo coloniale dell'Ordine degli Assassini attivo durante la Guerra dei sette anni. Addestrato sotto la guida del Mentore Achille Davenport, introdusse nella Confraternita anche il suo amico di infanzia Shay Cormac. Tuttavia, nel 1755, dopo una disastrosa missione in cui Shay strappò involontariamente le vite di molti innocenti, decise di abbandonare gli Assassini unendosi ai loro nemici storici, i Templari. Da quel momento Liam e molti altri Assassini vennero braccati da Shay, che si prefissò l'obiettivo di annientare gli Assassini coloniali. Viene ucciso da Shay nel Nord Atlantico mentre Liam cercava insieme ad Achille un manufatto della Prima Civilizzazione. Doppiato da Giorgio Perno.
- Pierre Gaultier de Varennes de la Vérendrye: è stato un pioniere franco-canadese vissuto nelle colonie britanniche durante la Guerra dei Sette Anni, nonché un nobile del Québec e un membro del ramo coloniale dell'Ordine degli Assassini. Nel 1755, il giovane Assassino Shay Cormac prese parte ad una missione conclusa in modo tragico, in quanto fu costretto ad uccidere molte persone innocenti. Pertanto scelse di tradire gli Assassini in favore dei Templari. Da quel momento, Shay scelse di annientare completamente gli Assassini coloniali, braccandone tutti i maggiori esponenti, tra cui Louis. In seguito nel 1760 Louis venne assassinato da Shay. Doppiato da Alberto Olivero.
- Charles Dorian: è stato un nobile francese ed un membro del ramo francese dell'Ordine degli Assassini. Discendente di una lunga stirpe di Assassini, non si sa quando sia entrato nella Confraternita, ma è risaputo che sia stato addestrato dal Maestro Pierre Bellec. È il padre di Arno Dorian. Il 27 dicembre 1776 venne richiamato da Luigi XVI per una riunione di affari e decise di portare suo figlio di soli otto anni con sé. Entrati nella Reggia di Versailles venne assassinato da Shay Cormac e recuperò la Scatola dei Precursori. Doppiato da Gianni Gaude.

### Templari
- Shay Patrick Cormac: è il protagonista di Assassin's Creed: Rogue. È stato un marinaio americano ed un importante membro dell'Ordine dei Templari, nonché uno dei principali fautori dell'annientamento del ramo coloniale della Confraternita degli Assassini. Era anche il capitano della Morrigan, un brigantino rompighiaccio che impiegò contro la Marine nationale durante la Guerra dei Sette Anni. Alla morte di suo padre, il suo migliore amico, Liam O'Brien, lo introdusse nella Confraternita degli Assassini. Sotto l'addestramento del Mentore Achille Davenport, Shay servì fedelmente gli Assassini per un breve periodo. Infatti, dopo una disastrosa missione in cui, tramite un manufatto della Prima Civilizzazione, causò involontariamente un terremoto a Lisbona, Shay decise di abbandonare gli Assassini. Ritrovandosi braccato da questi ultimi, decise di braccarli a loro volta. Si avvicinò quindi agli ideali dei Templari, all'epoca guidati dal Gran Maestro Haytham Kenway, il quale accolse il ragazzo nell'Ordine. Equipaggiato della Morrigan e affiancato dal suo quartiermastro Christopher Gist, Shay navigò lungo la River Valley e il Nord Atlantico, dando la caccia ai principali Assassini americani dell'epoca. Fu anche il responsabile dell'omicidio dell'Assassino francese Charles Dorian. Doppiato da Alessandro Germano.
- Christopher Gist: è stato un noto esploratore britannico, nonché uno dei primi a spingersi oltre gli Appalachi per giungere nelle terre occidentali del Nord America britannico e ai confini dell'Ohio. Segretamente era anche un membro dell'Ordine dei Templari, nonché il quartiermastro della Morrigan, la nave del confratello Shay Cormac. Si rese attivo in particolare durante la Guerra dei Sette Anni, periodo in cui i Templari annientarono il ramo coloniale dell'Ordine degli Assassini. Partecipò anche alla Guerra Franco-Indiana, servendo sotto il generale Edward Braddock durante la sua spedizione verso Fort Duquesne; fu anche uno degli ufficiali al servizio di George Washington, salvandogli la vita più di una volta. Doppiato da Silvio Pandolfi.
- Lawrence Washington: è stato un ufficiale della British Army, governatore della Virginia e in segreto il Maestro dell'Ordine dei Templari nelle colonie britanniche. Era anche il fratello maggiore di George Washington, futuro primo presidente degli Stati Uniti d'America. Venne assassinato dall'Assassino Shay Cormac a Mount Vernon. Doppiato da Diego Sabre.
- Violet da Costa: è un'agente della Divisione Operazioni delle Abstergo Industries ed un membro dell'Ordine dei Templari. Alla fine del 2014, Violet fu incaricata di occuparsi della sicurezza della struttura delle Abstergo Entertainment di Montréal insieme al collega Juhani Otso Berg. Nel momento in cui un ricercatore del settore ricerca Helix attivò un virus mentre riviveva i ricordi di Shay Cormac attraverso l'Animus, Violet e Berg si occuparono di supervisionare le sue sessioni di esplorazione dei ricordi genetici, cercando nello stesso momento di ripristinare la sicurezza e i server dell'intero edificio. Doppiata da Renata Bertolas.
- Juhani Otso Berg: è stato un membro delle forze speciali dell'esercito finlandese e, dal 2012, un agente della Divisione Operazioni di Abstergo Industries. Dal dicembre dello stesso anno, grazie ai risultati ottenuti all'interno del Programma di Addestramento Animi, Berg è stato introdotto nell'Inner Sanctum dell'Ordine dei Templari. Nel 2014, Berg assunse la direzione della sicurezza nella struttura di Montréal della Abstergo Entertainment come imprenditore indipendente assunto dalle Abstergo Industries. Insieme alla collega Violet da Costa, supervisionò il lavoro di un ricercatore incaricato di rivivere i ricordi di Shay Cormac all'interno del sistema Helix, in cui era presente un virus. Doppiato da Hendry Proni.
- George Monro: fu un Colonnello della British Army durante la Guerra dei Sette Anni e un membro dell'Ordine dei Templari. Monroe considerava l'ex Assassino Shay Patrick Cormac un talento per il suo ordine e che avrebbe potuto essere il migliore di tutti i Templari, come riportò al Gran Maestro Haytham Kenway. Doppiato da Oliviero Corbetta.
- James Wardrop: è stato un commerciante, politico e un membro del rito britannico dell'Ordine dei Templari negli anni precedenti alla guerra dei sette anni durante il XVIII secolo. Wardrop operava nelle tredici colonie ed era il custode del manoscritto dei Precursori, un artefatto della Prima Civilizzazione. Venne in seguito assassinato dall'Assassino Shay Cormac all'interno del forte di Albany. Doppiato da Daniele Ornatelli.
- Samuel Smith: è stato un membro dell'Ordine dei Templari, operante nelle colonie inglesi nella seconda metà del XVIII secolo. Tesoriere dei Templari nelle colonie, Smith fu incaricato da Lawrence Washington di salvaguardare il misterioso artefatto conosciuto come la scatola dei Precursori. Venne in seguito assassinato dall'Assassino Shay Cormac dopo uno scontro navale in cui Smith era uscito sconfitto, e aveva fatto arenare la nave su Terra Nova. Doppiato da Daniele Demma.

### Altri
- Le Chasseur: è stato una spia francese operante a New York e nel Nord Atlantico durante la guerra dei sette anni. Fu anche un alleato degli Assassini coloniali. Nel 1756, Le Chasseur servì come comandante di Fort La Croix, vicino ad Albany. Il suo compito era fornire gas velenosi alle gang di New York, alleati degli Assassini, dove li avrebbero utilizzati contro le autorità coloniali. Dopo aver disertato gli Assassini, Shay attaccò il forte per conto dei Templari al fine di rimuovere la minaccia che incombeva su New York. Infiltratosi nel forte, Shay raggiunse la stanza della guerra e trovò Le Chasseur lì. Duellando contro il suo ex alleato, Shay tentò di convincere Le Chasseur a indietreggiare. Sentendo questo, Le Chasseur disse che aveva un compito importante a portare a termine. Alla fine Shay uscì vittorioso dallo scontro e chiese al morente Le Chasseur perché stava operando sulla terraferma. Le Chasseur informò Shay del suo ruolo nella realizzazione dei veleni, prima di soccombere per le ferite. Doppiato da Diego Sabre.
- James Cook: è stato un esploratore e cartografo britannico, nonché il capitano del HMS Pembroke, un vascello della Royal Navy. A sua insaputa, collaborò più volte con l'Ordine dei Templari durante la Guerra dei Sette Anni. Doppiato da Davide Albano.
- Barry Finnegan: è stato un uomo di origini irlandesi che visse a New York nel XVIII secolo insieme a sua moglie Cassidy Finnegan. Barry e Cassidy ebbero un figlio che si unì ai Templari, diventando un loro agente, sebbene costui non disse mai ai loro genitori dell'esistenza dell'Ordine. Infatti verso la fine del 1755 morì in circostanze misteriose. Nel 1756, il tenente colonnello George Monro, amico e collega del figlio dei Finnegan, affidò Shay Patrick Cormac alle loro cure, essendosi gravemente ferito da un'arma da fuoco. Shay, grazie alle cure dei Finnegan, riuscì a rimettersi in forma e li difese anche da dei banditi. Doppiato da Francesco Rizzi.
- Cassidy Finnegan: è stata una donna di origini irlandesi che visse a New York insieme a suo marito Barry Finnegan nel XVIII secolo. Cassidy e Barry ebbero un figlio che si unì ai Templari diventando un loro agente. Il figliolo non raccontò mai ai suoi genitori dell'esistenza dell'Ordine, infatti verso la fine del 1755 morì in circostanze sconosciute. Nel giugno del 1756, il tenente colonnello George Monro, amico e collega del figlio di Finnegan, chiese a quest'ultimi di prendersi cura di Shay Cormac, una persona rimasta gravemente ferita da un'arma da fuoco. Shay, grazie alle cure dei Finnegan, riuscì a rimettersi in forma e difese anche la famiglia Finnegan da dei banditi. Per ringraziarlo, Cassidy regalò l'abito del suo defunto figlio a Shay, mentre Barry diede le armi rinvenute dai soldati di Monro. Doppiata da Elisa Schiroli.
- Impiegato Helix dell'Abstergo Entertainment: è un impiegato della Abstergo Entertainment incaricato di rivivere i ricordi del Templare Shay Patrick Cormac tramite l'Helix, per conto di Juhani Otso Berg e Violet da Costa.

## Assassin's Creed: Unity

### Assassini
- Arno Victor Dorian: è il protagonista di Assassin's Creed: Unity. è stato un nobile francese ed uno dei Maestri del ramo francese dell'Ordine degli Assassini, operante al tempo della rivoluzione francese. Di origini franco-austriache, Arno visse un'infanzia agiata tra lo sfarzo della nobiltà parigina. A otto anni vide suo padre morire a Versailles, ucciso dal Templare Shay Patrick Cormac, e rimasto orfano, venne adottato dal Gran Maestro dei Templari François de la Serre. Il giovane crebbe quindi insieme alla figlia di François, Élise de la Serre, con la quale strinse una forte amicizia. Con l'andare degli anni il legame tra i due sfociò in un'inevitabile relazione sentimentale. La vita di Arno trovò una svolta nel 1789, quando venne accusato ingiustamente dell'omicidio di François de la Serre durante un ballo alla Reggia di Versailles. Imprigionato alla Bastiglia, incontrò l'Assassino Pierre Bellec, che gli rivelò l'appartenenza di suo padre al suo stesso culto. Spinto dal desiderio di redenzione, Arno decise di addestrarsi secondo la tradizione della Confraternita con l'aiuto di Bellec. Fuggito con quest'ultimo durante la presa della fortezza avvenuta tre mesi dopo, Arno si unì agli Assassini francesi, guidati dal Mentore Mirabeau. Da quel momento, il giovane iniziò una crociata contro i Templari, votata alla redenzione e alla giustizia verso i più poveri. Inoltre aiutò Élise nella ricerca dell'omicida di suo padre, il Gran Maestro usurpatore François-Thomas Germain, un Saggio. Ma le sue azioni, considerate immorali e vendicative dall'alto comando degli Assassini, gli costarono l'espulsione dall'Ordine a causa di un consulto ultimo del Consiglio degli Assassini votato nel 1793. Nonostante ciò, Arno continuò la sua ricerca, riuscendo infine ad uccidere Germain il 28 luglio 1794. Quello stesso giorno, il giovane dovette subire la perdita di Élise, uccisa dal Gran Maestro con una Spada dell'Eden. Entrato in possesso del manufatto, Arno venne riammesso nell'Ordine e una volta salito al rango di Maestro, compì un viaggio a Franciade alla ricerca di quiete e solitudine, dovendo però scontrarsi con un esercito di razziatori. Doppiato da Massimo Di Benedetto.
- Pierre Bellec: è stato un militare franco-coloniale e uno dei Maestri del ramo francese dell'Ordine degli Assassini, nonché un esponente del loro Consiglio. Divenne particolarmente noto tra i suoi confratelli per aver ucciso il Mentore Mirabeau. Nato nel 1741 nelle colonie americane del regno di Francia, Bellec si arruolò volontario nell'Armée française una volta compiuti i diciotto anni. Durante il suo servizio nella guerra dei sette anni, Bellec scoprì la sua strada ed entrò nell'Ordine degli Assassini. Diverso tempo dopo si licenziò dal suo reggimento e fuggì in Francia, in vista della purga del ramo coloniale della Confraternita adoperata dai Templari nel 1763. Stabilitosi a Parigi, Bellec divenne un Maestro Assassino ed un esponente del Consiglio della Confraternita francese. Durante quel periodo addestrò moltissimi adepti, tra i quali il nobile Charles Dorian, che divenne un suo stretto amico. Negli anni successivi si rese partecipe agli eventi della rivoluzione francese, durante la quale addestrò il figlio di Charles, Arno. Tuttavia nel 1791, stanco dell'orientamento che il Mentore francese stava perseguendo per gli Assassini, decise di avvelenarlo e ricostruire la Confraternita secondo la sua regola. Tuttavia morì con l'accusa di tradimento per mano di Arno, che lo uccise dopo un duro scontro alla Saint-Chapelle. Doppiato da Claudio Moneta.
- Guillaume de Nogaret: è stato un giurista francese, primo consigliere e custode del sigillo reale del monarca Filippo IV. Segretamente era anche un importante membro dell'Ordine degli Assassini, nonché il Mentore della Confraternita francese. Divenne particolarmente noto tra gli Assassini per essere la mente dietro la caduta della figura pubblica dell'Ordine dei Templari nel corso del XIV secolo. I suoi piani poterono entrare in funzione quando il pontefice suo rivale, Benedetto XI, morì avvelenato e fu sostituito da Clemente V, in sintonia con la causa degli Assassini. Inoltre convinse il suo re dell'eretismo dei Templari, cosa che portò Filippo a braccarli e a sterminarli in tutta la Francia. Nel 1307 incaricò dunque il suo confratello Thomas de Carneillon di guidare l'assedio di Parigi e catturare il Gran Maestro Jacques de Molay. Morì nel 1313, nominando come nuovo Mentore proprio de Carneillon.
- Thomas de Carneillon: è stato un banchiere della Repubblica di Metz ed il Mentore del ramo francese dell'Ordine degli Assassini durante il regno di Filippo IV di Francia. Divenne una figura leggendaria all'interno della Confraternita per il suo coinvolgimento durante la distruzione della figura pubblica dei Templari avvenuta nel XIV secolo.
- Honoré Gabriel Riqueti de Mirabeau: è stato uno scrittore, diplomatico, rivoluzionario, agente segreto e politico francese. Segretamente era anche il Mentore del ramo francese dell'Ordine degli Assassini e il capo del Consiglio degli Assassini durante la Rivoluzione francese. Ricordato dalla storia soprattutto per il suo talento nell'orazione, guidò i ribelli durante la prima fase della Rivoluzione, favorendo l'instaurazione di monarchia costituzionale secondo il modello inglese, essendo anche un alto membro dell'Assemblea Nazionale Costituente. Istruì anche il confratello più giovane, Arno Dorian, sull'uso della lama fantasma. Il 2 aprile 1791, Mirabeau venne assassinato da Pierre Bellec solo per salvare la Confraternita.
- Guillaume Beylier: è stato un importante membro del ramo francese dell'Ordine degli Assassini ed uno degli esponenti del Consiglio degli Assassini operante durante la Rivoluzione francese. Nel 1776 venne contattato da Eseosa, il capo degli Assassini operanti ad Haiti. Quest'ultimo chiese aiuto al ramo francese per attuare il piano pensato dalla sua gilda, votato all'indipendenza dei maroon dell'isola dalla schiavitù francese. Beylier non poté inviare dei rinforzi in aiuto di Eseosa, tuttavia mantenne aperte le linee di comunicazione. Inoltre donò una pistola al confratello Arno Dorian dopo che questi uccise il Templare Roi des Thunes alla Corte dei miracoli.
- Hervé Quemar: è stato un importante membro del Consiglio degli Assassini a capo del ramo francese della Confraternita, nonché uno dei leader dello stesso durante la rivoluzione francese. Partecipò all'introduzione di Arno Dorian e alla sua successiva espulsione, introducendo a quest'ultimo anche la storia del Mentore Thomas de Carneillon.
- Sophie Trenet: è stata una saggista, drammaturga e autrice di opuscoli di francese. Segretamente era anche un membro del ramo francese dell'Ordine degli Assassini, nonché un'esponente del Consiglio degli Assassini. Nel 1789 partecipò all'ammissione nella Confraternita di Arno Dorian, unigenito del defunto confratello Charles Dorian. Tuttavia l'operato del ragazzo, la sua mancanza di rispetto nei confronti del Consiglio e il suo forte desiderio di redenzione, costrinsero Sophie a votare la sua espulsione dall'Ordine nel 1793, due anni dopo la morte del Mentore Mirabeau. Tuttavia lo riammisero nel 1794. Successivamente Trenet svolse un importantissimo ruolo nella creazione della Seconda Repubblica francese.

### Templari
- Elise De La Serre: è stata una nobildonna francese ed un membro dell'Ordine dei Templari. Nata nel 1768 dal Gran Maestro di Francia, François de la Serre e dalla moglie Julie, Élise venne a sapere dei Templari già in tenera età, a causa di un attentato da parte di un Assassino rinnegato ai danni di sua madre, da cui entrambe uscirono illese. Responsabile della sua educazione nel combattimento fu il Templare inglese Frederick Weatherall. Nel 1788, nove anni dopo la morte della madre per via di una malattia, si recò a Londra in cerca dell'Assassino in cui si era imbattuta anni prima. Nel corso del viaggio salvò una contadina di nome Hélène, che divenne la sua cameriera personale. Giunta nella città inglese, in cambio dell'aiuto nel rintracciare l'Assassino, Élise finse per la famiglia Templare dei Carroll di essere la figlia di una vecchia conoscenza di Jennifer Scott, potendo così accedere alla sua dimora. Una volta all'interno, dovette sottrarle alcune lettere scritte dall'ormai defunto fratellastro della donna, il Gran Maestro del Rito Coloniale Haytham Kenway, dove egli accennava a una possibile pace fra Templari e Assassini. La sua fiducia nelle parole di Haytham, fecero inimicare Élise ai Carroll, che nel loro tentativo di ucciderla, persero la figlia per mano della stessa Élise. Essa fuggì quindi nuovamente in Francia, dove però la sua situazione peggiorò. Difatti, il 5 maggio 1789, il padre fu vittima di un colpo di Stato all'interno dell'Ordine Templare, e venne ucciso. Senza troppe alternative, fu costretta a riunirsi all'ex amante, divenuto ormai un Assassino, Arno Dorian. Assieme ad esso scoprì l'identità del fautore del golpe Templare: François-Thomas Germain, apprendendo inoltre che vi era lui ad orchestrare la recente Rivoluzione francese. Assieme all'Assassino diede la caccia ai più stretti alleati di Germain, ovvero gli ex consiglieri del padre. Dopo una lunga ricerca, il 28 luglio 1794, la coppia lo stanò nella sua sede, la Cripta di Jacques de Molay, sotterranea al Tempio di Parigi. Lei tentò di ucciderlo, ma lui riuscì a stroncarle la vita grazie alla Spada dell'Eden, un manufatto risalente alla Prima Civilizzazione. Tuttavia, venne in seguito ucciso dallo stesso Arno.
- Maximilien de Robespierre: soprannominato l'Incorruttibile è stato un politico, avvocato e rivoluzionario francese, nonché uno dei principali personaggi della Rivoluzione francese. Segretamente era anche un membro dell'Ordine dei Templari. Dopo la morte per decapitazione di re Luigi XVI, avvenuta il 21 gennaio 1793, iniziò a far uccidere diversi uomini che accusava di essere nemici della patria, tanto che questo periodo della rivoluzione venne ricordato come Il Terrore. A causa di questo comportamento venne a sua volta ghigliottinato il 28 luglio 1794. Venne braccato dal Maestro Assassino Arno Dorian.
- François de la Serre: è stato un nobile francese e il Gran Maestro dell'Ordine dei Templari in Francia durante il XVIII secolo. Era il padre di Élise de la Serre e il genitore adottivo di Arno Dorian, che a differenza della sua famiglia aveva radici tra gli Assassini.
- François-Thomas Germain: è stato uno dei più famosi orafi e argentieri del Regno di Francia, nonché uno dei più importanti membri dell'Ordine dei Templari mai vissuti: nel corso della rivoluzione francese usurpò il titolo di Gran Maestro con un golpe, rivoluzionando le ideologie del suo Ordine. Segretamente era anche un Saggio - una reincarnazione di Aita, un membro della Prima Civilizzazione. Divenne in breve il braccio destro del Gran Maestro François de la Serre, per cui ideò degli spilloni d'argento distintivi per ogni membro dell'organizzazione. Ma quando il suo essere un Saggio lo condusse fino alla cripta di Jacques de Molay, egli rinvenne il Codex Pater Intellectus. Dalle scritture degli antichi Templari capì che l'Ordine era diventato corrotto dal potere; ne venne espulso per aver presentato teorie non ortodosse sulle loro ideologie. Allo scoppio della rivoluzione, iniziò una battaglia votata alla purificazione della Francia dalla corrotta monarchia assoluta che per decenni l'aveva governata. Le sue azioni vennero però ostacolate dall'Assassino Arno Dorian e dalla figlia del defunto François de la Serre, Élise. Nel 1794 quest'ultimi lo rintracciarono all'interno della cripta di de Molay. Nello scontro scaturitone, il Gran Maestro uccise la ragazza con una Spada dell'Eden; ritrovandosi a sua volta trafitto dalla lama celata di Arno.
- Charles-Gabriel Sivert: è stato un generale di brigata dell'esercito francese e governatore coloniale di Saint Pierre e Miquelon. Segretamente era un importante membro dell'Ordine dei Templari coinvolto negli eventi della Rivoluzione francese. Principalmente dedito al contrabbando e alla manipolazione della chiesa francese, Sivert venne assassinato nel 1791 dal Maestro Assassino Arno Dorian all'interno della cattedrale di Notre-Dame de Paris.
- Aloys la Touche:  stato il tesoriere di re Luigi XVI ed un membro dell'Ordine dei Templari. Licenziato dalla sua carica a causa di errori continui nei trasferimenti dei capitali reali, Aloys divenne il chirurgo della Corte dei miracoli al servizio de Le Roi des Thunes. Entrambi fecero richiesta di ammissione all'Ordine dei Templari al Gran Maestro François de la Serre, che tuttavia li respinse considerando inutili le possibilità che potevano fornire. due si allearono così con il Templare espatriato dall'Ordine François-Thomas Germain, che mandò il suo confratello Charles-Gabriel Sivert a reclutare i due. Dopo la morte del Roi de Thunes per mano del Maestro Assassino Arno Dorian, entrò al servizio dello stesso Germain, divenuto il Gran Maestro dopo aver commissionato l'omicidio di de la Serre. Questi lo incaricò di gestire le esecuzioni per ghigliottina durante il Regno del Terrore. Fu ucciso da Arno Dorian durante un'esecuzione nel 1793.
- Roi des Thunes: è stato il capo della Corte dei miracoli e un membro dell'Ordine dei Templari reclutato da François-Thomas Germain. Venne assassinato dal Maestro Assassino Arno Dorian.
- Jacques de Molay: è stato pubblicamente l'ultimo Gran Maestro dei Templari ed un Saggio. Jacques entrò inoltre in possesso della Sindone, che diede poi a Geoffroy de Charny. Ritrattando in seguito le sue dichiarazioni, Jacques de Molay, insieme al compagno di prigionia Geoffroy de Charney, fu condannato a rogo. I due vennero bruciati pubblicamente a Parigi sull'isola della Senna, detta dei Giudei, il 18 marzo 1314.
- Templare francese: membro dell'ordine dal nome sconosciuto, agì per conto del Gran Maestro Jacques de Molay nel corso del XIV secolo. Il 13 ottobre 1307, il Templare venne incaricato dal Gran Maestro di nascondere la Spada dell'Eden e il Codex Pater Intellectus durante un attacco combinato da parte delle forze di re Filippo il Bello e il ramo francese dell'Ordine degli Assassini.
- Marie Lévesque: è stata una nobile francese e un membro dell'Ordine dei Templari operante durante la Rivoluzione francese. Era una dei consiglieri del Gran Maestro François de la Serre, che in seguito appoggiò il confratello François-Thomas Germain in un colpo di Stato all'interno dell'Ordine. Fu uccisa dall'Assassino Arno Dorian all'interno del Palais du Luxembourg.
- Marcourt: è stato un generale francese e membro dell'Ordine dei Templari, attivo durante la Rivoluzione francese. Venne assassinato dall'Assassino e Maestro Arno Dorian.

### Altri
- Luigi XVI di Francia: soprannominato Il Desiderato, fu sovrano di Francia dal 1774 sino al 1792, anno della sua deposizione. Discendente dell'influente dinastia dei Borbone, venne battezzato con il nome di Louis Auguste de France dall'abate di Versailles. Dopo il suo matrimonio con l'arciduchessa austriaca Maria Antonietta d'Asburgo, salì al trono nazionale benvoluto dalla popolazione francese. Supportò l'Esercito Continentale durante la Guerra di indipendenza americana, che tuttavia lo discostò dagli eventi avvenuti in patria. Infatti il troppo potere accumulato dalla nobiltà nazionale provocò lo scoppio della Rivoluzione francese, votata a distruggere l'assolutismo monarchico. Infatti nel 1792 venne instaurata la Repubblica e Luigi XVI venne deposto e condannato a morte. Venne ghigliottinato l'anno venturo in Piazza della Rivoluzione; dopo la sua morte prese il potere in Francia il rivoluzionario Maximilien de Robespierre, che instaurò il periodo noto come Terrore. Durante la sua vita, Luigi conobbe il Maestro Assassino Arno Dorian.
- Papa Clemente V: nato come Raymond Bertrand de Got è stato Papa dello Stato Pontificio nel corso del XIV secolo. Successore di Benedetto XI, sostenne la campagna del re di Francia Filippo il Bello contro l'Ordine dei Templari, che gli Assassini avevano fatto passare per eretici e pagani. Nel 1314 fu invitato dal monarca francese ad assistere alla messa al rogo del Gran Maestro Templare Jacques de Molay. Mentre quest'ultimo bruciava, maledisse il Papa dicendo che sarebbe morto quello stesso anno. E infatti morì di un malore il 20 aprile, venendo succeduto da Giovanni XXIII.
- Filippo il Bello: noto anche come Filippo il Bello, è stato un nobile francese e sovrano del regno di Francia e Navarra tra il XIII e il XIV secolo. Inoltre era marito di Giovanna I di Navarra, dalla quale acquisì anche la contea di Champagne. Nel primo decennio del XIV secolo venne convinto dal suo consigliere Guillaume de Nogaret, in segreto Mentore del ramo francese dell'Ordine degli Assassini, dell'eretismo che i Cavalieri del Tempio stavano diffondendo in Europa. Con l'appoggio di Papa Clemente V pertanto, Filippo sterminò tutti i Templari presenti in Francia. Inoltre nel 1307 l'Assassino Thomas de Carneillon gli fornì un gruppo di suoi confratelli da travestire come soldati fiamminghi per l'assedio di Parigi. Dopo aver assediato la città il 13 ottobre con l'aiuto del Templare traditore Esqueiu de Floyrac, gli Assassini riuscirono a catturare il Gran Maestro Jacques de Molay e a portarlo al cospetto del sovrano. Filippo e Clemente assistettero alla sua esecuzione nel 1314. Nelle sue ultime parole de Molay maledisse entrambi per i crimini commessi contro il suo Ordine.
- Napoleone Bonaparte: è stato un politico e militare francese, nonché il primo sovrano dell'Impero di Francia. In circostanze sconosciute, Napoleone entrò in possesso di una Mela dell'Eden. Discendente di una nobile stirpe italiana, Napoleone nacque in una ricca famiglia borghese di Ajaccio, in Corsica. Inizialmente conseguì i suoi studi insieme a suo zio Luciano, arcidiacono della chiesa còrsa, ma quando la sua famiglia venne riconosciuta come nobile, si iscrisse alla Regia Scuola Militare di Parigi. Rivestito della carica di ufficiale d'artiglieria, Napoleone scalò i ranghi della gerarchia militare sino al titolo di tenente colonnello delle truppe parigine, carica ottenuta nel 1792. Durante questo periodi si rese partecipe alla Rivoluzione francese, facendo la conoscenza del Maestro Assassino Arno Dorian. Alla fine della rivoluzione, nel 1794 Napoleone venne nominato generale, per cui conseguì moltissime campagne militari che lo portarono in Italia, in Egitto e in Siria. Le sue conquiste belliche si protrassero per cinque anni, e i suoi successi lo resero uno dei comandanti più famosi dell'epoca. Assunse il potere con un colpo di Stato nel 1799, diventando Primo Console. Dopodiché affrontò l'urgente questione che la nazione stava subendo nelle sue colonie a Saint-Domingue: il comandante maroon e Assassino Toussaint Bréda stava spodestando il regime francese a favore della causa maroon. Napoleone riuscì a trovare fortunatamente un accordo, ma quando Bréda si spinse oltre il concordato, fu costretto ad inviare suo cognato Charles Leclerc per riconquistare l'isola. Leclerc riuscì ad uccidere il comandante maroon, ma venne avvelenato a sua volta dall'Assassino Eseosa.

## Assassin's Creed: Syndicate

### Assassini
- Galina Voronina: Assassina appartenente al ramo russo dell'Ordine, è di stanza a bordo della Altaïr II dal marzo 2014. Nel 2015 si unisce a Rebecca e Shaun nel recupero della Sindone a Londra, affrontando insieme ai suoi compagni i Templari.
- Evie Frye: co-protagonista di Assassin's Creed: Syndicate, nata il 9 novembre 1847, è stata una criminale britannica ed uno dei Maestri del ramo britannico della Confraternita degli Assassini. Figlia dei coniugi Assassini Ethan e Cecily Frye, venne addestrata sin dalla tenera età secondo i metodi della Confraternita, rivelandosi ben più interessata e abile di suo fratello gemello Jacob. Dopo la morte del padre, i due fratelli si trasferirono a Londra, e controvoglia supportò suo fratello nella creazione di un esercito di criminali alleati con la Confraternita, in modo da poter contrastare i Templari che stavano opprimendo la classe operaia in netta crescita. Si occupò principalmente di cercare e rubare per la Confraternita dei Frutti dell'Eden presenti in Inghilterra, tra i quali la leggendaria Sindone. Evie collaborò anche con personaggi illustri dell'epoca quali Charles Dickens e Charles Darwin. È entrata a far parte dell'Ordine della Giarrettiera con Jacob, dopo esser stati investiti dalla regina Vittoria I d'Inghilterra. Nel 1888 lei dovette salvare il fratello, che era stato catturato dal famigerato serial killer Jack lo Squartatore.
- Henry Green: Assassino e coniuge di Evie Frye (solo dopo i fatti del gioco) e figlio di Arbaaz Mir (leggendario mentore della confraternita indiana), è stato addestrato da Ethan Frye, padre di Jacob e Evie. Ha guidato la confraternita di Londra prima dell'arrivo dei gemelli Frye. Dal libro Assassin's Creed: Underworld si scoprono molti più dettagli sul suo passato, incluso il suo vero nome, Jayadeep Mir. Quest'ultimo fallì in una missione e per evitare la sua condanna, Ethan Frye spedì il ragazzo a Londra sotto copertura per spiare un Templare che faceva il doppio gioco (tuttavia il bersaglio fu in seguito ucciso da un uomo di Starrick, che inoltre rubò il Frutto dell'Eden visto all'inizio del gioco).
- Jacob Frye: co-protagonista di Assassin's Creed: Syndicate, nato il 9 novembre 1847, è stato un noto criminale inglese ed uno dei Maestri del ramo britannico della Confraternita degli Assassini. Figlio dei coniugi Assassini Ethan e Cecily Frye, Jacob venne addestrato fin dalla tenerà età nella filosofia e nell'arte omicida tradizionali della Confraternita. Tuttavia a differenza di sua sorella gemella Evie, si è sempre dimostrato poco interessato agli scopi della Confraternita, sprecando la maggior parte del tempo in risse di strada e ragazzate. Dopo la morte del padre, i due fratelli si trasferirono a Londra, capitale dell'allora impero britannico alle prese con una criminalità oscurata dalla maschera della rivoluzione industriale. Lì Jacob costruì la sua banda di criminali, i Rooks (in inglese: corvi), decidendo di conquistare tutti i quartieri della città per sollevare un'armata di criminali contro i Templari che la governavano da dietro le quinte. Occasionalmente venne anche aiutato da Evie, che tuttavia si concentrò di più nella ricerca e nell'acquisizione dei Frutti dell'Eden per conto della Confraternita. Jacob supportò anche il deposto maharaja Duleep Singh nella riconquista del suo titolo, e collaborò con personaggi illustri dell'epoca quali Charles Dickens, Charles Darwin, Alexander Graham Bell e Karl Marx. È entrato a far parte dell'Ordine della Giarrettiera con Evie, dopo esser stati investiti dalla regina Vittoria I d'Inghilterra. Nel 1888 lui e sua sorella diedero la caccia al famigerato Jack lo Squartatore. Inoltre è il nonno di Lydia Frye.
- Lydia Frye: membro del ramo britannico della Confraternita degli Assassini, durante la prima guerra mondiale venne coinvolta in un mistero riguardante alcuni Frutti dell'Eden risalenti alla Prima Civilizzazione. Nel corso della sua vita collaborò con Winston Churchill. Era la nipote del noto criminale e Maestro Assassino Jacob Frye.

### Templari
- Isabelle Ardant: il cui vero nome di battesimo è Isabelle Chu, è stata una dirigente delle operazioni aziendali e ricerche storiche delle Abstergo Industries. In segreto era anche un importante membro dell'Ordine dei Templari, nonché un membro del loro Inner Sanctum. Di origini americane e asiatiche, Isabelle Ardant occupava una posizione dirigenziale all'interno del dipartimento amministrativo e di ricerca storica delle Abstergo Industries. Per i Templari invece costituiva uno dei loro più importanti collaboratori, in quanto iscritta nella lista riservata solo alla cerchia più esclusiva e ristretta dell'intera gerarchia dell'Ordine. Due anni dopo la sua ammissione al Sanctum venne incaricata di studiare attraverso la tecnologia Animus la memoria genetica contenuta nei ricordi di John Standish, un tecnico della struttura Abstergo Entertainment che l'anno precedente era stato ucciso dalla stessa guardia di sicurezza del reparto di intrattenimento. Costui si era infatti rivelato essere uno dei rarissimi Saggi, ossia reincarnazioni umane di Aita: un importante membro della Prima Civilizzazione. Tuttavia la tecnologia del normale Animus riuscì ad estrarre dalla scarsa quantità di genoma antico presente in John appena tre secondi di un ricordo di Aita. Isabelle dunque inviò l'estratto al suo confratello e collega Àlvaro Gramática, responsabile della ricerca nell'ambito delle tecnologie future. Isabelle lo invitò dunque ad osservare con attenzione le architetture tipiche della Prima Civilizzazione e alcuni uomini del tempo mostruosamente alti rispetto a quelli dei tempi moderni, che a quanto dichiarato dalla stessa la stupirono molto. Nel 2015 invece le Abstergo Industries si concentrarono sulla ricerca di un Frutto dell'Eden noto come Sindone. Dunque Isabelle si trasferì nei suoi uffici a Londra, ed un giorno aprì una videoconferenza con Gramática in merito alla rimessa in auge della squadra di assalto Sigma, che venne approvata. Subito al termine della conferenza, Ardant venne accerchiata dagli Assassini Shaun Hastings e Rebecca Crane. La Templare tuttavia sapeva che i due sarebbero giunti con l'intento di assassinarla e pertanto aveva contattato i confratelli Juhani Otso Berg e Violet da Costa per tendere loro una trappola. Sebbene all'inizio i due Assassini mostrarono cenni di resa, Crane fece detonare una carica esplosiva, aprendo una braccia all'interno dell'edificio dalla quale lei e Shaun fuggirono. Arrabbiata per la loro fuga, mobilitò subito la squadra Sigma per rintracciare ed uccidere i due Assassini. Giorni dopo i Templari scoprirono che la Sindone era stata nascosta all'interno del Buckingham Palace - cosa che a loro insaputa avevano scoperto anche gli Assassini. Dunque Ardant, Berg e da Costa raggiunsero in fretta il luogo e recuperarono il manufatto, venendo però attaccati da Crane, Galina Voronina e Hastings. Quest'ultimo uccise Isabel con la sua lama celata mentre tentava di fuggire con la Sindone.
- Àlvaro Gramática: è un direttore di ricerca presso il dipartimento di studio delle Abstergo Industries riguardante la creazione, lo sviluppo e la ricerca nell'ambito delle tecnologie future. Oltretutto è un membro dell'Ordine dei Templari tra i pochi iscritti nell'Inner Sanctum, nonché il dirigente del Progetto Phoenix finalizzato a sequenziare totalmente il genoma della Prima Civilizzazione.
- Maxwell Roth: è stato un noto criminale britannico, considerato la più geniale mente malavitosa di Londra. Lavorava anche per l'Ordine dei Templari, guidati dal Gran Maestro Crawford Starrick, per cui controllava gran parte del flusso di criminalità della città. Per un breve periodo collaborò col Maestro Assassino Jacob Frye, ma in seguito alla fine della loro collaborazione venne assassinato da quest'ultimo.
- John Elliotson: è stato un noto autore, insegnante e medico britannico vissuto nell'epoca della rivoluzione industriale. In segreto era anche un membro dell'Ordine dei Templari. Originario di una famiglia di farmacisti, Elliotson fu indirizzata alla carriera medica fin da subito. Laureatosi con lode in medicina, prestò servizio in varie università londinesi. In età avanzata venne rinomato come uno dei migliori medici della sua epoca, nonché uno dei pochi a praticare frenologia durante le sue sedute. Morì a Londra per mano del Maestro Assassino Jacob Frye.
- Pearl Attaway: è stata una capitalista britannica ed un membro dell'Ordine dei Templari al servizio del Gran Maestro Crawford Starrick. Si occupava principalmente della rete dei trasporti di Londra, sistematizzandoli a favore dei Templari. I suoi atti la resero un importante bersaglio per il Maestro del ramo britannico della Confraternita degli Assassini Jacob Frye.
- James Thomas Brudenell, VII conte di Cardigan: è stato un nobile britannico ed un ufficiale della British Army che combatté nel corso della guerra di Crimea. Segretamente era anche un membro dell'Ordine dei Templari al servizio del Gran Maestro Crawford Starrick. Nel 1868, Brudenell venne incaricato dall'alto comando Templare di uccidere il primo ministro Benjamin Disraeli, la cui influente attività in politica minacciava il controllo che i Templari avevano nelle istituzioni politiche britanniche. Cardigan dunque organizzò un complotto per assassinare Disraeli e sostituirlo al mandato di primo ministro con il suo rivale William Ewart Gladstone, secondo lui più manipolabile. Sfortunatamente Brudenell venne fermato dal Maestro Assassino Jacob Frye, che sventò il suo complotto grazie alla moglie di Disraeli, Marie Anne. Intrappolato al palazzo di Westminster, il conte venne assassinato da Frye.
- Philip Twopenny: è stato un banchiere britannico ed un membro dell'Ordine dei Templari al servizio del Gran Maestro Crawford Starrick. Dirigente di una delle più grandi banche di Londra, un giorno assoldò un gruppo di Blighters con l'intento di rapinare la Bank of England ed ottenere una ricchezza immensa. Sfortunatamente venne ucciso dal Maestro Assassino Jacob Frye prima che potesse portare a termine il suo piano.
- Rupert Ferris: è stato un ricco capitalista britannico ed un membro dell'Ordine dei Templari al servizio del Gran Maestro Crawford Starrick. Specializzato nella gestione delle fabbriche e delle acciaierie di Crawley, Ferris era un uomo senza scrupoli molto noto per la noncuranza dimostrata nei confronti dei suoi dipendenti, contrariamente alla passione che dimostrava nei confronti del denaro. Venne ucciso in una delle sue acciaierie di Crawley da parte del Maestro Assassino Jacob Frye, su ordine dello stesso Consiglio della Confraternita britannica.
- David Brewster: è stato un noto scienziato, studioso e ottico scozzese, nonché un membro dell'Ordine dei Templari al servizio del Gran Maestro Crawford Starrick. Incaricato di studiare un Frutto dell'Eden per conto della consorella Lucy Thorne, era direttore di un laboratorio segreto di conduzione elettrica situato alle fonderie nei pressi di Crawley. Tuttavia il 10 febbraio decise di sottoporre il manufatto della Prima Civilizzazione ad una scarica elettrica di eccessiva intensità, rendendolo instabile e causando l'esplosione del laboratorio sotterraneo; poco prima della detonazione venne assassinato dalla Maestra Assassina Evie Frye. Il suo nome passò alla storia soprattutto per l'invenzione del caleidoscopio.
- Lucy Thorne: è stata una studiosa britannica e una ricercatrice membro dell'Ordine dei Templari. Operante a Londra nel corso della rivoluzione industriale, si occupò principalmente dello studio e della ricerca di templi o Frutti dell'Eden risalenti alla Prima Civilizzazione - in particolare si rivelò molto interessata alla Sindone. Tuttavia quando pensò di averla trovata dentro un forziere della Torre Bianca, venne uccisa dalla Maestra Assassina Evie Frye.
- Harold Drake: è stato un criminale e piromane britannico, principalmente occupato della distribuzione e rifornimento di esplosivi per conto dei Blighters, la più temuta banda criminale di Londra. Era inoltre un membro dell'Ordine dei Templari, motivo per cui venne braccato e ucciso dai Maestri del ramo britannico della Confraternita degli Assassini Jacob e Evie Frye.
- Crawford Starrick: è stato un capitalista britannico ed il più potente imprenditore di Londra vissuto durante la rivoluzione industriale. Segretamente era anche il Gran Maestro dell'Ordine dei Templari, nonché reale oppressore del popolo inglese durante il primo decennio della seconda metà del XIX secolo. Direttore della multinazionale Starrick Telegraph Company; istituì la sua presa di potere sulla città su due fronti: conquistando ognuno dei sette quartieri di Londra attraverso la banda criminale nota come Blighters e arricchendosi grazie al successo dei suoi confratelli Templari nel progresso industriale. La sua tirannia su Londra fu tuttavia ostacolata dai gemelli Jacob e Evie Frye, due Maestri del ramo britannico della Confraternita degli Assassini. Una volta trovato il nascondiglio della Sindone si reca a recuperarla, ma sul luogo giungono i gemelli Frye ed iniziano uno scontro contro Starrick riuscendo ad ucciderlo insieme.
- Nora la Sanguinaria: è stata una criminale britannica ed un membro dell'Ordine dei Templari al servizio del Gran Maestro Crawford Starrick. Per lui controllava il distaccamento dei Blighters che si era stanziata lungo la Città di Londra, quartiere centrale dell'omonima capitale. Nel 1868 venne tuttavia uccisa dal Maestro Assassino Jacob Frye durante uno scontro tra i suoi Rooks e i Blighters, che dopo essere stati privati del loro capo si unirono alla banda di Frye - che conquistò anche il quartiere controllato dai Templari.
- Robert Strain: è stato un capitalista britannico ed un membro dell'Ordine dei Templari a capo di una delle sette bande di criminali che governavano i quartieri di Londra. Nel 1868 venne ucciso dal Maestro Assassino Jacob Frye nei pressi della stazione di London Victoria.
- Rexford Kaylock: è stato un criminale britannico ed un membro dell'Ordine dei Templari al servizio del Gran Maestro Crawford Starrick. Per suo conto comandava il distaccamento dei Blighters che spadroneggiava a Whitechapel. A capo di un distaccamento dei Blighters, Rexford era anche l'unico capobanda ad incontrare ancora la resistenza di una banda rivale superstite: i Clickers. Nel 1868 venne incaricato di rubare le ricerche in merito a dei Frutti dell'Eden in possesso del leader del ramo locale della Confraternita degli Assassini Henry Green, fallendo più volte nell'intento. Quello stesso anno i superstiti dei Clickers venne reclutati dall'Assassino Jacob Frye, che li ribattezzò Rooks conducendoli in uno scontro contro Kaylock e i suoi uomini. Nel corso della battaglia Kaylock fu ucciso da Jacob a bordo del treno in possesso dei Blighters - che successivamente venne adibito dalla Confraternita come quartier generale mobile. A scontro terminato i superstiti della banda di Rexford si unirono ai Rooks che conquistarono l'intero Whitechapel. Inoltre la pistola spara-rampini che il Templare teneva sempre con sé venne recuperata dagli Assassini, che grazie ad Alexander Graham Bell seppero replicare e sfruttare in una forma consona alla loro lama celata.
- Lilla Graves: è stata una criminale britannica ed un membro dell'Ordine dei Templari al servizio del Gran Maestro Crawford Starrick. Per conto di quest'ultimo comandava il distaccamento dei Blighters che comandava a Westminster. Tuttavia nel 1868 venne rintracciata dai membri del ramo britannico della Confraternita degli Assassini e uccisa insieme ai criminali a lei fedeli. I superstiti vennero reclutati da Jacob Frye nei Rooks, i quali conquistarono anche il quartiere comandato da Graves.
- Cletus Strain: è stato un capitalista britannico ed un membro dell'Ordine dei Templari al servizio del Gran Maestro Crawford Starrick. Per lui controllava il distaccamento di Blighters che avevano occupato Lambeth. Tuttavia nel 1868 entrò nelle mire della Confraternita degli Assassini, che con la loro banda soprannominata Rooks invasero il quartiere dominato da Strain. Questi decise di affrontare in uno scontro tra bande i Rooks e il loro capo Jacob Frye. Il risultato fu una rovinosa sconfitta che portò alla morte di Cletus e all'unione alla banda rivale da parte dei Blighters superstiti. Con la morte del Templare, gli Assassini conquistarono anche Lambeth.
- Victor Lynch: è stato un criminale britannico ed un membro dell'Ordine dei Templari al servizio del Gran Maestro Crawford Starrick. Comandava il distaccamento dei Blighters di stanza nel quartiere noto come The Strand. Tuttavia nel 1868 lui e i suoi commilitoni vennero rintracciati ed uccisi dai membri del ramo britannico della Confraternita degli Assassini. I superstiti si unirono ai Rooks, che conquistarono anche il quartiere in precedenza governato da Lynch.
- Myrtle Platt: è stata una criminale britannica ed un membro dell'Ordine dei Templari al servizio del Gran Maestro Crawford Starrick. Operava di stanza a Southwark, il quartiere industriale di Londra: in quella stessa zona venne uccisa dalla Maestra Assassina Evie Frye.
- Octavia Plumb: è stata una criminale britannica ed un membro dell'Ordine dei Templari al servizio del Gran Maestro Crawford Starrick. Su suo ordine controllava il distaccamento di Blighters che spadroneggiavano a Southwark. Tuttavia nel 1868 Octavia si ritrovò braccata dagli Assassini, che la con la loro banda denominata Rooks invasero il quartiere industriale uccidendo la Templare in una rissa tra bande. I superstiti della banda affiliata a Plumb si unirono poi ai Rooks su invito del loro capo, Jacob Frye.
- Edith Swinebourne: è stato un criminale britannico ed un membro dell'Ordine dei Templari al servizio del Gran Maestro Crawford Starrick. Per conto suo controllava il distaccamento dei Blighters che spadroneggiavano lungo le rive del Tamigi derubando le navi da trasporto e dettando legge lungo tutta la zona. Nel 1868 tuttavia, la Confraternita degli Assassini assaltò il covo di Swinebourne con la loro banda denominata Rooks. Il Templare decise dunque di affrontare la gang rivale e il loro capo, Jacob Frye, in una rissa di strada. L'atto si rivelò una rovinosa disfatta per Swinebourne e la sua banda, che vennero assassinati. I superstiti della banda vennero poi reclutati da Frye nei Rooks.

### Altri
- Jack lo Squartatore: è stato un famosissimo criminale britannico che operò durante l'ultimo ventennio del XIX secolo a Londra. Considerato uno dei migliori serial killer mai esistiti, divenne un bersaglio primario per il distretto di Scotland Yard a partire dall'autunno del 1888, periodo in cui i suoi macabri omicidi compiuti del degradato quartiere di Whitechapel iniziarono a spaventare l'intera popolazione londinese. Venne anche braccato da Evie Frye, Maestra del ramo britannico della Confraternita degli Assassini che, pur di stanarlo, collaborò con il commissario Frederick Abberline. Venne reclutato da Jacob ed Evie nella confraternita e insieme a Jacob andò in India dove imparò le arti degli assassini e le tecniche del ramo indiano. Jack era instabile mentalmente e non riuscì a sopportare la morte della madre per mano di Crawford e cominciò ad incolpare gli assassini ritenendoli finti salvatori. Cominciò a creare un suo credo e una sua organizzazione cominciando a dare la caccia a tutti gli assassini di Londra e assumendo il controllo di molti quartieri della città assumendo una dittatura di terrore. Nel 1888 affronta Jacob imprigionandolo per attirare allo scoperto Evie per ucciderla per poi uccidere Jacob. Dopo varie indagini, Jack ed Evie si affrontano nel manicomio dove Jack era stato rinchiuso e venne ucciso da Evie.
- Alexander Graham Bell: è stato un ingegnere, inventore e scienziato statunitense di origine scozzese. Mondialmente conosciuto come il primo a brevettare ed inventare un telefono adeguatamente funzionale, Bell nacque ad Edimburgo da una famiglia mediamente specializzata negli studi di linguistica e di problemi legati alla sordità. Il ramo paterno da cui discendeva era infatti costituito da ben due generazioni di insegnanti universitari di dizione, ed in particolare il padre: pubblicò diversi scritti e trattati dove spiega il suo metodo per istruire i sordomuti, per mezzo della vista, ad articolare parole e capire ciò che stanno dicendo gli altri dal movimento delle labbra. Tutti questi fattori avrebbero profondamente influenzato la vita del giovane Bell; il ragazzo poté dunque permettersi di frequentare la regia scuola superiore e di frequentare poi l'università di Edimburgo ed infine quella regia di Londra, dove ottenne la laurea a pieni voti. Dunque iniziò a prestare servizio come istruttore presso il Somersetshire College a Bath. Si dice che proprio in questo periodo iniziò ad interessarsi agli studi dell'acustica, principalmente per curare il grave problema di sordità che affliggeva sua madre. Più tardi iniziò a viaggiare, prestando servizio come professore presso alcuni istituti professionali di Boston e Montréal, finché non tornò a Londra per aprire il suo primo laboratorio. In quel periodo fece amicizia con Henry Green, leader del ramo britannico della Confraternita degli Assassini. Costui gli presentò anche i gemelli Evie e Jacob Frye per cui Bell inventò in rampino consono al bracciale della loro lama celata.
- Vittoria I del Regno Unito: è stata una nobile britannica e la monarca assoluta del Regno Unito e del Regno di Irlanda durante il XIX secolo, nonché la prima imperatrice d'India riconosciuta ufficialmente. Vissuta nel corso della rivoluzione industriale, il periodo viene anche ricordato come epoca vittoriana per indicare appunto il periodo del suo regno, attualmente il più longevo nella storia della monarchia inglese. Nata all'interno del casato di Hannover con il nome battesimale di Alexandrina Victoria, la ragazza crebbe nel lusso delle proprietà paterne nel ducato di Kent. Ricevuta una rigorosa formazione culturale e un'educazione ferrea, venne designata ad appena undici anni come erede al trono di suo zio Guglielmo IV. Tuttavia fino al raggiungimento della maggiore età le venne assegnata la madre come reggente su ordine del parlamento. Quando suo zio morì definitivamente, Vittoria fu eletta regina ufficialmente e si trasferì a Londra. Grazie al suo regno, l'impero britannico conobbe un periodo di profondo sviluppo sociale, tecnologico e culturale. Tuttavia l'egemonia vittoriana venne minacciata dalla morsa segreta che l'Ordine dei Templari deteneva sulla città; in particolare il loro Gran Maestro Crawford Starrick ambiva a salire sul trono per consolidare il controllo del suo ordine sul mondo intero. Fortunatamente la regina impedì che il complotto del potente capitalista trovasse successo alleandosi con i Maestri del ramo britannico della Confraternita degli Assassini Jacob e Evie Frye.
- Karl Marx: è stato un filosofo, giornalista e sociologo tedesco considerato il fondatore dell'ideologia del marxismo. Spese molti anni della sua vita a Londra, scrivendo numerose opere ed è stato descritto come una delle figure più influenti nella storia umana. Fu anche un amico e confidente dei gemelli Evie e Jacob Frye, due membri del ramo britannico della Confraternita degli Assassini.
- Arthur Conan Doyle: conosciuto anche come Artie in gioventù, è stato un cavaliere, uno scrittore ed un fisico britannico divenuto celebre per aver ideato la storia ed il personaggio del noto investigatore Sherlock Holmes. Nel 1868, quando era ancora molto giovane, la sua passione per la lotta al crimine e la risoluzione degli enigmi lo fecero avvicinare al giornalista Henry Raymond, noto per i suoi articoli di giornale a proposito degli omicidi misteriosi di Londra, ed ai gemelli Evie e Jacob Frye due membri del ramo britannico della Confraternita degli Assassini.
- Frederick Abberline: è stato un ispettore britannico a capo del Metropolitan Police Service di Londra. Orfano del padre, Frederick crebbe avviando una piccola carriera da commerciante insieme alla madre e i suoi fratelli. Più tardi divenne un apprendista orologiaio, ruolo che abbandonò prematuramente per trasferirsi a Londra. Lì nel 1863 si arruolò nel distretto di polizia metropolitana, venendo promosso a sergente due anni più tardi come premio per la sua dedizione alla sicurezza nelle strade. Quindi continuò a fare esperienza, risolvendo numerosi crimini fino a raggiungere il grado di ispettore. I suoi successi furono dovuti in parte anche all'aiuto dei gemelli Jacob e Evie Frye, Maestri del ramo britannico della Confraternita degli Assassini. Fu con loro che nel 1888 iniziò una spietata caccia al serial killer più temuto di Londra: Jack lo Squartatore.
- Charles Darwin: è stato un naturalista, biologo e geologo britannico. Considerato una delle figure più importanti della storia in ambito scientifico, divenne celebre per aver formulato e dimostrato la teoria evoluzionistica della specie per selezione naturale, agente sui caratteri ereditari come diversificazione di due o più esseri discendenti da un comune antenato. Fu anche un amico e confidente dei Maestri del ramo britannico della Confraternita degli Assassini Jacob e Evie Frye - che per lui compirono diverse missioni.
- Charles Dickens: è stato uno scrittore e giornalista britannico, tra i più popolari dell'epoca vittoriana. Considerato uno dei più grandi romanzieri mai esistiti, si cimentò in quasi ogni campo della letteratura: dalla commedia umoristica al romanzo vero e proprio. Fu anche un amico e confidente dei Maestri del ramo britannico della Confraternita degli Assassini Jacob e Evie Frye, che per lui compirono diverse missioni.

## Assassin's Creed: Chronicles

### Assassini
- Shao Jun: è la protagonista di Assassin's Creed: Chronicles China. È stata una concubina, Maestra e Mentore del ramo cinese della Confraternita degli Assassini durante il rinascimento. Nata come concubina dell'imperatore, Jun venne salvata dagli Assassini, al cui servizio dedicò poi il resto della sua vita. Nel 1524, il successore di Zhengde, l'imperatore Jiajing, ordinò il bando e l'eliminazione di tutti i suoi oppositori, tra i quali i membri dell'Ordine degli Assassini. Dopo il declino del loro ramo della Confraternita, Shao Jun ed il suo Mentore Zhu Jiuyuan partirono per l'Italia per chiedere l'aiuto del Mentore degli Assassini italiani, Ezio Auditore da Firenze. Solo Jun raggiunse però la villa del leggendario Assassino, convincendolo ad addestrarla e ad insegnargli i segreti per rifondare la sua Confraternita. Ritornata in Cina dopo due anni, Jun uccise tutti i Templari che governavano la regione e che avevano sterminato i suoi confratelli. Infine venne proclamata Mentore del neo ramo cinese, divenendo una delle Assassine più famose della storia.
- Arbaaz Mir: è il protagonista di Assassin's Creed: Chronicles India. È stato un viaggiatore indiano ed uno dei Maestri del ramo indiano della Confraternita degli Assassini nel corso dell'imperialismo Sikh del XIX secolo. Divenne noto tra i suoi confratelli principalmente per la sua dura lotta contro l'Ordine dei Templari per il possesso del Koh-i-Noor: un Frutto dell'Eden risalente alla Prima Civilizzazione dotato di un immenso potere. Fu anche l'amante della principessa Pyara Kaur, da cui ebbe un figlio che chiamarono Jayadeep. Inoltre è un antenato dell'attrice Monima Das. Il suo equipaggiamento comprende una lama celata a tre punte, una spada tipica indiana, e una lama corta come altair, utilizza inoltre bombe fumogene, petardi, pugnali da lancio e degli anelli da combattimento corpo a corpo. Fu anche il primo assassino a introdurre il rampino per spostare in modo più veloce nelle città, ovviamente doveva essere lanciato a differenza del rampino a gas dei gemelli frye
- Nikolai Andreievich "Kolya" Orelov: è il protagonista di Assassin's Creed: Chronicles Russia. È stato un Assassino vissuto durante la fine del XIX secolo e l'inizio del XX secolo in Russia. Membro del ramo russo dell'Ordine degli Assassini, conosciuto come Narodnaya Volya, Nikolai fu coinvolto nella caccia allo Scettro Imperiale della famiglia reale russa, che in realtà era un Bastone dell'Eden. Nel 1888, nel tentativo di compiere la sua missione di assassinare lo Zar Alessandro III, Nikolai, nello scontro con il suo bersaglio, causò accidentalmente il disastro ferroviario di Borki. Venti anni più tardi, cercando di recuperare lo Scettro Imperiale da una struttura segreta situata a Tunguska, il tentativo fallito di recuperare il manufatto, nel momento in cui Nikola Tesla trasmise alla centrale un sovraccarico di energia elettrica, causò una grande esplosione che sarà successivamente conosciuta come evento di Tunguska. Dopo aver lasciato l'Ordine degli Assassini, Nikolai si trasferì con la famiglia negli Stati Uniti d'America. Lì, dopo aver perso la moglie e la figlia, deportate in Russia durante l'espulsione dagli Stati Uniti dei radicali di sinistra, morì in uno scontro con degli Assassini che volevano conoscere ciò che l'uomo aveva appreso dal bastone dell'Eden durante l'esplosione di Tunguska. Nikolai ebbe due figli dalla moglie Anna: Nadya e Innokenti. Fu inoltre il bisnonno di Daniel Cross, l'uomo che sarebbe stato la causa della "Grande Purga" dell'Ordine degli Assassini generazioni più tardi.
- Ethan Frye: era un assassino londinese e padre di Jacob e Evie Frye.

### Templari
- Gao Feng: è stato un membro delle Tigri e segretamente un membro dell'Ordine dei Templari. Ebbe un ruolo importante nella purga degli Assassini cinesi e della conquista delle Grotte Maijishan, che utilizzò come roccaforte. Venne a conoscenza della Scatola dei Precursori, una volta catturata Shao Jun, che segretamente era sulle sue tracce. Una volta messa in gabbia l'Assassina, si dileguò e spedì la scatola altrove. A sua insaputa, Jun si liberò e, dopo aver percorso le grotte, assassinò Feng.
- Yu Dayong: chiamato anche Lo Schiavista, è stato un membro delle Tigri e in segreto membro dei Templari. Ebbe un ruolo importante nella purga del ramo cinese dell'Ordine degli Assassini. Entrò in possesso della scatola inviatogli da Gao Feng. Venne ucciso da Jun.
- Wei Bin: conosciuto anche come La Serpe, è stato un membro delle Tigri e segretamente membro dell'Ordine dei Templari. Ebbe un ruolo importante nella purga del ramo cinese dell'Ordine degli Assassini, grazie alla sua abilità nel controspionaggio, che riuscì a stanare gli assassini che si nascondevano tra la popolazione. Venne ucciso da Jun.
- Qiu Ju: conosciuto anche come il Demone è stato un membro delle Tigri e segretamente un membro dell'Ordine dei Templari. Ebbe un ruolo importante nella purga del ramo cinese dell'Ordine degli Assassini. Venne ucciso da Jun.
- Zhang Yong: è stato un leader delle Tigri e in segreto membro dell'Ordine dei Templari. Ebbe un ruolo chiave nella purga del ramo cinese dell'Ordine degli Assassini. Venne ucciso da Jun.
- Ma Yongcheng: è stato un membro delle Tigri e in segreto membro dell'ordine dei Templari nonché uno dei principali templari che controllavano la corte cinese. Venne ucciso da Jun.
- Alexander Burnes: noto anche come Bokhara Burnes, era un viaggiatore scozzese, esploratore che prese parte a Il grande gioco e membro dell'Ordine dei Templari.
- William Sleeman: era un soldato e amministratore britannico nell'India britannica, nonché un maestro templare del rito britannico dell'Ordine dei Templari.
- Yakov Yurovsky: fu un rivoluzionario russo famoso per essere il capo boia della famiglia Romanov come membro del rito russo dell'Ordine dei Templari.

### Altri
- Anastasija Nikolaevna Romanova: quarta figlia dello Zar Nicola II. Durante la rivoluzione russa tutta la sua famiglia venne massacrata, ma lei riuscì a fuggire incontrando l'assassino Nikolai. Assumendo lo pseudonimo di Anya i due tentano di fuggire dalla Russia e una volta riusciti, Anya decise di cambiare nome in Anna Anderson.
- Nicola II di Russia: fu l'ultimo Zar di Russia. Figlio dello Zar Alessandro III. Quando divenne Zar ereditò lo scettro di suo padre che era un Frutto dell'Eden, ma quando l'assassino Nikolai si recò al suo palazzo per recuperare lo scettro si accorse che era falso. Durante la rivoluzione russa venne ucciso insieme a tutta la sua famiglia tranne Anastasia.
- Jānis Judiņš: era un comandante durante la rivoluzione russa.

## Assassin's Creed: Origins

### Occulti
- Bayek di Siwa: è il protagonista di Assassin's Creed: Origins. Bayek di Siwa è stato un Medjay e un Assassino del ramo egiziano attivo durante il regno dell'ultima faraona d'Egitto, Cleopatra VII. Bayek proveniva dalla città di Siwa, dove era considerato un eroe locale. L'ultimo facente parte dei Medjay, un vecchio ordine egiziano nubiano, che era diventato obsoleto sotto il dominio dei Tolomei greci. Bayek era il rispettato protettore della sua comunità, ma nel resto dell'Egitto era considerato come una reliquia scomoda da parte dei greci. Uomo d'onore e rispettoso delle antiche usanze dell'Egitto. Marito di Aya e padre di Khemu la quale è molto legato. Nel 48 a.C. suo figlio Khemu viene rapito dall'ordine degli antichi per costringere Bayek a rivelare a loro come aprire la Cripta della Prima Civilizzazione situata a Siwa. Il Medjay ignora di tale luogo non può fare niente e suo figlio viene ucciso. Devastato dalla morte del figlio, lui e Aya iniziano una caccia contro coloro che hanno preso parte all'omicidio del loro figlio. Aya si reca ad Alessandria. Un anno dopo, Bayek dopo aver ucciso due membri dell'Ordine conosciuti come l'Airone e l'Ibis si reca ad Alessandria per ritrovare Aya. Qui scopre che la moglie ha ucciso due membri dell'ordine e chiede al marito di uccidere il terzo che si trova in città. Bayek assassina il terzo membro conosciuto come l'Ippopotamo. Successivamente lui e Aya diventano i Medjay di Cleopatra scoprendo che ci sono altri membri dell'Ordine degli Antichi. Bayek inizia una caccia contro gli altri membri conosciuti come Lo Scarabeo, La Iena, La Lucertola e Il Coccodrillo. Dopo aver ucciso questi Cleopatra rivela che ne esistono ancora altri tre da uccidere: Lo Sciacallo, Lo Scorpione e Il Leone e quest'ultimo è il leader. Insieme all'esercito di Giulio Cesare inizia una rivolta contro Tolomeo XIII, burattino dell'ordine, e nella battaglia uccide lo Scorpione. Finita la battaglia scopre che anche Cesare è un burattino dell'ordine e Lo Sciacallo e Il Leone sono suoi luogotenenti. Bayek e Aya traditi da Cleopatra formano la confraternita degli Occulti e decidono di uccidere i restanti membri. Una volta liberato l'Egitto, Bayek diviene il leader degli Occulti mentre Aya si trasferisce a Roma creando una sede nella capitale romana.
- Aya/Amunet: è stata la moglie di Bayek e madre di Khemu. Di origine greca, la sua famiglia si trasferisce in Egitto nel villaggio di Siwa dove conosce Bayek e lo sposa avendo Khemu. Quando nel 49 a.C. Khemu viene ucciso dall'Ordine degli Antichi, lei e Bayek iniziano a dare la caccia a tutti i membri per vendicarsi. Ella si reca ad Alessandria riuscendo a uccidere due membri, tuttavia viene braccata dalle guardie della città e dal loro capitano Gennadio. Quando Bayek si reca in città, Aya gli chiese aiuto nell'uccidere Gennadio e l'ultimo membro dell'Ordine presente in città. Dopo aver ucciso i due, Aya e Bayek si recano nella dimora di Cleopatra dove diventano i suoi Medjay. Bayek ha il compito di uccidere gli altri membri dell'ordine presenti in Egitto, Aya invece si deve recare da Pompeo per chiedere il supporto. Ella fallisce, ma conduce Giulio Cesare da Cleopatra. Successivamente con l'esercito di Cesare affrontano i soldati di Tolomeo XIII e i due membri dell'ordine degli antichi al suo servizio riuscendo ad ucciderne uno. Dopo che Cleopatra sale al trono ella si allea con Cesare lasciando l'Egitto nelle mani dei romani. Dopo che Bayek uccide Flavius, Aya si rende conto che ormai le loro vite sono cambiate e che dovranno continuare a combattere per il popolo nell'ombra. Così Bayek e Aya formano l'organizzazione chiamata "Gli Occulti". I due si dividono affermando che si ameranno per sempre. Aya si reca a Roma dove crea una sede degli Occulti nel cuore dell'Impero Romano, successivamente uccide l'ultimo membro dell'Ordine responsabile della morte di suo figlio, per poi partecipare all'assassinio di Giulio Cesare. Ormai diventata la Mentore degli Occulti a Roma decide di cambiare il suo nome in Amunet. Il 12 agosto del 30 a.C., Amunet si infiltrò nel palazzo della regina Cleopatra VII, dove la uccise con una vipera. Nel Medioevo, il suo sarcofago venne trasferito nella Basilica di San Marco a Venezia, in Italia. Nel Rinascimento, l'Assassino Ezio Auditore da Firenze esplorò la sua tomba e prese il sigillo nascosto nel suo sarcofago, necessario per aprire la grata che custodiva l'Armatura di Altaïr, collocata nel Santuario sotto Villa Auditore a Monteriggioni. In un periodo imprecisato il suo sarcofago viene riportato in Egitto dove viene riposto vicino a quello di Bayek.
- Kawab: era il figlio di Taharqa. Ammirava profondamente suo padre e desiderava diventare come lui, tuttavia era all'oscuro dei crimini che commetteva. Nel 48 a.C. conosce Bayek di Siwa che lo conduce da suo padre. Dopo che Bayek uccide suo padre Kawab giura vendetta sul medjay. Crescendo impara a combattere e a uccidere e nonostante poi scopra i crimini commessi da suo padre decide di continuare la sua vendetta. Nel 38 a.C. rintraccia Bayek nel Sinai e assolda due mercenari per ucciderlo che però vengono uccisi da quest'ultimo. Kawab decide di affrontare da solo Bayek, questi alla fine riesce a fargli capire la verità e che può essere un uomo migliore di suo padre. Così Kawab si unisce agli Occulti.
- Pasherenptah: era un gran sacerdote del tempio di Menfi nonché un membro degli Occulti e uno dei fondatori. Aiuta Bayek a cercare "La Lucertola" a Menfi.
- Foxida: era un marinaio greco al servizio di Cleopatra. Insieme ad Aya si reca ad incontrare Pompeo. Diviene in seguito un membro degli Occulti.
- Gaio Cassio Longino: era un politico romano e membro degli Occulti nonché uno dei congiuri che hanno ucciso Giulio Cesare.
- Marco Giunio Bruto: è stato un politico, oratore, filosofo e studioso romano nonché membro degli Occulti e uno dei congiuri che hanno ucciso Giulio Cesare.
- Tahira: è un membro degli Occulti e uno dei fondatori dell'organizzazione. Dopo che Bayek sconfigge l'Ordine degli Antichi in Egitto, Tahira si trasferisce nel Sinai dove crea una base per gli Occulti diventando la leader.

### Ordine degli Antichi
- Medunamun: è stato un falso oracolo e un membro dell'Ordine degli Antichi, con il soprannome di "l'Ibis". vissuto durante il regno di Cleopatra. Uomo crudele e senza pietà. Prese il controllo di Siwa con la sua influenza e quando interrogava le sue vittime usava la Mela dell'Eden come arma per spaccare le ossa ai suoi prigionieri. Viene ucciso da Bayek.
- Eudoro: era lo scriba greco della città di Alessandria e segretamente membro dell'Ordine degli Antichi con il soprannome di "L'Ippopotamo". Uomo molto raffinato e amante della vita agiata. Viene ucciso da Bayek nei bagni pubblici di Alessandria.
- Taharqa: era un membro dell'Ordine degli Antichi con il soprannome di "Lo Scarabeo". Era un architetto molto famoso con il compito di ricostruire la città di Letopoli. Nel mentre se qualcuno lo interferiva faceva seppellire le sue vittime nel deserto facendole morire. Viene ucciso da Bayek.
- Khaliset: era un membro dell'Ordine degli Antichi con il soprannome di "La Iena". È una donna che governa la regione di Giza con le sue iene ammaestrate da lei e che lei stessa controlla. Il suo vero obiettivo è quello di far resuscitare la figlia defunta ed è per questo motivo che si è unita all'ordine. Affronta Bayek in combattimento venendo uccisa.
- Hetepi: era un membro dell'Ordine degli Antichi con il soprannome di "La Lucertola". Sacerdote di Anubi, indossa sempre una maschera di Anubi. Con i suoi intrighi controlla la città di Menfi e ha avvelenato il bue sacro. Viene scovato e ucciso da Bayek.
- Rudjek: era un membro dell'Ordine degli Antichi con il soprannome di "l'Airone". Un anno dopo la morte di Khemu viene rintracciato da Bayek e ucciso nella piramide romboidale. Aveva una guardia del corpo di nome Hypatos e un'amante di nome Suphia. Rujek opprimeva la zona del Nomo di Saqqara.
- Berenice: era un membro dell'Ordine degli antichi con il soprannome di "Il Coccodrillo". Diplomatica e grande stratega che con il suo controllo del Fayyum finanziava le imprese dell'ordine. È la principale finanziatrice dell'arena dei gladiatori di Crocodilopoli e per i gladiatori più forti li assumeva per svolgere incarichi speciali. Viene uccisa nella sua villa da Bayek.
- Lucio Settimio: era un membro dell'Ordine degli antichi con il soprannome di "Lo Sciacallo" e capo dei Gabiniani. Era un romano gabiniano al servizio del faraone Tolomeo XIII. Viene sconfitto da Bayek sulla battaglia del Nilo e arrestato, ma grazie alle sue conoscenze viene liberato. Viene ucciso a Roma da Aya.
- Flavio Metallo: era un romano comandante della regione della Cirenaica in Egitto e segretamente leader dell'Ordine degli Antichi durante il I secolo a.C. con il soprannome di "Il Leone". Era un alleato di Giulio Cesare. Dopo aver recuperato il Bastone dell'Eden nella tomba di Alessandro Magno lo usa per aprire la Cripta situata a Siwa. Viene ucciso da Bayek a Cirene nonostante Flavius utilizzasse i poteri della Mela dell'Eden.
- Potino: era un membro dell'Ordine degli antichi con il soprannome di "Lo Scorpione". Era il reggente del faraone Tolomeo XIII. Viene ucciso da Bayek durante la battaglia sul Nilo.
- Tacito: era un generale romano e membro dell'Ordine degli Antichi conosciuto con il soprannome di "Il Boia". Era luogotenente di Rufio operante nel Sinai. Viene ucciso da Bayek di Siwa nel 38 a.C.
- Ampelio: era un generale romano e membro dell'Ordine degli Antichi conosciuto con il soprannome di "L'Amministratore". Era luogotenente di Rufio operante nel Sinai. Operava sempre all'interno della sua fortezza. Viene ucciso da Bayek di Siwa nel 38 a.C.
- Ptahmose: era un membro dell'Ordine degli Antichi conosciuto con il soprannome di "Il Tagliapietre". Era un egiziano che non gli importava nulla dell'Egitto. Con i suoi uomini perlustrava le antiche rovine per trovare antichi reperti per poi venderli. Viene ucciso da Bayek di Siwa nel 38 a.C.
- Gaius Julius Rufio: era un generale romano e membro dell'Ordine degli Antichi conosciuto con il soprannome di "Il Leader". Nominato da Cesare in persona e con i tre suoi luogotenenti comandava la regione del Sinai. Viene ucciso da Bayek di Siwa nel 38 a.C. sulla sua nave dopo che ha tentato di uccidere tutte le persone presenti nella regione.

### Altri
- Hepzefa: è il migliore amico di Bayek e in sua assenza è diventato il guardiano di Siwa e si prendeva cura di Senu. Quando Flavius invade Siwa per cercare la Cripta per aprirla con il Bastone dell'Eden e con la Mela dell'Eden, Hepzefa cerca di proteggere il villaggio dagli invasori, ma viene ucciso da Flavius. Viene poi seppellito nelle tombe di Siwa e la sua spada viene donata a Bayek da sua madre.
- Khemu: figlio di Bayek e Aya. Molto legato ai due, principalmente al padre. Desidera diventare un Medjay come suo padre. Viene rapito dall'ordine degli antichi per costringere Bayek a dire a loro come si usa una Mela dell'Eden. Mentre Bayek affronta i due inavvertitamente pugnala Khemu uccidendolo.
- Layla Hassan: è un'ex impiegata dell'Abstergo Industries. Con la sua migliore amica Deanna Geary si reca in Egitto per cercare reperti nella tomba di Bayek e Aya. Con le sue conoscenze è riuscita a creare un Animus in grado di rivivere i ricordi di persone vissute secoli prima solamente prelevando un pezzo del loro DNA, senza che siano imparentati. Viene braccata dall'Abstergo lei e Deanna. Viene poi trovata da Williams Miles e invitata a unirsi agli assassini. Ella accetta solamente per continuare le sue ricerche.
- Deanna Geary: è un membro del team medico che lavora presso la struttura Discovery and Acquisitions dell'Abstergo Industries a Filadelfia. Migliore amica di Layla. Insieme a lei si reca in Egitto per cercare reperti nella tomba di Bayek e Aya. Quando l'Abstergo giunge in Egitto arriva nella camera di Deanna e il destino dei lei è incerto.
- Cleopatra: è stata l'ultima regina del Regno tolemaico d'Egitto. Cleopatra comunque non fu mai di fatto l'unica sovrana dell'Egitto, avendo regnato insieme al padre, al fratello, al fratello-marito e al figlio. Riuscì tuttavia ad essere la sola detentrice del potere con l'aiuto dei Templari. In seguito ebbe una relazione con Gaio Giulio Cesare, generale e dittatore romano. Dopo la morte di Cesare, si alleò con Marco Antonio, che tuttavia si suicidò nel 30 a.C. dopo aver perso la battaglia di Azio. Pochi giorni dopo, l'Assassina Amunet si infiltrò nel palazzo di Cleopatra e la uccise utilizzando una vipera velenosa.
- Gaio Giulio Cesare: è stato un generale, console e dittatore romano. Dopo aver conquistato la Gallia e vinto la guerra civile, accumulò le cariche politiche, diventando poi dittatore perpetuo, e per questo ritenuto da alcuni degli storici a lui contemporanei il primo imperatore di Roma. Nel 48 a.C. si reca in Egitto dove aiuta Cleopatra a salire sul trono con l'aiuto di Bayek e Aya. Dopo che Cleopatra sale sul trono egli si fidanza con lei che da poi dalla loro unione nasce Cesarione. Quando ritorna a Roma diviene il nuovo leader dell'Ordine degli Antichi. Venne ucciso durante una riunione del senato e la prima persona che gli dà la prima pugnalata è Aya mentre l'ultima è Bruto.
- Cesarione: era il figlio di Cleopatra e Giulio Cesare. Fu l'ultimo sovrano, assieme alla madre, del Regno tolemaico d'Egitto. Dopo la morte della madre non si è mai più saputo nulla del destino di Cesarione.
- Tolomeo XIII: è stato un faraone d'Egitto nonché ultimo della sua dinastia insieme a sua sorella Cleopatra. Dopo che viene ucciso sua sorella sale al trono.
- Hypatos: era la guardia del corpo di Rudjek. Non era un membro dell'Ordine degli Antichi, tuttavia quando Bayek uccide Rudjek, Hypatos comincia a dare la caccia al medjay per ucciderlo affermando che lo faceva per onore perché non era riuscito a proteggere la persona che doveva proteggere. Viene ucciso nel 48 a.C. a Siwa da Bayek.
- Suphia: era l'amante di Rudjek. Dopo che il suo amore viene ucciso da Bayek comincia a dare la caccia al Medjay e con un astuto piano lo fa cadere in trappola, ma con l'aiuto dei ribelli Bayek riesce a salvarsi e Suphia viene uccisa dai ribelli.
- Chenzira: era un abitante del villaggio di Siwa nonché amica di Khemu. Nel 49 a.C. viene catturata da degli uomini dell'Ordine degli Antichi per farsi dire dove si trova il medjay Bayek.
- Rabiah: era una dottoressa del villaggio di Siwa. Molto amica di Bayek ed Hepzefa.
- Hotephres: era un informatore greco di Apollodoro. Uomo ricco che ha ereditato il patrimonio da suo padre. Marito di Khenut e padre di Shadya. Collabora con Bayek per trovare "Il Coccodrillo". Viene nel Fayyum aiutando la popolazione. Quando sua figlia viene uccisa da Berenike, insieme a Bayek e Khenut si vendica uccidendo il capitano che comandava il Fayyum alla morte di Berenike.
- Khenut: era la moglie egiziana di Hotephres, un informatore di Apollodoro con cui indagava sul misterioso Ordine degli Antichi. Dopo che sua figlia Shadya viene uccisa da Berenike cade in depressione ma con il supporto di suo marito e Bayek riesce a mettere da parte il suo dolore per combattere contro i tiranni per il bene dell'Egitto.
- Gennadio: è il capitano delle guardie di Alessandria. Dopo che Aya uccide due membri dell'ordine diviene ricercata in città e Gennadio comincia a dargli la caccia. Viene ucciso da Bayek.
- Il "Figlio di Ra": era un delinquente egiziano che governava la zona attorno a Dionisia. Si autodefiniva il figlio della divinità Ra. Nonostante fosse in carcere continuava a gestire i suoi affari grazie a tutte le guardie corrotte che aveva. Viene ucciso da Bayek.
- Praxilla: era una guaritrice della città di Balagrae. Quando Flavius giunge in città comincia a dar fastidio ai cittadini. Praxilla con il supporto di Bayek aiuta la popolazione e a liberare la città dal giogo dei romani. Bayek nomina Praxilla medjay della città affermando che loro dovranno sempre lottare per il popolo.
- Apollodoro Siciliano: fu un leale seguace e amico della regina Cleopatra. Si alleò con Bayek e Aya per sconfiggere l'Ordine degli Antichi. Viene ucciso da Flavius all'interno della tomba di Alessandro Magno.
- Gamilat: era il capo dei ribelli nella regione del Sinai per scacciare i romani. Per reclutare soldati uccideva innocenti e appiccava incendi dando la colpa ai romani, così facendo reclutava uomini e la sua opera nel cacciare i romani poteva avverarsi. Nel 38 a.C. si alleò con gli Occulti e collaborò con il mentore Bayek di Siwa uccidendo i tre generali romani del Sinai e il loro capo Rufio. Dopo che Bayek scoprì la verità su Gamilat lo uccide, ma facendo spacciare sempre Gamilat come un vero eroe.
- Isidora: era la sacerdotessa di Amon del tempio di Karnak a Tebe. Quando era bambina sua madre era la sacerdotessa di Amon e Isidora la assistette alla sua morte per mano di razziatori. Diventata adulta il suo desiderio di vendetta non è diminuito e dopo che è diventata la sacerdotessa entra in possesso di una Mela dell'Eden che secoli prima era in possesso di Akhenaton. Con il Frutto dell'Eden fa risorgere Nefertiti, Akhenaton, Ramses II e Tutankhamon per far sì che essi uccidessero i razziatori di tombe che anni prima anno ucciso sua madre. Tuttavia ella non riesce a controllare il potere del manufatto e i faraoni risorti attaccano chiunque gli capiti a tiro. Dopo che Bayek scopre la verità e aver sconfitto i faraoni risorti per dargli pace, uccide Isidora e gli sottrae la Mela dell'Eden.
- Sutekh: era un abitante di Tebe e discendente del faraone Ramses II. Nel 38 a.C. incontra Bayek a Tebe e lo aiuta a risolvere il mistero della maledizione dei faraoni. Dopo che Bayek libera Tebe dalla piaga dei faraoni risorti, affida a Sutekh la Mela dell'Eden di Isidora dicendogli di nasconderla in un luogo sicuro dove nessun altro l'avrebbe trovata. Tempo dopo Bayek trova il cadavere di Sutekh nel deserto, ucciso dai cobra, ma della mela dell'eden nessuna traccia.
- Senu: è l'aquila compagna dell'Assassino egiziano Bayek. Ha condiviso un rapporto di simbiosi con Bayek, che con la sua capacità di visione dell'aquila poteva vedere tutto dalla prospettiva di Senu. Senu era un potente mezzo di ricognizione per Bayek e un enorme aiuto per le sue missioni.
- Akhenaton: noto anche come Amenhotep IV, è stato un faraone egizio della XVIII dinastia. Regnò per 17 anni[11], morendo probabilmente intorno al 1334 a.C. ed era sposato con Nefertiti ed era il padre di Tutankhamon e forse di Smenkhara. Akhenaton in un periodo sconosciuto entrò in possesso di una Mela dell'Eden che ha associato ad Aton il disco del sole nell'antica mitologia egizia. Qui lui e sua moglie Nefertiti crearono una nuova religione monoteista con Dio solo Aton. A causa di questa azione molti egiziani dovettero pregare i loro Dei di nascosto e cominciarono a chiamare Akhenaton come "Faraone Eretico". Dopo la sua morte, i suoi monumenti furono smantellati e nascosti, le sue statue furono distrutte e il suo nome fu escluso dalle liste del re, tutto nel tentativo di cancellarlo dalla storia egiziana. Nel 38 a.C. il suo spirito insieme a quello di sua moglie, di suo figlio e del faraone Ramses II tornano nel mondo dei vivi dalla sacerdotessa Isidora cominciando a uccidere innocenti a Tebe e nelle zone circostanti. Il suo spirito crea un'illusione dell'oltretomba accessibile dalla sua tomba. Qui viene ucciso da Bayek di Siwa dopo un duro combattimento. In combattimento utilizza una spada ricurva.
- Nefertiti: era una regina egiziana e moglie di Akhenaton, un faraone del periodo egizio di Amarna e madre di Tutankhamon. Dopo che suo marito trovarono una Mela dell'Eden associandola ad Aton crearono la religione monoteista come unico Dio Aton. Nefertiti e suo marito erano conosciuti per una rivoluzione religiosa, nella quale adoravano un solo dio, Aton. Con suo marito, regnò in quello che fu probabilmente il periodo più ricco della storia dell'antico Egitto. Nel 38 a.C. il suo spirito insieme a quello di suo marito, di suo figlio e del faraone Ramses II tornano nel mondo dei vivi dalla sacerdotessa Isidora cominciando a uccidere innocenti a Tebe e nelle zone circostanti. Il suo spirito crea un'illusione dell'oltretomba uguale al campo dei giunchi accessibile dalla sua tomba. Qui viene uccisa da Bayek di Siwa dopo un duro combattimento. In combattimento utilizza due lunghi pugnali dorati.
- Tutankhamon: era un faraone della XVIII dinastia d'Egitto, durante il periodo di Amarna. Era il figlio di Nefertiti e Akhenaton. Quando divenne faraone decise di togliere la religione monoteista creata dai suoi genitori per ricreare l'antica religione politeista. Dopo che ottenne la Mela dell'Eden la diede ai sacerdoti di Amon credendo che lo avrebbero usato per mantenere Ma'at. Nel 38 a.C. il suo spirito insieme a quello di sua madre, di suo padre e del faraone Ramses II tornano nel mondo dei vivi dalla sacerdotessa Isidora cominciando a uccidere innocenti a Tebe e nelle zone circostanti. Il suo spirito crea un'illusione dell'oltretomba accessibile dalla sua tomba. Qui viene ucciso da Bayek di Siwa dopo un duro combattimento. In combattimento usa una lancia.
- Ramses II: noto anche come Ramesse II, era un faraone della XIX dinastia d'Egitto, generalmente considerato il più grande e uno dei più famosi di tutti i faraoni. Il governo di Ramses fu aiutato dai sommi sacerdoti di Amon, che diverse generazioni prima ricevettero una mela d'Eden da Tutankhamon. Nel 38 a.C. il suo spirito insieme a quello di Akhenaton, di Nefertiti e di Tutankhamon tornano nel mondo dei vivi dalla sacerdotessa Isidora cominciando a uccidere innocenti a Tebe e nelle zone circostanti. Il suo spirito crea un'illusione dell'oltretomba accessibile dalla sua tomba. Qui viene ucciso da Bayek di Siwa dopo un duro combattimento. In combattimento usa una mazza chiodata.
- I Fratelli Gallici: precisamente Diovice e Viridovice, erano due gladiatori dell'arena di Crocodilopoli nonché tra i più forti. Sono al servizio di Berenike e svolgono per lei importanti mansioni. Diovicos combatte corpo a corpo mentre Viridovix combatte usando una Falce. Dopo che vengono sconfitti nell'arena da Bayek e Kensa vengono poi giustiziati da Berenike perché sono stati sconfitti.
- Kensa: era una gladiatrice dell'arena di Crocodilopoli. Amica di Bayek e proveniente da Siwa. Fugge per cercare fama e gloria. Diventa una gladiatrice a Crocodilopoli e viene assoldata diverse volte da Berenike per svolgere incarichi speciali. Viene uccisa da Bayek perché faceva la guardia del corpo a Berenike.
- Lo Schiavista: era un gladiatore dell'arena di Crocodilopoli nonché tra i più forti. Come arma usava un tridente. Viene sconfitto da Bayek nell'arena.
- Il Martello: era un gladiatore dell'arena di Cirene nonché tra i più forti. Come suggerisce il soprannome come arma principale utilizza un enorme martello.
- Il Carnefice: era un gladiatore dell'arena di Cirene nonché tra i più forti. È un guerriero germanico che utilizza come arma due asce. Come suggerisce il nome è molto sadico contro i suoi avversari.
- L'Oplite: era un gladiatore dell'arena di Cirene nonché tra i più forti. È un guerriero molto corazzato e utilizza nei combattimento un enorme scudo, una lancia e una spada.
- Il Seleucide: era un gladiatore dell'arena di Cirene nonché tra i più forti. È un guerriero molto cruento e sadico contro i suoi avversari e se gli spettatori lo insultano non esita a ucciderli salendo sugli spalti. Come arma utilizza una lancia che può intingere col fuoco.
- Il Duellante: era un gladiatore dell'arena di Cirene nonché la più forte di tutta l'arena. È una guerriera asiatica che combatte usando due spade fini ed è talmente agile da compiere salti acrobatici. Quando il nemico si dimostra molto tenace intinge le sue due katane di veleno.

## Assassin's Creed: Odyssey

### Alexios e Kassandra
Sono i due fratelli protagonisti del videogioco. Il giocatore può scegliere di interpretare uno dei due, mentre l'altro sarà adescato dalla Setta di Cosmos e sarà compito del protagonista cercare di riportarlo dalla propria parte. In questa pagina scegliamo Kassandra come protagonista. Nel caso si scelga Alexios le due descrizioni sono da scambiare.
- Kassandra: è la sorella di Alexios. Sebbene all'inizio del gioco è possibile scegliere tra lei e il fratello, Ubisoft ha affermato come il vero protagonista sia Kassandra. Quando fu cacciata da Sparta naufragò a Cefalonia dove divenne una Misthios, ovvero una mercenaria. Venne cresciuta da Nicolao, il suo padre adottivo, crescendo come una spartana, ma dopo una profezia fu scaraventata da una rupe da Nicolao, riuscendo a sopravvivere. Raggiunse Cefalonia dove visse per anni, per poi cominciare la vita da mercenaria. Durante le sue imprese entrò in conflitto con una setta segreta chiamata Setta di Cosmos, un'organizzazione pre-templare che aveva l'obiettivo di conquistare tutta l'antica Grecia. Kassandra comincia a dare la caccia alla setta riuscendo ad uccidere tutti i membri e allo stesso tempo scoprire la verità sulla sua famiglia e su suo padre. Kassandra entrò in conflitto anche con un'altra organizzazione segreta pre-templare, l'Ordine degli Antichi, che cominciò a darle la caccia per la sua discendenza con gli Isu. Per le sue azioni Kassandra è considerata una dei precursori dell'Ordine degli Assassini. È la nipote di Leonida I, dal quale ha ereditato la sua lancia mistica; è la figlia di Myrrine e sorella maggiore di Alexios. Il padre biologico di Kassandra e Alexios è Pitagora, ma i due vengono cresciuti dal generale spartano Nicolao. Kassandra è la madre di Elpidio ed è un'antenata di Aya, alias Amunet, la co-fondatrice degli Occulti.
- Alexios: è il fratello di Kassandra, conosciuto nella setta come il "Prescelto". Allevato dalla setta fin da piccolo da Criside, è diventato una vera e propria macchina da guerra, talmente temuto da incutere paura perfino ai membri della setta stessa. Insieme alla setta cerca di rovesciare i leader dell'antica Grecia facendo in modo che i membri del suo ordine salgano al potere.

### Assassini
- Victoria Bibeau: è una ricercatrice e psichiatra, nonché membro della nuova squadra di Layla. In passato, faceva parte dei Templari ed era una dipendente dell'Abstergo Industries che si occupava principalmente delle conseguenze dell'Effetto osmosi. Si occupa di tenere in forma Layla, preoccupandosi molto sul suo stato fisico e mentale affinché possa non avere i sintomi dell'Effetto osmosi.
- Kiyoshi Takakura: membro della confraternita giapponese, nonché ex membro della yakuza. È un ricercatore molto esperto e serio ed è specializzato nel violare i computer. È uno dei membri della nuova squadra di Layla.

### Setta di Cosmos
- Aspasia: è la leader della Setta di Cosmos, conosciuta col soprannome di "Spettro della Setta". Divenne anche l'amante e socia di Pericle. In origine, il suo piano era quello di utilizzare la setta per governare in modo giusto la Grecia. Con l'arrivo di Deimos, questi cominciò a scalare i ranghi della setta fino a diventare de facto il nuovo leader e a cambiare gli ideali del gruppo. Così facendo, Deimos trasformò la setta in un'organizzazione corrotta e Aspasia decise di lasciarla. Dopo aver incontrato Kassandra, decide di collaborare insieme a lei per distruggere l'intera setta. Una volta sconfitti tutti i membri, Aspasia si rivela alla misthios rivelando le sue vere intenzioni.
- Pausania: re Agiade di Sparta, è uno dei saggi della Setta di Cosmos che comanda la fazione "La Lega del Peloponneso". Si presenta come un re progressista, contrapponendosi al suo collega, Archidamo II, che tenterà di estromettere all'arrivo di Kassandra, facendole credere che egli sia il re corrotto dalla Setta. Infatti, Pausania cerca di farsi amico Myrrine e Kassandra mostrandosi accogliente e benevolo. Quando Kassandra cercherà di ottenere di nuovo la cittadinanza spartana insieme a sua madre, Pausania le affiderà il compito di far vincere Sparta alle Olimpiadi. Dopo varie ricerche, Kassandra capirà che il membro della setta è Pausania e, tramite gli efori, lo estrometterà dal trono, per poi ucciderlo.
- Belo la Bestia di Sparta: è un guerriero facente parte del gruppo "Gli eroi della setta". È un guerriero spartano, nonché campione dell'arena dell'isola di Pefka. Durante una battaglia, affronta Kassandra nell'arena, venendo ucciso.
- Exekias la Leggenda: mercenario della Beozia. Famoso per essere il mercenario più forte di tutta la gerarchia, da cui il soprannome "La Leggenda". È anche il Saggio dei "Gli eroi della setta" appartenenti alla Setta di Cosmos. Kassandra poco a poco scala la gerarchia dei mercenari, affrontando in un duello all'ultimo sangue Exekias, riuscendo ad ucciderlo. Con la sua morte, Kassandra diventa di fatto la mercenaria numero uno di tutta l Grecia.
- Podarce il crudele: conosciuto come "Re delle isole d'argento" e membro del ramo "La Lega di Delo" della Setta di Cosmos. È il fratello di Diocle e il governante delle isole d'argento, ovvero Delo e Micono. Tiranno spietato che ha assoggettato le isole creando un clima di terrore. Viene ucciso da Kassandra dopo che quest'ultima ha aiutato i capi dei ribelli a diminuire il suo potere e a privare i suoi soldati di armi e rifornimenti.
- Codro il toro: capo ateniese dell'isola di Lesbo e membro della fazione "La Lega di Delo". Governava l'isola con la forza, diventando un tiranno. In passato, era stato un soldato e per lui era semplice reclutare nuovi adepti. Nonostante lui facesse credere ai suoi sottoposti che li avrebbe guidati in battaglia, in realtà uccideva i suoi uomini come sacrificio a Cosmos. Viene ucciso da Kassandra.
- Diocle: è un soldato ateniese e fratello di Podarce. Comanda le truppe del fratello sulle isole d'argento. Durante una battaglia contro Sparta, affronta Kassandra, venendo ucciso.
- Macaone il terribile: guerriero facente parte della fazione "La lacrima d'argento". Per ottenere ricchezza sacrificò a Cosmos il suo unico figlio e i suoi servitori. Così, per ottenere l'appoggio di Cosmos, decise che tutta la Grecia doveva morire. Viene trovato e ucciso da Kassandra.
- Il Mercante: il vero nome è sconosciuto, è un membro della Setta di Cosmos appartenente alla "Lega del Peloponneso". Grazie alla setta comincia a prendere il controllo della città di Corinto, diventando un vero e proprio dittatore. In città è temuto e molto spesso combatte contro i ribelli guidati da Anthousa. Quando Kassandra si reca in città, si allea con Anthousa e, con l'aiuto dello spartano Brasida, riesce a sconfiggere il Mercante. La misthios potrà poi decidere se ucciderlo di persona oppure farlo morire per mano degli abitanti della città; in ogni caso, viene ucciso.
- Callia: è un campione olimpico appartenente alla fazione "Lega del Peloponneso" della Setta di Cosmos. È il campione indiscusso delle Olimpiadi, ma le sue vittorie, in realtà, sono truccate, perché la setta ha sempre barato alle competizioni, facendo in modo che Callia vincesse. Durante i nuovi giochi olimpici, Kassandra scopre che Callia fa parte della setta e alla fine lo uccide.
- Cleone: politico e militare ateniese, è noto per essere un demagogo ed è il Saggio della fazione "La Lega di Delo". Considera Pericle un debole perché non vuole contrattaccare Sparta, che si avvicina sempre di più ad Atene. Comincia a parlare alla folla facendo spacciare Pericle per un debole e un codardo. Dopo la morte di Pericle, prenderà il potere. Nonostante sia diventato il nuovo leader di Atene, comincia a governare in modo che solo lui possa trarne vantaggio e dà il via libera ai suoi uomini di fare quello che vogliono. Dopo aver scoperto la sua appartenenza alla Setta, Kassandra si alleerà con Aristofane, Socrate e Ippocrate per screditarlo. Verrà ucciso durante la battaglia di Anfipoli.
- Melite: nobile che vive sull'isola di Creta e facente parte della fazione "Gli adoratori della stirpe" della Setta di Cosmos. Come molti della setta, non aveva un passato ed è ignota la sua origine. Il suo compito è quello di trovare tutti i parenti di Deimos affinché li possano uccidere. Il suo potere su Creta si estende principalmente sulla zona di Pefka e ha obbligato uno degli abitanti a far credere ai guerrieri che possano affrontare il Minotauro. Così facendo, i guerrieri pagano una tassa per partecipare alla battuta di caccia e vengono uccisi dai soldati della setta, che intascano i loro soldi. Viene rintracciato da Kassandra, che lo uccide nella sua casa.
- Criside: è una sacerdotessa di Era, madre di Dolopo e facente parte della fazione "Gli adoratori della stirpe" della Setta di Cosmos. È una donna spregevole e molto devota alla setta. Le importa solo dell'obiettivo della setta; infatti. non le importa nemmeno di suo figlio, che considera un fallimento. Il suo compito è quello di rapire i neonati, per poi crescerli, trasformandoli in macchine da guerra. È stata lei a far credere a Myrrine che Alexios fosse morto. Criside prese Alexios e lo crebbe in modo crudele, facendolo diventare il guerriero spietato che è diventato, fino ad essere conosciuto col nome di Deimos. Kassandra, dopo aver scoperto la verità su Criside, la uccide.
- Pallade il silenziatore: guerriero spietato facente parte della fazione "Gli eroi della setta". Combatte solo per soddisfare la sua sete di vendetta. Viene chiamato "Il silenziatore" in modo ironico, perché alla fine di ogni battaglia a cui partecipava, nell'aria si udiva solamente la sua risata maniacale. Viene ucciso da Kassandra durante la battaglia di conquista dell'Acaia.
- Deianira: guerriera, nonché una dei quattro campioni della Beozia e membro della fazione "Gli eroi della setta". È la cugina di Astra. Con quest'ultima è molto unita e il loro rapporto può essere compreso come un rapporto platonico o addirittura romantico. Nonostante fosse una guerriera ben riconosciuta nella Beozia incute timore, tutto per servire la setta. Viene rintracciata e uccisa da Kassandra.
- Astra: è la cugina di Deianira e facente parte della Setta di Cosmos. È molto legata a sua cugina e può essere che le due abbiano una relazione. Pur non facendo parte di una delle fazioni della setta, risultando solamente un semplice soldato di basso rango, ella ha il compito di addestrare le truppe della setta. Viene trovata e uccisa da Kassandra.
- Diona: è una sacerdotessa di Afrodite e membro della fazione "Gli adoratori della stirpe" della Setta di Cosmos. È la sorella gemella di Eritha, l'alta sacerdotessa di Afrodite. Le due vivono sull'isola di Citera e Diona, sentendosi offuscata da sua sorella, progetta di rovesciarla. Quando Kassandra si reca sull'isola, Diona la inganna facendole credere di lavorare con lei per uccidere il membro della Setta di Cosmos. Le dice di svolgere diversi incarichi che, in realtà, servono per uccidere sua sorella. Diona, essendo molto bella, prova a sedurre Kassandra e, se si vorrà, si potrà passare la notte con lei. Dopo che Kassandra svolge gli incarichi di Diona, quest'ultima invierà alcuni suoi soldati ad ucciderla, ma senza successo. Kassandra si recherà al tempio dell'isola scoprendo la verità su sua sorella gemella. Kassandra interroga le due, scopre chi è la vera Diona e la uccide. Se Kassandra sbaglia bersaglio e uccide Eritha, Diona le scaglierà alcuni suoi soldati, ma verrà uccisa lo stesso da Kassandra.
- Polemone il Saggio: è uno stratega, nonché Saggio della fazione "La lacrima d'argento" della Setta di Cosmos. È il vero artefice della guerra tra Sparta e Atene. A lui non interessano molto gli ideali della setta, il suo unico obiettivo è la ricchezza e si è unito alla setta perché ha trovato un'occasione per diventare sempre più ricco. Viene rintracciato da Kassandra e ucciso nel suo forte.
- L'Idra: è il Saggio della fazione "Gli dei del Mar Egeo". È un capitano di una nave che ha assunto il soprannome "Idra" per incutere paura ai suoi nemici. Con la sua flotta e i suoi luogotenenti controlla tutto il Mar Egeo, affondando tutti i nemici della setta. Di norma naviga a ovest dell'isola di Citera. Kassandra inizia una battaglia navale contro l'Idra e riesce a ucciderlo affondando la sua nave.
- Zoisme: è un membro della Setta di Cosmos appartenente alla fazione "Gli adoratori della stirpe". Non si sapeva nulla di lei e cominciarono a circolare leggende sul fatto che uccidesse tutti coloro che incontrava e che li appendesse agli alberi, cosa che si rivelerà vera; infatti, li dava in sacrificio a Cosmos. È un'abile cacciatrice e la sua ferocia circola velocemente, perché uccide tutti i pellegrini e sacerdoti che osano ostacolarla. Vive in una grotta con un orso che ha addomesticato. Viene rintracciata da Kassandra e uccisa nella sua grotta.
- Arpalo: uno dei leader della setta segreta "I seguaci di Ares" e membro della Setta di Cosmos facente parte della fazione "Gli adoratori della stirpe". La setta di Cosmos è così potente da sottomettere perfino le altre sette segrete, tra queste i "Seguaci di Ares". Arpalo promise ai suoi seguaci che, se si sarebbero uniti a Cosmos, avrebbero avuto carne e sangue a volontà. Viene rintracciato da Kassandra e ucciso.
- Giocasta, la veggente: è il Saggio della fazione "Gli adoratori della stirpe". È lei che obbliga gli oracoli a dare false profezie affinché possano avvantaggiare la setta; inoltre, è stata lei a ordinare a Criside di allevare i bambini affinché si uniscano alla setta. Tutti i membri della sua fazione sono considerati come Dei perché secondo loro sono in grado di comunicare con le divinità stesse e sono loro che svolgono i compiti della Setta di Cosmos. Viene uccisa da Kassandra.
- Brisone: nobile facente parte della fazione "La Lega di Delo" della setta di Cosmos. Come molti giovani, crebbe venendo sfruttato dagli altri. La setta lo accolse, offrendogli la possibilità di cambiare il suo futuro. Il suo unico obiettivo è quello di dimostrare il suo valore. Per ottenere fama, forza e ricchezza compie atti ignobili per la setta, ovvero uccide e tortura i nemici della setta. Viene rintracciato e ucciso da Kassandra.
- Sotera: è una spia, nonché membro della fazione "Occhi di Cosmos" della Setta di Cosmos. Con la sua rete di informazioni poteva sapere ogni movimento via terra e via mare. Grazie ai suoi numerosi contatti nessuna informazione sfuggiva alle sue orecchie e nessuna opportunità era celata al suo sguardo. La sua base operativa è un magazzino situato in Megaride. Viene trovata dalla misthios Kassandra, venendo poi uccisa.
- Elpenore: membro della Setta di Cosmos, precisamente del ramo "Occhi di Cosmos". Si reca in Cefalonia per assoldare Kassandra per uccidere Nikolao. Dopo che Kassandra scopre il vero obiettivo di Elpenore, lo bracca e lo uccide.
- Ermippo: è un nobile ateniese, figlio di Liside e fratello di Mirtillo, membro della fazione "Occhi di Cosmos" della Setta di Cosmos. È un uomo impetuoso, vile e arrogante che cerca sempre di mostrare la debolezza della democrazia ateniese guidata da Pericle. Attraverso il teatro cerca sempre di sminuire le azioni di Pericle definendolo debole. Con le sue azioni fece in modo di convincere la città di Atene a sfidare Sparta. Viene trovato dalla misthios Kassandra per poi venire ucciso.
- Mida: nobile facente parte della fazione "Occhi di Cosmos". Quando diventò parte della setta, fu assoldato per trovare oggetti antichi. La setta brama gli oggetti dell'antico mondo e saccheggiano e depredano rovine antiche e cimiteri. Mida, con le sue risorse, trovava ogni oggetto interessante e cancellava poi dalla storia tutte le altre cose che riteneva inutili. Svolgeva il suo lavoro per la Setta di notte, mentre di giorno svolgeva era un banchiere ricco e spietato.
- Soco: guerriero eccellente e facente parte della fazione "Gli dei del Mar Egeo" della Setta di Cosmos. Si autoproclamò guardiano delle isole d'ossidiana fino a diventare una sorte di dittatore. Solca le acque attorno alle due isole con la sua nave, affondando tutte le navi nemiche che vuole, dimostrando il suo valore alla setta. Quando Kassandra si reca sulle isole d'ossidiana comincia ad attirare l'attenzione di Soco diminuendo la difesa delle due isole, così facendo lo costringe ad affrontarla in una battaglia navale, dove perde, finendo in fondo al mare insieme alla sua nave e al suo equipaggio.
- Melanto: è il figlio del capo ateniese della Messara sull'isola di Creta e membro della Setta di Cosmos facente parte della fazione "Gli dei del Mar Egeo". È il capitano di una nave che naviga attorno all'isola di Creta affondando tutti i suoi nemici. Affronta Kassandra in una battaglia navale, venendo ucciso affondando con la sua nave.
- Lago: è un politico spartano residente in Arcadia che si preoccupa dei rifornimenti alle truppe spartane durante la guerra. Segretamente fa parte della Setta di Cosmos della fazione "Lega del Peloponneso". In origine, si è alleato con la setta vedendola come partner commerciale; tuttavia, i suoi lavori interessarono molto alla setta, così rapirono la famiglia di Lago costringendolo, a unirsi alla setta e a lavorare per loro.
- Il Grifone argenteo: nobile facente parte della fazione "La lacrima d'argento". È un abile manipolatore, perché riesce ad assoggettare chiunque contro la sua volontà. Si considera un mentore: insegna agli schiavisti il controllo e impone agli schiavi la sottomissione con la paura della morte. Viene trovato e ucciso da Kassandra.
- Rexenore la mano: è un comandante ateniese che controlla un quartiere di Atene e fa parte della fazione "La Lega di Delo". Comanda il distretto col pugno di ferro assumendo il ruolo di leader e spesso passa del tempo con le etere. Viene rintracciato da Kassandra e ucciso nel suo piccolo forte.
- Drachio: è un membro della Setta di Cosmos che organizza ogni anno la battaglia delle cento mani affinché possa trovare guerrieri degni per reclutarli nella setta. Alla fine, il suo piano viene scoperto da Kassandra, che lo uccide.
- Pesce Spada: il cui nome è sconosciuto, è un membro della setta appartenente alla fazione "Gli eroi della setta". Residente sull'isola di Creta, utilizza la sua influenza per dominare la parte nord dell'isola chiedendo il pizzo agli abitanti. Un giorno, insieme ad altri uomini, entra nel labirinto del Minotauro con l'intenzione di uccidere la creatura, ma il mostro massacra tutti, tranne tre uomini, e uno di questi è proprio "Pesce Spada". Ne esce sconvolto al punto di impazzire e tradire la Setta di Cosmos, decidendo di vivere sotto una caverna isolato da tutti, sperando che la setta e il Minotauro non lo trovino. Viene trovato da Kassandra e ucciso.
- Epitteto il diretto: membro della setta facente parte della fazione "La lacrima d'argento". Costruttore di navi esperto che costruiva navi per entrambe le fazioni nella guerra, riuscendo ad ottenere grandi guadagni. Durante un'altra riunione della setta, Deimos disse che c'era un traditore fra di loro e così cominciò a ispezionare ogni membro finché s'imbatté in Kassandra e qui Deimos, sconvolto nello scoprire che era sua sorella, voleva parlare in privato con lei, così la lasciò andare e accusò Epitteto di essere il traditore e lo uccide davanti a tutti gli altri cultisti.
- Il Polpo: membro della setta facente parte della fazione "Gli dei del Mar Egeo". Guerriera spietata che, con le sue navi, comandava il mar Egeo insieme ai suoi compagni di gruppo. Per aumentare la sua fama disse che era stata uccisa dalle Erinni e che era tornata in vita come uno spettro assumendo lo pseudonimo de "Il Polpo. Viene trovata da Kassandra e uccisa sulla sua nave.
- Iobate lo stoico: membro della setta facente parte della fazione "La Lega di Delo". Natio dell'isola di Lemno, egli era ovunque e in nessun luogo. È un individuo misterioso temuto da tutti, anche se nessuno conosce la sua identità. Freddo calcolatore che non lascia nessuna traccia del suo passaggio. Assolda diversi mercenari che combattano per lui per aumentare la sua aura di terrore ed essendo un uomo che vive nell'ombra può incutere paura in tutta la Grecia. Viene scovato da Kassandra e ucciso.
- Chimera: membro della setta facente parte della fazione "La lacrima d'argento". Donna fredda che non conosce le parole amore, calore e passione. Il suo unico obiettivo è quello di trovare oro e oggetti preziosi utili per la setta. Lei vive per servire la setta. Viaggia in tutta la Grecia coi suoi schiavi alla ricerca di tesori e se essi non trovavano nessun oggetto prezioso lei li uccideva. Viene trovata e uccisa da Kassandra.
- Il Centauro di Eubea: membro della setta facente parte della fazione "La lacrima d'argento". Col suo commercio di rame finanzia le operazioni della setta ed essa gli invia schiavi per il lavoro del rame nelle miniere. Viene trovato e ucciso da Kassandra.

### Ordine degli Antichi
- Amorge: è il leader dell'Ordine degli Antichi durante il V secolo a.C. ed è soprannominato "Zanna Persiana" nonché leader della sua fazione personale chiamata "Ordine del Dominio". In passato era grande amico di Dario e insieme a Pactia formarono un gruppo per contrastare l'Ordine degli Antichi in Persia. Il loro gruppo è considerato uno dei precursori degli Assassini. I tre insieme al loro gruppo organizzarono l'assassinio di Serse riuscendo nell'impresa. Quando il figlio di Serse divenne il nuovo re, Amorge cominciò a credere che l'ordine non era malvagio e che voleva proteggere la Persia. Così insieme a Pactia si unì all'Ordine degli Antichi e fermò Dario nel tentato omicidio del nuovo re di Persia. Dopodiché ordinò l'assassinio della moglie di Dario e dei suoi figli. Negli anni Amorge scala i ranghi diventando il nuovo leader dell'Ordine nel V a.C. Dopo che Kassandra sconfigge Fila, Amorge decide di attaccare personalmente e nella battaglia i suoi soldati uccidono Nataka e Amorge rapisce Elpidio. Alla fine, affronterà in duello Kassandra e Dario venendo ucciso ma prima di morire rivela il luogo dove ha nascosto Elpidio.
- Pactia: membro dell'ordine e leader della fazione "Ordine dei Cacciatori" conosciuto col soprannome di "Il Cacciatore". In passato era grande amico di Dario e insieme a Pactia formarono un gruppo per contrastare l'Ordine degli Antichi in Persia. Il loro gruppo è considerato uno dei precursori degli Assassini. I tre insieme al loro gruppo organizzarono l'assassinio di Serse riuscendo nell'impresa. Quando il figlio di Serse divenne il nuovo re, Amorge cominciò a credere che l'ordine non era malvagio e che voleva proteggere la Persia. Così insieme a Pactia si unì all'Ordine degli Antichi. Pactia divenne uno dei luogotenenti di Amorge comandando una fazione sua. Pactia è un abile cacciatore e manipolatore ed è in grado di domare le bestie più feroci per poi comandarle. Quando si reca in Macedonia per uccidere Kassandra usa ogni mezzo per far passare lei dalla parte del torto definendola una minaccia per l'umanità. Alla fine viene ucciso da Kassandra. Nonostante Dario avesse troncato i rapporti con lui, decise di dargli una degna sepoltura in onore dei vecchi tempi.
- Fila: membro dell'ordine e leader della fazione "Ordine della Tempesta" conosciuta col soprannome di "La Tempesta". Fila nasce ad Acaia ed è la figlia di Cleta. Fin da bambina ha sempre amato il mare. Dopo una furente discussione con sua madre lascia l'Acaia. Come Kassandra ella è una "Corrotta" e tale cosa fa attirare l'Ordine degli Antichi che la reclutano fino a renderla una guerriera spietata e senza scrupoli. Diviene talmente spietata da uccidere anche i suoi sottoposti se non le obbediscono e infatti chiunque ha timore anche solo pronunciare il suo nome. Crea una sua fazione chiamata "Ordine della Tempesta" e crea una flotta navale micidiale con un'arma pericolosa in grado di lanciare fiamme. Dopo che Kassandra uccide Pactia e la sua fazione, Fila riceve l'ordine di scovare Kassandra, Dario e Nataka e li rintraccia in Acaia e qui blocca la regione con la sua flotta e il suo esercito collaborando con la Setta di Cosmos. Per scovare Kassandra assolda dei mercenari per ucciderla, ma vengono tutti sconfitti, inoltre la misthios uccide tutti i membri della sua fazione e affronta Fila in una battaglia navale contro la sua nave chiamata "Scilla". Fila naufraga e viene trovata da Kassandra e sua madre Cleta che cerca di farsi perdonare ma invano. Alla fine Kassandra e Fila si affrontano e quest'ultima viene sconfitta, ma prima di morire si riconcilia con sua madre.
- Gergis: membro dell'ordine e vice-leader della fazione "Ordine del Dominio" e conosciuto col soprannome "l'Araldo". È un abile persuasore al punto da convincere le persone a compiere atti contro i propri interessi facendo credere a loro che fosse una loro idea fin dal principio. Per questa sua abilità Amorge decise di reclutarlo nell'ordine facendo diventare il più rispettato e conosciuto diplomatico della Persia. Fedele al suo signore Amorge e alla ideologia dell'Ordine degli Antichi. A differenza di altri non è un guerriero e non ama la violenza e preferisce risolvere le questioni parlando o usando la sua abilità di persuasore. Quando Kassandra si trova in Messenia chiede alla misthios un incontro amichevole con lei e grazie alle sue abilità riesce a far capire a Kassandra che lui non è una minaccia e gli rivela com'è morto Nataka e che è stato lui stesso a salvare Elpidio. Quando Kassandra cerca Amorge per ucciderlo, Gergis ferma la misthios affermando già che non potrà fermarla, ma è che suo compito provare a farlo. Kassandra prova a convincere a non combattere ma alla fine affronta Gergis e lo uccide.
- Fratagune: membro dell'ordine facente parte della fazione "Ordine dei Cacciatori" conosciuta col soprannome di "La Custode". Fratagune conobbe Pactia e decise di unirsi a lui nella sua causa. Essendo un'abile cacciatrice e domatrice di bestie, decise di vivere lontano dalla civiltà in compagnia delle sue creature domandole per servire Pactia affinché egli possano uccidere un giorno Kassandra. Il suo compito è infatti quello di domare nuove bestie. Alla fine viene trovata da Kassandra e uccisa.
- Conone: membro dell'ordine facente parte della fazione "Ordine dei Cacciatori" conosciuto col soprannome di "Il Lottatore". Quando il Cacciatore si reca in Macedonia per uccidere Kassandra ordina ai suoi uomini di fare lo stesso e di cercarla. Conone si unisce ai Seguaci di Ares e convinse un piccolo gruppo a seguirlo per crearne uno nuovo per vivere in sintonia con le creature della foresta facendo credere che il Dio Ares gli avrebbe donato la forza. Alla fine viene trovato e ucciso da Kassandra.
- Echione: membro dell'ordine facente parte della fazione "Ordine dei Cacciatori" conosciuto col soprannome di "Il Guardiano". Echione è un semplice contadino, adatto per passare inosservato e nessuno potrebbe pensare che fa parte di una setta segreta. Il compito di Echione è quello di trovare ogni informazione possibile e di riferirla al Cacciatore. Il suo compito è quello di scovare Kassandra, ma alla fine la misthios trova Echione e lo uccide.
- Timosa: membro dell'ordine facente parte della fazione "Ordine dei Cacciatori" conosciuta col soprannome di "La Guaritrice". Quando il Cacciatore si reca in Macedonia per uccidere Kassandra ordina ai suoi uomini di fare lo stesso e di cercarla. Timosa arriva nel villaggio Potidaia diventando il medico del villaggio. Per attirare Kassandra comincia ad avvelenare gli abitanti facendo credere che si tratta di una malattia. Quando la misthios arriva nel villaggio Timosa accusa il magistrato di essere il vero artefice, ma Kassandra dopo varie ricerche scopre che è lei la responsabile e alla fine viene uccisa dalla mercenaria.
- Bubare: membro dell'ordine facente parte della fazione "Ordine dei Cacciatori" conosciuto col soprannome di "Il Cospiratore". Il suo compito è quello di reclutare nuovi adepti all'Ordine, infatti è conosciuto anche col soprannome di "Il Reclutatore". Kassandra e Dario scoprono l'identità di Bubare e il luogo dove intende reclutare nuovi adepti. Alla fine viene ucciso da Kassandra ed è il primo membro dell'Ordine degli Antichi ad essere ucciso dalla misthios.
- Acanto: membro dell'ordine facente parte della fazione "Ordine dei Cacciatori" conosciuta col soprannome di "L'Ingannatrice". Quando il Cacciatore si reca in Macedonia per uccidere Kassandra ordina ai suoi uomini di fare lo stesso e di cercarla. Acanto una volta in Macedonia conobbe il capo della regione e alla fine divenne sua moglie assicurandosi che egli avrebbe fatto qualsiasi cosa per lei. Diventata la moglie del capo della Macedonia era sicura che nessuno l'avrebbe uccisa perché risiedeva nella dimora del capo e ha ottenuto anche la sua guardia personale. Così facendo cominciò a cercare Kassandra per il suo signore. Kassandra alla fine scopre l'identità di Acanto e la uccise in casa sua nonostante le molte guardie a difenderla.
- Megacreonte: membro dell'ordine facente parte della fazione "Ordine della Tempesta" conosciuto col soprannome "l'Indistruttibile". Guerriero che secondo lui sono inutili le parole, infatti secondo lui la Guerra del Peloponneso è scoppiata per colpa di politici che sono solo bravi a parlare. Solamente con la forza si possono risolvere i problemi secondo lui. Insieme al suo gruppo si reca in Acaia per cercare Dario e Nataka per ucciderli. Qui Megacreonte col supporto della Setta di Cosmos rintraccia l'ingegnere che doveva costruire l'arma per La Tempesta e lo uccide, dopodiché affronta Kassandra e Dario venendo ucciso.
- Nestore: membro dell'ordine facente parte della fazione "Ordine della Tempesta" conosciuto col soprannome "Il Formidabile". Pirata molto temuto nell'Egeo e per anni con la sua nave ha depredato e ottenuto ricchezze, ma ottenendo sempre la vittoria il suo desiderio di conquista si è affievolito, così si è unito all'Ordine degli Antichi per trovare un nuovo stimolo nella sua vita. Con la sua flotta controlla ogni nave nella regione dell'Acaia, ma alla fine viene ucciso da Kassandra affondando con la sua nave.
- Augo: membro dell'ordine facente parte della fazione "Ordine della Tempesta" conosciuta col soprannome "l'Onniveggente". Con la guerra la democrazia si era indebolita, così Augo ne approfittò per parlare al popolo e tediarlo trasmettendo le sue parole e con l'aiuto dell'Ordine degli Antichi poteva espandere la sua opera. Viene rintracciata da Kassandra in Acaia e uccisa.
- Sofo: membro dell'ordine facente parte della fazione "Ordine della Tempesta" conosciuto col soprannome "Il mediatore". Nobile della città portuale di Patrasso. Di fatto a lui non gli interessano gli obiettivi dell'ordine, si è unito a loro solamente per un suo tornaconto per essere protetto dai suoi affari, allo stesso tempo l'Ordine lo sfrutta per le sue conoscenze. Viene trovato e ucciso da Kassandra.
- Gli Immortali: sono una coppia di fratelli dal nome sconosciuto. Membri dell'ordine e facenti parte della fazione "Ordine del Dominio". Sono due assassini esperti che di solito Amorge li incarica di svolgere mansioni molto difficili. La loro fama è conosciuta in tutta la Persia e molti pensano che sia una sola persona che abbia il dono dell'ubiquità. Uno dei fratelli è molto agile e combatte con arco e daghe, l'altro invece utilizza una mazza pesante e uno scudo ben corazzato. Partecipano all'assalto del villaggio di Dime insieme ad Amorge e uno dei fratelli sconfigge Dario ed è sul punto di ucciderlo, ma sul luogo giunge Kassandra che affronta i due fratelli e li uccide.
- Dimocrate: membro dell'ordine facente parte della fazione "Ordine del Dominio" e conosciuto col soprannome "Il Distruttore". Svolge un ruolo fondamentale all'interno dell'ordine perché funge da mediatore tra l'Ordine degli Antichi e la Setta di Cosmos. Infatti se le due sette si sono alleate è dovuto principalmente a Dimocrate che è riuscito a far trovare un accordo tra le due parti e a collaborare. Fu grazie a lui che le due sette si allearono durante l'invasione persiana in Grecia e supportavano Serse nella guerra. Viene trovato e ucciso da Kassandra.
- Artozostra: membro dell'ordine facente parte della fazione "Ordine del Dominio" e conosciuta col soprannome "Il Silenzio". Ella svolge un incarico molto importante all'interno dell'ordine, infatti se ci sono problemi all'interno dell'ordine lei stessa ha il compito di riportare ordine. I suoi mezzi sono poco ortodossi e spesso finisce con l'uccidere i soldati dell'ordine per far capire la lezione agli altri. Viene trovata e uccisa da Kassandra.
- Gaspare: membro dell'ordine facente parte della fazione "Ordine del Dominio" e conosciuta col soprannome "Il Sorvegliante". Nata schiava, ma una volta libera si unì all'ordine degli antichi per studiare la Prima Civilizzazione. Dopo aver scoperto che in realtà non erano Dei, ma mortali come loro, cominciò a studiare ogni segreto su di loro per imparare la loro tecnologia. Viene trovata e uccisa da Kassandra.
- Pitia: membro dell'ordine facente parte della fazione "Ordine del Dominio" e conosciuto col soprannome "l'Architetto". È il pianificatore principale di Amorge. Per Pitia l'ordine e l'equilibrio è tutto ed è disposto a compiere qualsiasi cosa pur di mantenere queste due perché infatti crede fermamente che l'Ordine degli Antichi lotti per la pace del mondo. Viene trovato e ucciso da Kassandra.

### Isu
- Aletheia: venerata dall'antica religione greca come Dea della verità. Prima di morire ha trasmesso la sua anima all'interno del bastone di Ermete Trismegisto per poi guidare in futuro il Custode di Atlantide e l'Erede dei Ricordi. Quando Kassandra diventa la nuova Custode di Atlantide aiuta la misthios a imparare a controllare il bastone.
- Persefone: conosciuta anche come Kore, è un Isu venerata dall'antica religione greca e romana come moglie di Ade, Dio degli Inferi. Persefone fugge da suo marito Ade e si reca nell'Eliseo dove diventa la signora e padrona del luogo diventando una dittatrice. Inizia una relazione con Adone, ma questi ad un certo punto la lascia facendo cadere in depressione Persefone rendendola una dittatrice. All'inizio si dimostra gentile con Kassandra, ma alla fine dimostra la sua vera natura e vuole comandare l'Eliseo con la forza. Uccide Ermes perché non è stato in grado di sconfiggere Kassandra, dopodiché lancia un frutto dell'eden nell'Ade trasformando il suo cane in Cerbero, dopodiché fa precipitare Kassandra stessa negli inferi.
- Ade: venerato dall'antica religione greca e romana come Dio degli Inferi e conosciuto anche col nome di Plutone. È il marito di Persefone ed è il fratello di Zeus e Poseidone. Manipolatore e crudele contro i morti. Quando Kassandra uccide Cerbero stringe un patto con lei promettendogli di insegnargli a controllare meglio il suo bastone se lei avrebbe cercato quattro guardiani per gli inferi. Osserva Kassandra durante le sue imprese nell'Ade ponendo sempre enigmi e giocando psicologicamente con lei. Alla fine quando Kassandra ha trovato i suoi guardiani, Ade rivela che non ha mai voluto aiutarla e che la sua vita gli appartiene avendo ucciso il Cerbero. Kassandra inizia a combattere contro Ade in un duello estenuante e alla fine riesce a sconfiggerlo.
- Poseidone: venerato dall'antica religione greca e romana come Dio dei Mari e conosciuto anche col nome di Nettuno. È il fratello di Ade e Zeus. Osserva Kassandra per tutta la sua vita rimanendo affascinato dalle sue gesta. Dopo che ella sconfigge Ade nell'Ade, Poseidone la porta ad Atlantide e la nomina Dicaste della città ritenendola adatta per quel ruolo essendo metà Isu e metà Umana. Inoltre le rivela che solo ad Atlantide conoscerà il vero potere del bastone e l'acquisizione del sesto senso chiamato "Conoscenza".
- Ermes: messaggero degli Dei e il costruttore di Frutti dell'Eden. È conosciuto anche come Ermete Trismegisto, infatti è stato lui a creare il bastone. Nel V secolo a.C. incontrò Pitagora e lo nominò suo successore come custode di Atlantide. La sua enorme influenza invogliò gli esseri umani a creare un gruppo chiamato "Ermetici" che a sua volta alcuni di essi si separarono per creare la Setta di Cosmos. È perdutamente innamorato di Persefone e farebbe qualsiasi cosa per lei, tuttavia lei non ricambia il suo amore, ma lui non lo accetta. Aiuta Kassandra nell'apprendere i poteri del bastone, ma dopo aver scoperto che lei si è alleata con Adone e i ribelli, affronta la misthios perdendo, dopodiché viene ucciso da Persefone per aver fallito.
- Ecate: venerata dall'antica religione greca e romana come figlia del Titano Perse e Dea della Negromanzia. Migliore amica di Persefone che in realtà ambisce al suo trono. Si allea con Kassandra facendole credere che vuole aiutare i mortali, ma in realtà sfrutta Kassandra per poter spodestare Persefone e diventare la nuova regina dell'Eliseo.
- Caronte: nella mitologia greca è conosciuto per essere il traghettatore dei morti nell'Ade sul fiume Stige. Trova affascinante la vita dei mortali perché hanno sempre problemi, inoltre si lamenta spesso del troppo lavoro sperando in una vacanza, tuttavia adempie il suo lavoro con grande passione.
- Atlante: Uno dei figli di Poseidone nonché secondo in comando ad Atlantide dopo suo padre. Nella mitologia greca Atlante è un Titano che dopo la guerra contro Zeus e gli olimpici viene condannato per l'eternità a sorreggere il mondo. Chiede a Kassandra di aiutare i suoi fratelli arconti. Ha una relazione amorosa con un'umana di nome Elpis. Il suo desiderio è quello di governare Atlantide e considera suo padre non più adatto al ruolo. Viene ucciso per sbaglio da Elpis dopo che lei si è trasformata in Isu.
- Azae: Uno dei figli di Poseidone nonché arconte di Atlantide. In città è un medico e cerca di curare la popolazione colpita da una malattia. Chiederà aiuto a Kassandra, diventata dicaste, nel curare questo malanno.
- Gadiro: conosciuto anche come Eumelo, è uno dei figli di Poseidone e arconte di Atlantide. Si occupa dell'arena della città cercando di organizzare spettacoli che possano piacere agli umani. Chiederà aiuto a Kassandra, diventata dicaste, nell'organizzare uno spettacolo di successo.
- Anfere: uno dei figli di Poseidone e arconte di Atlantide. Odia profondamente gli umani perché una notte sono entrati in casa sua e hanno ucciso la sua famiglia e gli hanno sfregiato il viso. Viene a conoscenza di una ribellione e chiederà a Kassandra, diventata dicaste, a sconfiggere questa ribellione.
- Neocle: uno scienziato Isu di Atlantide che cerca sempre di effettuare esperimenti sperando che un giorno funzionino. Chiederà aiuto a Kassandra, diventata dicaste, nel far risorgere la natura di Atlantide attraverso la scienza invece che farlo naturalmente.
- Melitta: è una biologa Isu di Atlantide che è sempre in contrasto con Neocle per i suoi metodi poco ortodossi sul far rivivere la natura con la scienza. Chiederà aiuto a Kassandra, diventata dicaste, nell'impedire che Neocle utilizzi la scienza per far risorgere la natura di Atlantide.

### Altri
- Icaro: è l'aquila compagno di Kassandra. Ha condiviso un rapporto di simbiosi con Kassandra, che con la sua capacità di visione dell'aquila poteva vedere tutto dalla prospettiva di Icaro. Era un potente mezzo di ricognizione per Kassandra e un enorme aiuto per le sue missioni. Per il suo grande rapporto con l'aquila, molti credevano che essa fosse un dono di Zeus e da lì hanno cominciato a soprannominare Kassandra "Ombra dell'Aquila". Icaro in passato era di Pitagora, ma questi assegnò una missione all'uccello, ovvero rimanere con Kassandra e aiutarla.
- Erodoto: storico greco antico considerato il "padre della storia". Dopo un incontro casuale a Delfi viaggerà con Kassandra sull'Adrestia. Con il suo aiuto Kassandra viene a conoscenza della Prima Civilizzazione e grazie ad esso riesce a scoprire i piani della Setta di Cosmos. Dopo aver sconfitto la Setta, Kassandra aiuta Erodoto in questioni familiari sull'Isola di Samo e una volta finito i due si separeranno ad Atene promettendosi di reincontrarsi un giorno.
- Dario: il cui vero nome è Artabano, fu l'assassino del re persiano Serse I. È considerato uno dei precursori degli Assassini della storia e divenne famoso per essere stato l'inventore della Lama Celata, che divenne poi l'arma iconica dell'ordine degli assassini. Quando tentò di uccidere Serse creò un suo gruppo personale chiamato "Gruppo di Dario" e questi vennero considerati come precursori dell'Ordine degli Assassini e ancora prima degli Occulti. Fondò il gruppo insieme ai suoi amici Amorge e Pactia con l'intenzione di proteggere la Persia. Dopo aver ucciso Serse i suoi amici lo tradirono e si unirono all'Ordine degli Antichi, cominciando a dargli la caccia. Uccisero la sua famiglia lasciando in vita solo Nataka. Per anni Dario e Nataka sono fuggiti dall'Ordine degli Antichi per poi giungere in Grecia nella regione di Macedonia dove conobbero la misthios Kassandra.
- Archidamo II: re Euripontide di Sparta, rappresenta la deriva più conservatrice della città. Totalmente ignaro degli affari del collega rischia di essere additato come membro della Setta.
- Platone: bambino prodigio che in futuro sarebbe diventato uno degli allievi di Socrate e uno dei filosofi più famosi della storia.
- Aristofane: commediografo greco antico (uno dei principali esponenti della Commedia antica), è l'unico di cui ci siano pervenute alcune opere complete. Contribuirà a screditare Cleone con una sua opera, per permetterne l'uccisione da parte di Kassandra.
- Ippocrate: medico, geografo e aforista greco antico è considerato il padre della medicina. Dopo la fuga da Sparta, Myrrine cercherà l'aiuto di Ippocrate, che tuttavia, non potendola aiutare, la indirizza verso il tempio di Asclepio in Argolide. In seguito Kassandra chiederà anche lei aiuto a Ippocrate.
- Pericle: politico, oratore e militare ateniese attivo durante il periodo d'oro della città, è noto per aver guidato Atene durante la prima parte della guerra del Peloponneso. Verrà ucciso nel Partenone da Deimos, nonostante nella realtà sia stato ucciso dall'epidemia di Atene del 429 a.C..
- Socrate: filosofo ateniese, apparirà spesso per aiutare il protagonista, e contribuirà a screditare Cleone dopo la sua prese di potere, avvenuto in seguito all'improvvisa morte di Pericle.
- Santippe: è la moglie di Socrate. Considera suo marito come uno degli uomini più intelligenti del mondo greco.
- Barnaba: Anziano capitano greco, mette la sua nave, l'Adrestia, al servizio di Kassandra e i due diventano migliori amici. Si sono conosciuti a Cefalonia, quando Kassandra lo ha liberato dal "Ciclope".
- Il Ciclope di Cefalonia: grosso criminale senza un occhio, che sostituisce con uno fatto di ossidiana. Spesso in conflitto con Marco, viene ucciso da Kassandra.
- Polifemo: figlio di Poseidone, è un semidio con un occhio solo. È una persona calma e pacifica nonostante la sua possente corporatura e stringe amicizia con Kassandra.
- Duride: mercante attivo a Cefalonia, in affari con Marco.
- Febe: era una esuberante bambina di Cefalonia nonché migliore amica di Kassandra. Divenuta aiutante di Aspasia, viene uccisa a soli 13 anni ad Atene dalla Setta di Cosmos durante la peste.
- Odessa: era un'avventuriera megarese nonché discendente di Ulisse infatti i suoi l'hanno chiamata così in suo onore. Si reca ad Itaca per avvicinarsi al suo antenato e qui conobbe la mercenaria Kassandra. Ella potrà iniziare una relazione con Kassandra e se quest'ultima l'aiuterà nella sua vicenda personale potrà essere reclutata nell'Adrestia.
- Leonida I: re spartano nonché nonno di Kassandra e Alexios è stato un famoso generale spartano che ha tenuto testa all'esercito persiano alle Termopili. Nonostante tutto verrà ucciso in battaglia alle Termopili, anche se le sue gesta saranno ricordate e lodate da tutti i Greci.
- Myrrine: figlia di Leonida e madre di Alexios e Kassandra, dopo la loro presunta morte inizierà una breve carriera da pirata a fianco di Xenia e in seguito, tornando a Sparta, le verrà assegnato il compito di gestire l'isola di Nasso.
- Nicolao: patrigno di Kassandra, diventa in seguito un importante generale noto come "il Lupo di Sparta". Incontra di nuovo sua figlia in Megaride. Il giocatore può scegliere se risparmiarlo, facendolo andare via e ritirandosi dalla vita da guerriero e permettendo alla famiglia completa di riunirsi alla fine del gioco, o di ucciderlo.
- Stentore: figlio adottivo di Nicolao di qualche anno più vecchio di Kassandra, è il suo secondo nell'esercito spartano, prendendone il posto dopo la sua scomparsa.
- Marco: truffatore dell'isola di Cefalonia che adotta Kassandra quando quest'ultima naufraga sull'isola quando era bambina. È solito cacciarsi nei guai. Decide di darsi alla produzione di vino. Si sposta in seguito a Kos.
- Pitagora: filosofo, matematico, taumaturgo, astronomo, scienziato, politico e fondatore di una delle più importanti scuole di pensiero dell'umanità, è il padre di Kassandra e Alexios. La sua presenza è anacronistica, tuttavia è resa possibile dal bastone di Ermete Trismegisto, probabilmente un artefatto della Prima Civilizzazione.
- Alcibiade: è stato un militare e politico ateniese. Oratore e statista di altissimo livello, fu l'ultimo membro di spicco degli Alcmeonidi, il clan aristocratico a cui apparteneva la famiglia di sua madre, poi decaduto con la fine della guerra del Peloponneso. Uomo molto affascinante e promiscuo. Come era di norma nell'Antica Grecia, effettuava spesso orge sia con donne e maschi. Kassandra potrà iniziare una relazione con lui.
- Tia: è un abitante del villaggio di Lalai. È la sorella minore di Perictione ed è un'arciera. Fiera guerriera che cerca solo di difendere il suo villaggio dagli attacchi della banda "I Figli di Serse". Quando Kassandra arriverà nel suo villaggio deciderà di aiutarla a proteggere Lalaia riuscendo nell'impresa. Alla fine della battaglia si potrà avere un rapporto sessuale con Tia e reclutarla nell'Adrestia.
- Elpidio: È il figlio di Kassandra e Natakas. Quando sua madre e suo nonno Dario sconfiggono l'Ordine degli Antichi in Grecia, suo nonno Dario lo porta in Egitto dove vivranno per il resto della loro vita. Elpidio è un antenato di Aya, alias Amunet.
- Nataka: È il figlio di Dario e fratello di Neema. Quando conobbe Kassandra i due iniziarono una relazione e dalla loro riunione nacque Elpidio. È un antenato di Aya, alias Amunet. Se si sceglie come protagonista Alexios, sarà la sorella Neema a iniziare una relazione con lo spartano e a far nascere Elpidio.
- Nima: È la figli di Dario e sorella di Natakas. Viene uccisa insieme a sua madre dall'Ordine degli Antichi. Se si sceglie come protagonista Alexios, Neema sarà viva e sarà Natakas a essere stato ucciso insieme a sua madre, inoltre ella inizierà la relazione con Alexios dando alla vita Elpidio.
- Xenia: piratessa molto spietata, ma allo stesso tempo benevola e protettrice delle sue isole.
- Dafne: è la leader delle "Figlie di Artemide". Donna molto bella e abile cacciatrice. Incontra Kassandra e le chiede di cacciare gli animali leggendari sparsi in tutta la Grecia e portarle le pelli. La mercenaria acconsente, dopodiché effettua un rituale e sfida Kassandra alla posizione di leader del gruppo. La mercenaria se accetterà ucciderà Daphne diventando la nuova leader, se rifiuta lei e Daphne non si incontreranno più.
- Leda: è la figlia di Barnaba e di sua moglie chiamata anch'essa "Leda". Quando Barnaba e la madre Leda si separarono durante una tempesta, la madre sopravvisse e diede alla luce sua figlia che decise di chiamarla come lei.
- Brasida: generale spartano molto fedele alla sua patria e amico di Myrrine. Incontra per la prima volta Kassandra quando quest'ultima cerca di smascherare un membro della setta di cosmos. Brasida aiuta poi Myrrine e Kassandra a spodestare il re di sparta corrotto che è un membro della setta.
- Cira: ragazza a capo dei ribelli di Mykonos, può iniziare una relazione con il/la protagonista. È figlia di Podarce il crudele capo di Mykonos e Delo al quale lei e i ribelli si oppongono.
- Taleta: comandante Spartano a Mykonos (terra ateniese) e fidanzato di Cira. Se quest'ultima e il protagonista hanno una relazione, Taleta dovrà essere ucciso.
- Demostene: generale ateniese molto devoto alla sua causa. Incontra per la prima volta Kassandra alla statua di Atena ad Atene e le chiederà di portare dei sigilli dei commilitoni spartani.
- Lisandro: generale spartano molto fedele alla patria ma con l'obiettivo di scalare i ranghi e mostrare la sua bravura. Incontra per la prima volta Kassandra sotto la statua di Leonida a Sparta e le chiederà di portare dei sigilli dei commilitoni ateniesi.
- Rossane: guerriera residente sull'isola di Idra che ha come obiettivo quello di vincere la battaglia delle cento mani per dimostrare il suo valore. Incontra Kassandra e insieme si allenano per parteciparvi. Si può iniziare una relazione con essa e alla fine della battaglia si può reclutare Rossane nell'Adrestia.
- Cleta: è una donna influente in Acaia ed è la madre di Fila. In passato hanno litigato e Fila ha abbandonato casa sua per unirsi all'ordine. Aiuta Kassandra e Dario a trovarla e dona loro una casa a Dime.
- Licaone: giovane medico che cerca giustizia. Sua nonna Praxitea in passato era l'oracolo di Delfi e Licaone scoprì che ella dava false profezie perché era costretta dalla Setta di Cosmos. Nonostante sua nonna fosse costretta, Licaone decide di uccidere sua nonna perché ha rovinato la vita a molte persone, ma un giorno incontra Kassandra e insieme decidono di portare avanti il piano. In base alle scelte compiute, Kassandra potrà uccidere o risparmiare Praxitea, in caso contrario sarà Licaone ad ucciderla.
- Elpis: è un'umana che compare nella simulazione di Aletheia. Quando Kassandra si reca ad Atlantide incontra Elpis e qui ella rivela che è l'amante di Atlante e che vuole governare insieme a lui, ma vuole diventare una Isu. Una volta diventata uccide accidentalmente Atlante e sale sul trono al posto suo.
- Serse I di Persia: Re di Persia e figlio di Dario I. Diviene un grande alleato della Setta di Cosmos e dell'Ordine degli Antichi. Il suo scopo è quello di governare il mondo e si alleò con le due sette affinché lo aiutassero nell'impresa, anche se in realtà è un loro burattino. Invase la Grecia col supporto della Setta di Cosmos, ma alla fine perse la guerra. In Persia è sostenuto dall'Ordine degli Antichi, ma alla fine viene ucciso da una delle sue guardie personali: Artabano che lo uccise con la Lama Celata.
- Artaserse I di Persia: Re di Persia. È il figlio di Serse I e padre di Dario II.
- Dario II di Persia: Futuro Re di Persia. È il figlio di Artaerse I e nipote di Serse I. Amorge gli affida in custodia Elpidio e lo cura come se fosse suo figlio. Quando Kassandra trova suo figlio, Dario gli consegna il neonato senza problemi.
- Adone: figura semidivina della mitologia greca. Kassandra lo incontra nell'Eliseo e si allea per sconfiggere Persefone.
- Perseo: eroe greco e semidio figlio di Zeus e Danaie. Conosciuto principalmente per essere stato l'uccisore di Medusa, da cui il soprannome "Ammazzagorgone". Quando Kassandra si trova nell'Ade, affronta dopo un duro scontro Perseo riuscendo a sconfiggerlo e a renderlo uno dei nuovi guardiani dell'Ade.
- Achille: eroe greco nonché protagonista dell'Iliade, il poema di Omero dove narra la guerra di Troia dove Achille ha partecipato. In tutta la guerra di Troia solamente Achille ha conquistato una fama così grande da essere diventato una leggenda. Considerato immortale per la sua bravura e il suo unico punto debole è il tallone dove durante la guerra di Troia, Paride con il suo arco lo colpì uccidendolo. Quando Kassandra si trova nell'Ade, lo affronta, lo sconfigge e lo rende uno dei nuovi guardiani dell'Ade.
- Eracle: semidio figlio di Zeus e Alcmena. Conosciuto anche col nome di "Hercules". Diventato famoso per la sua immensa forza e per aver compiuto le famose "Dodici fatiche di Eracle" dove lo hanno poi reso un dio. Nell'Ade, Kassandra lo affronta in un durissimo scontro e lo convince a diventare uno dei nuovi guardiani dei cancelli dell'Ade.
- Agamennone: famoso re degli Achei ed uno dei due sovrani che hanno partecipato alla guerra di Troia. Quando Kassandra si trova nell'Ade, lo affronta e dopo un duro scontro riesce a sconfiggerlo e a renderlo uno dei nuovi guardiani dell'Ade.

## Assassin's Creed: Valhalla

### Occulti
- Basim Ibn Ishaq: occulto iracheno, maestro di Hytham. Conosce Sigurd durante uno dei suoi viaggi. È la reincarnazione di Loki (Isu che ispirerà il mito del dio dell'inganno norreno) e per questo tradirà Eivor e Sigurd (rispettivamente le reincarnazioni di Odino e Tyr)
- Hytham: giovane membro iracheno degli Occulti, allievo di Basim, fa amicizia con Eivor, che lo aiuta nella caccia all'Ordine degli Antichi.

### Ordine degli Antichi
- Re Aelfred: re del Wessex e Gran Maestro dell'Ordine degli Antichi, combatte contro i vichinghi. Nonostante ufficialmente sia nemico di Eivor, lo aiuta in segreto con delle lettere firmate "Un Povero Soldato di Cristo" a sradicare l'ordine dall'Inghilterra. Infatti lui detesta l'Ordine ma ha ereditato il titolo dal fratello. Organizza un incontro con Eivor, quando ormai tutto l'Ordine e l'Inghilterra sono caduti, in un villaggio dell'Hamtunscire e gli rivela la sua posizione, consegnandogli la chiave del suo studio e rimanendo a vivere nel villaggio mantenendo segreta la sua identità.
- Kjotve lo Spietato: è il capo norreno che uccide i genitori di Eivor e gran parte del suo clan. Viene ucciso dallo stesso Eivor alle porte della sua città. È membro dell'Ordine degli Antichi. Il personaggio di Kjotve è esistito davvero ed è conosciuto come Kjotve il Ricco.
- Gorm Kjotvesson: figlio di Kjotve e membro di alto rango dell'ordine degli Antichi. Viene ucciso da Eivor in Vinlandia (Nord America). Possedeva la Mela dell'Eden e quando Eivor la trova dice agli abitanti del posto di custodirla, pur non sapendo cosa sia.
- Fulke: donna che è convinta che Sigurd discenda dagli dèi, prima aiuta Geadric, ma cambia schieramento consegnando Sigurd a Re Aelfred del Wessex e torturandolo, mozzandogli anche un braccio. Fa parte degli Antichi.
- Vicelin: membro dell'ordine conosciuto come "La Bussola". Opera insieme a "La Sanguisuga" e "La Freccia" per controllare Lunden. Controlla una flotta ed è un uomo imponente. Dopo che Eivor uccide i suoi compagni attacca Lunden con la sua flotta ma alla fine viene ucciso dal vichingo.
- Audun: membro del consiglio di Jorvik, è segretamente l'Antico noto come lo Scrigno, capo degli Antichi di Jorvik e della Mano Rossa.
- Herefrith: vescovo del Lincolnscire, bugiardo e borioso, è membro dell'ordine degli Antichi. Se non viene scelto come aldermanno, esce subito allo scoperto e tenta di uccidere tutti. Viene assassinato da Eivor in un castello.

### Clan del Corvo
- Eivor Varinsson/Varinsdottir: è il protagonista di Assassin's Creed: Valhalla. Il giocatore ha la possibilità di impersonare Eivor scegliendo tra il sesso maschile ed il sesso femminile e questo non influisce sul susseguirsi degli avvenimenti nel corso della trama. Eivor può essere un Berserkr o una Skjaldmær[8]. Soprannominato "Morso di Lupo", è un guerriero norreno facente parte del Clan del Corvo che invade la Gran Bretagna per trovarsi una nuova casa, stabilendo essa a Ravensthorpe, costruita sui resti di un altro villaggio. Quando Kjotve lo spietato e il suo clan uccidono i suoi genitori Eivor viene adottato da re Styrbjorn e diventa fratello adottivo di Sigurd. È il secondo di Sigurd nel clan,salvo poi diventare jarl grazie all'abdicazione di Sigurd verso la fine del gioco.
- Synin: corvo di Eivor. Come Bayek e Kassandra possiede un rapporto unico con l'animale. Lo considera un dono da parte di Odino essendo solito usare i corvi come messaggeri.
- Sigurd: fratello maggiore di Eivor, con il quale ha un ottimo rapporto. Parte insieme al fratello e al clan quando Styrbjorn cede Fornburg a re Harald. Da quel momento fino alla parte finale del gioco è il capo del Clan del Corvo, per circa 5 anni.
- Styrbjorn: re di Fornburg, preferisce le alleanze allo scontro. Cede il suo regno a re Harald I di Norvegia in cambio di pace. Questo porta Eivor e Sigurd a salpare per l'Inghilterra lasciando Fornburg.
- Randvi: è la moglie di Sigurd. Eivor può avere una relazione con lei.
- Varin: padre di Eivor e membro stimato del Clan. Viene ucciso da Kjotve lo Spietato.
- Rosta: madre di Eivor e moglie di Varin. Viene uccisa da Kjotve insieme a Varin.
- Gunnar: buon amico di Eivor, è fabbro di Fornburg e poi di Ravensthorpe. Eivor lo aiuta a conquistare la sua futura moglie nel Glowcestrescire
- Dag: razziatore membro dell'equipaggio di Eivor, tra i due c'è stato molto attrito, soprattutto dall'arrivo in Inghilterra. Dag incolpava Eivor di voler prendere il posto e i meriti di Sigurd mentre quest'ultimo era via. Una notte Dag sfidò Eivor a duello per la guida del clan e lui lo uccise.
- Svend: tatuatore del villaggio, muore e il suo posto viene preso dalla giovane Tova, sua allieva.
- Tova: figlia adottiva di Svend e sua allieava, quando suo padre muore prende il suo posto come tatuatore.
- Reda: bambino orfano, mercante a capo della Gilda dei Mille Occhi, si stabilisce a Ravensthorpe.
- Sunniva: amica di Eivor.
- Alvis: poeta del clan, abile nell'arte del canzonare, che insegna a Eivor.
- Valka: veggente del clan
- Vagn: razziatore che accompagna Eivor nelle sue razzie fluviali.
- Holger: fratello di Alvis, anche lui artista, è però piuttosto ingenuo.
- Ottaviano: collezionista di reperti romani, gestore del museo di Ravensthorpe, in realtà si chiama Osbert. Si veste e saluta come i Romani.
- Rowan: Danese che fa da scudiero in Inghilterra. Lui e Yanli vengono catturati da dei briganti e liberati da Eivor e Sigurd per poi stabilirsi a Ravensthorpe.
- Yanli: mercante cinese che viaggia fino in Inghilterra venendo poi catturata da dei briganti e liberata da Eivor e Sigurd per poi stabilirsi a Ravensthorpe.

### Isu
- Odino: sovrano degli Dei Norreni e degli Aesir e del regno di Asgard nonché padre di Thor e marito di Freya.
- Thor: Dio del Tuono, figlio di Odino e fratellastro di Loki. Utilizza in battaglia un martello magico che ritorna indietro di nome Mjolnir.
- Loki: Dio dell'Inganno, figlio adottivo di Odino e fratello adottivo di Thor. Insieme alla gigantessa Agrboda ha dato origine a tre figli: Fenrir, Jormungandr ed Hel.
- Týr: Dio della Guerra, nonostante tutto è molto saggio e preferisce la diplomazia che la battaglia.
- Freya: Sovrana degli dei Vanir nonché moglie di Odino e madre di Baldur.
- Ivaldi: famoso fabbro in grado di forgiare qualsiasi cosa. Nella mitologia norrena è ricordato soprattutto per essere un nano e per aver forgiato gli anelli Draupnir di Odino e i capelli dorati di Sif.

### Altri
- Soma: jarl vichinga, alleata di Eivor da quando quest'ultimo la ha aiutata a riconquistare il Grantebridgescire, che era stato conquistato da Wigmund, dell'Ordine degli Antichi
- Harald I di Norvegia: promette pace a tutti i sovrani norreni se essi cederanno a lui il loro regno. Il suo obiettivo è unificare la Norvegia.
- Erke: norreno, è insieme a Stowe uno dei due intendenti di Lunden.
- Ívarr Ragnarsson "Il Senza Ossa": conosciuto anche come " l'uccisore di re" è figlio del famigerato re vichingo Ragnar Lothbrok. Lui è il fratello Ubba sono due grandi condottieri che con l'aiuto di Eivor e Sigurd conquistano la Marcia, facendo salire al trono Ceolwulf II a cui tiene come un figlio. Ivarr è più impulsivo rispetto al fratello Ubba e questo ha generato tensioni tra i due. Non gli piace la diplomazia e fa fatica nel trattenersi dal combattere subito. Scatena una guerra nello Sciropscire quando assassina il fratello del re. Uccide Ceolbert con un pugnale britanno dando la colpa a re Rhodri. Una volta scoperto il fatto il protagonista lo ucciderà
- Ubba Ragnarsson: figlio di Ragnar Lothbrok e fratello di Ivarr, è un guerriero e condottiero molto abile. A differenza del fratello, che vuole combattere fino alla morte, Ubba vorrebbe avere una vita tranquilla e dei figli dopo la vita da guerriero. Prenderà parte alla guerra contro re Alfred in cui verrà ucciso dai suoi soldati
- Ceolwulf II: ex alleato di re Burgred, collabora con i vichinghi aiutandoli a conquistare la Mercia e grazie al loro supporto ne diventa re.
- Ceolbert: giovane figlio di Ceolwulf, vuole aiutare suo padre e i suoi alleati ma al contempo non vuole uccidere coloro che erano suoi amici. Passa molto tempo con Ivarr che gli insegna a combattere e stima molto Eivor. Viene però ucciso da Ivarr nello Sciropescire, del quale avrebbe dovuto diventare aldermanno. Il vichingo incolpa i britanni dell'uccisione del principe.
- Re Burgred: re di Mercia, viene deposto da Ceolwulf e dai Ragnarsson che lo mandano in esilio a Roma.
- Leofrith: guardia personale e secondo di Burgred, combatte con convinzione per il suo re. Viene sconfitto da Eivor, che può scegliere se risparmiarlo o ucciderlo. Se viene risparmiato mostra riconoscenza verso Eivor e lo aiuta dicendogli di bruciare un mandato di cattura recante il suo nome.
- Oswald: giovane re dell'Anglia Orientale, salito al potere grazie ad Eivor e suo alleato. I due hanno sconfitto il violento clan del danese Rued insieme ai fratelli vichinghi Brothir e Broder e a Finnr.
- Brothir e Broder: gemelli vichinghi, fratelli della sposa di Oswald, inizialmente sono ostili a quest'ultimo e a Eivor, ma i rapporti migliorano col tempo. Brothir viene ucciso da un soldato di Fulke durante un attacco mentre pianificano l'assedio a Portcestre. Brothir si ritira per portare in patria il corpo del fratello.
- Finnr, incaricato da Halfdan Ragnarsson di trovare un nuovo re per la regione.
- Geadric: aldermanno dell'Oxenefordscire, posizione che occupa da quando insieme ad Eivor, Sigurd e Basim ha sconfitto lady Eadwyn, vedova del vecchio aldermanno che continuava a esercitare il potere di suo marito. Aiuta Eivor con la sua armata nell'assalto a un castello nel Cent.
- Re Rhodri il Grande: sovrano britanno dello Sciropscire, vecchio nemico di Ivarr Ragnarsson, accetta la pace con i vichinghi guidati da Eivor e Ivarr ma viene ucciso da quest'ultimo che lo incolpa della morte di Ceolbert.
- Deorlaf: sanguigno vescovo e aldermanno dello Sciropscire realmente esistito, è alleato di Eivor e Ivarr.
- Cynebert: abate del Cent, brama di entrare nelle grazie di Tedmund, che Re Aelfred sta per nominare aldermanno. Si fa aiutare da Eivor e Basim (promette di consegnare loro Fulke) che inscenano così un attacco al castello di Tedmund e l'abate Cynebert va a salvarlo. Tedmund però si suicida. Cynebert viene ucciso nei suoi alloggi da Fulke.
- Hunwald: figlio del malato aldermanno del Lincolnscire, è giovane, esuberante e imprudente. Eivor lo aiuta a tornare a Lincoln, dove, dopo varie indagini, scopre che l'aldermanno è morto. Si tiene un consoglio per eleggere il nuovo aldermanno. Essendoci parità, spetta ad Eivor decidere se eleggere Hunwald, Aelfgar o il vescovo Herefrith.
- Swamburrow: danese amata di Hunwald, si trasferisce a Ravensthorpe.
- Aelfgar: ricco thegn del Lincolnscire, arrogante e superficiale, si vuole ingraziare Eivor e i vichinghi. Può essere scelto come aldermanno.
- Stowe: inglese figlio di un marocchino, intendente di Lunden (l'odierna Londra) insieme ad Erke. Insieme a quest'ultimo e ad Eivor libera la città dall'Ordine degli Antichi.
- Birnstan: aldermanno dell'Essex, amante della caccia e dei banchetti, è in crisi con la moglie Estrid. I due chiedono a Eivor di inscenare un rapimento per permettere a Estrid e Birnstan di separarsi e di far e incontrare Birnstan con la sua vecchia amata.
- Eluric: figlio di Birnstan e della sua prima compagna, che lui ha sempre creduto sua sorella. Da semplice ragazzino diventa un guerriero, combattendo a fianco di Eivor nell'Hamtunscire.
- Rollone: impetuoso capitano norreno di 17 anni, riporta Estrid nel regno franco, sua terra d'origine, e poi si unisce all'equipaggio di Eivor.
- Hjorr e Ljufvina: amici di lunga data di Eivor, sono marito e moglie. Si sono stabiliti a Jorvik (York), dove Hjorr è membro del consiglio. Aiutano Eivor nella caccia agli Antichi.
- Re Ricsige di Northumbria: re di Northumbria, all'inizio è diffidente con Eivor, ma quando lui elimina da Jorvik la Mano Rossa, un'organizzazione capeggiata da tre membri degli Antichi, si mostra riconoscente verso il norreno e formano un'alleanza. Successivamente tradisce Halfdan Ragnarsson (di cui è un burattino) per essere l'unico legittimo signore di Northumbria. Viene ucciso da Eivor ma non si serbano rancore.
- Faravid: vichingo membro del consiglio di Jorvik. Eivor lo rincontra quando aiuta Halfdan Ragnarsson in Northumbria. Faravid avvelena per lungo tempo Halfdan (non so sa se volontariamente o no) e pianifica un attacco senza il suo consenso. In base a una decisione di Eivor può essere esiliato o giustiziato da Halfdan.
- Hemming: norreno, anziano jarl dello Snotinghamscire, è stato una figura fondamentale nella giovinezza di Eivor. Si è trasferito in Inghilterra e chiede aiuto a Eivor per la guerra contro i Pitti. Muore poco dopo, e Eivor può decidere se fare diventare jarl suo figlio Vili o il consigliere Trygve.
- Vili: figlio di Hemming, è un caro amico di infanzia di Eivor. I due si rincontrano nello Snotinghamscire. Ama le battaglie e l'avventura, e non è interessato a succedere al padre. Eivor può convincerlo a diventare jarl o può offrirgli di vivere a Ravensthorpe e viaggiare sulla sua nave.
- Trygve: anziano consigliere di Hemming che considera la sua ragione di vita, e amico di Eivor, arriva a pensare al suicidio dopo la morte dello jarl. Se Eivor convince Vili ad entrare nel suo clan, Trygve diventerà jarl dello Snotinghamscire.
- Guthrum: jarl vichingo, aiuta a pianificare l'assalto a Portcestre ma non vi partecipa in seguito a un diverbio con Eivor, da lui giudicato troppo impulsivo. Tuttavia, quando si incontrano per conquistare l'Hamtunscire Guthrum fa i complimenti ad Eivor per essere diventato più responsabile e per essere un vero capo.
- Halfdan Ragnarsson: figlio di Ragnar Lothbrok, fratello di Ivarr e Ubba. Grazie all'aiuto di Eivor diventa sovrano di Northumbria e sconfigge i Pitti. È malato a causa di coppe per vino di piombo che gli regala Faravid. Se, alla fine delle missioni con Halfdan il protagonista si schiera con Halfdan si forma un'alleanza, se si schiera con Faravid no.
- Olav lo Sventurato: è in Vinlandia insieme a sua sorella Gilde. Entra in contrasto con Gorm Kjotvesson ed è grato a Eivor per averlo ucciso.
- Cynon: aldermanno del Glowcestrescire. Muore bruciando durante il rituale dell'Uomo di Vimini, come tutti i suoi predecessori. Sua moglie è una strega e guaritrice.
- Tewdwr: giovane aldermanno successore di Cynon, fervente cristiano e amico di Eivor.